# Список серий аниме Detective Conan (сезоны 1—15)

В данной статье представлен список серий аниме Detective Conan с 1-го по 15-й сезон, снятого по одноимённой манге Госё Аоямы. В англоязычных странах аниме вышло под названием «Case Closed», чтобы избежать возможных проблем с авторскими правами на оригинальное название.
Аниме было создано при поддержке компаний Tokyo Movie Shinsha и Yomiuri Telecasting Corporation. Режиссёрами стали Кэндзи Кодама и Ясуитиро Ямамото. Аниме рассказывает о приключениях детектива Синъити Кудо, который из-за некого яда APTX 4869 превратился из учащегося старших классов в первоклассника. Взяв себе имя Конан Эдогава, он расследует преступления по всей Японии и не только.
Премьера первой серии состоялась 8 января 1996 года в японской телевизионной сети Nippon Television Network System. В английском дубляже (лицензия принадлежит компании Funimation Entertainment) — 5 июля 2003 года. Показ 50 эпизодов на английском языке также был осуществлён на телеканале Cartoon Network в рамках блока передач Adult Swim с мая 2004 по январь 2005 года, но был прекращён из-за низких рейтингов.

## Содержание
| Сезон | Серии | Премьера                         |  | Сезон | Серии | Премьера                          |  | Сезон | Серии | Премьера                         |
| ----- | ----- | -------------------------------- |  | ----- | ----- | --------------------------------- |  | ----- | ----- | -------------------------------- |
| 1     | 28    | 8 января — 12 августа 1996       |  | 6     | 28    | 15 февраля — 27 сентября 1999     |  | 11    | 30    | 15 июля 2002 — 14 апреля 2003    |
| 2     | 26    | 19 августа 1996 — 14 апреля 1997 |  | 7     | 31    | 11 октября 1999 — 5 июня 2000     |  | 12    | 38    | 21 апреля 2003 — 1 марта 2004    |
| 3     | 28    | 21 апреля — 24 ноября 1997       |  | 8     | 23    | 12 июня — 4 декабря 2000          |  | 13    | 36    | 8 марта 2004 — 21 февраля 2005   |
| 4     | 24    | 1 декабря 1997 — 22 июня 1998    |  | 9     | 38    | 11 декабря 2000 — 22 октября 2001 |  | 14    | 37    | 28 февраля 2005 — 16 января 2006 |
| 5     | 28    | 29 июня 1998 — 8 февраля 1999    |  | 10    | 31    | 29 октября 2001 — 8 июля 2002     |  | 15    | 39    | 23 января 2006 — 19 февраля 2007 |

| Описание | Описание | Серии                             |
| -------- | -------- | --------------------------------- |
|          | 1 час    | 11, 52, 76, 118, 162, 356, 449.   |
|          | 2 часа   | 96, 129, 174, 219, 263, 304, 383. |
|          | 2,5 часа | 345, 425.                         |

## Список серий

### Сезон 1 (1996)
| № серии | Название | Экранизированные главы манги | Трансляция в Японии |
| ------- | --- | ---------------------------- | ------------------- |
| 1       | Убийство на американских горках «Дзэтто ко:сута: сацудзин дзикэн» (ジェットコースター殺人事件)                                  | 1 (1 том)                    | 8 января 1996       |
| 2       | Похищение дочери президента компании «Сятё: рэйдзё: ю:кай дзикэн» (社長令嬢誘拐事件)                                            | 2-5 (1 том)                  | 15 января 1996      |
| 3       | Убийство в запертой комнате знаменитости «Айдору миссицу сацудзин дзикэн» (アイドル密室殺人事件)                                | 6-9 (1 том)                  | 22 января 1996      |
| 4       | Зашифрованная карта города «Дай токай айго: маппу дзикэн» (大都会暗号マップ事件)                                                | 36-39 (4 том)                | 29 января 1996      |
| 5       | Взрыв в скоростном поезде «Синкансэн дай бакуха дзикэн» (新幹線大爆破事件)                                                      | 33-35 (4 том)                | 5 февраля 1996      |
| 6       | Убийство на Валентинов день «Барэнтаин сацудзин дзикэн» (バレンタイン殺人事件)                                                  | —                            | 12 февраля 1996     |
| 7       | Ежемесячные подарки с угрозами «Цукити пурэдзэнто кё:хаку дзикэн» (月ちプレゼント脅迫事件)                                      | 26-29 (3 том)                | 19 февраля 1996     |
| 8       | Убийство владельца художественной галереи «Бидзюцукан о:на: сацудзин дзикэн» (美術館オーナー殺人事件)                           | 30-32 (4 том)                | 26 февраля 1996     |
| 9       | Убийство в фестивальную ночь Тэнкаити «Тэнкаити ёмацури сацудзин дзикэн» (天下一夜祭殺人事件)                                   | 59-61 (6-7 тома)             | 4 марта 1996        |
| 10      | Шантаж профессионального футболиста «Пуро сакка: сэнсю кё:хаку дзикэн» (プロサッカー選手脅迫事件)                               | 68-71 (7-8 тома)             | 11 марта 1996       |
| 11      | Убийства под фортепианную «Лунную» сонату «Пиано соната "гэкко:" сацудзин дзикэн» (ピアノソナタ「月光」殺人事件)                | 62-67 (7 том)                | 8 апреля 1996       |
| 12      | Похищение Аюми «Аюми-тян ю:кай дзикэн» (歩美ちゃん誘拐事件)                                                                     | 82-83 (9 том)                | 15 апреля 1996      |
| 13      | Загадочное убийство и преследование «Kimyō na Hito Sagashi Satsujin Jiken» (奇妙な人捜し殺人事件)                               | 13-16 (2 том)                | 22 апреля 1996      |
| 14      | Дело о сообщении снайпера «Надзо но мэссэ:дзи согэки дзикэн» (謎のメッセージ狙撃事件)                                           | —                            | 29 апреля 1996      |
| 15      | Убийство и пропавший труп «Киэта ситай сацудзи дзикэн» (消えた死体殺人事件)                                                     | 56-58 (6 том)                | 13 мая 1996         |
| 16      | Убийство коллекционера древностей «Котто:хин корэкута: сацудзин дзикэн» (骨董品コレクター殺人事件)                              | 52-55 (6 том)                | 20 мая 1996         |
| 17      | Ограбление магазина «Дэпа:то дзяцуку дзикэн» (デパートジャツク事件)                                                             | —                            | 27 мая 1996         |
| 18      | Убийство невесты «Рокугацу но ханаёмэ сацудзин дзикэн» (6月の花嫁殺人事件)                                                      | 78-80 (8 том)                | 3 июня 1996         |
| 19      | Убийство в лифте «Эрэбэ:та: сацудзин дзикэн» (エレベーター殺人事件)                                                             | —                            | 10 июня 1996        |
| 20      | Убийство в доме с привидениями «Ю:рэйясики сацудзин дзикэн» (幽霊屋敷殺人事件)                                                  | 17-19 (2 том)                | 17 июня 1996        |
| 21      | Убийство на съёмках «TV Dorama Roke Satsujin Jiken» (TVドラマロケ殺人事件)                                                      | —                            | 24 июня 1996        |
| 22      | Убийства на роскошном лайнере, часть первая «Gōka Kyakusen Renzoku Satsujin Jiken (Zenpen)» (豪華客船連続殺人事件(前編))        | 20-25 (3 том)                | 1 июля 1996         |
| 23      | Убийства на роскошном лайнере, часть вторая «Gōka Kyakusen Renzoku Satsujin Jiken (Kōhen)» (豪華客船連続殺人事件(後編))         | 20-25 (3 том)                | 8 июля 1996         |
| 24      | Загадочная женщина с амнезией «Nazo no Bijo Kioku Sōshitsu Jiken» (謎の美女記憶喪失事件)                                        | —                            | 15 июля 1996        |
| 25      | Фальшивый выкуп «Itsuwari no Mino Shiro Kin Yūkai Jiken» (偽りの身代金誘拐事件)                                                 | —                            | 22 июля 1996        |
| 26      | Убийство пса по кличке Джон «Aiken Jon Satsujin Jiken» (愛犬ジョン殺人事件)                                                     | —                            | 29 июля 1996        |
| 27      | Убийство на встрече выпускников Когоро, часть первая «Kogoro no Dōsōkai Satsujin Jiken (Zenpen)» (小五郎の同窓会殺人事件(前編)) | 84-86 (9 том)                | 5 августа 1996      |
| 28      | Убийство на встрече выпускников Когоро, часть вторая «Kogoro no Dōsōkai Satsujin Jiken (Kōhen)» (小五郎の同窓会殺人事件(後編))  | 84-86 (9 том)                | 12 августа 1996     |

### Сезон 2 (1996—1997)
| № серии в сериале | № серии в сезоне | Название | Экранизированные главы манги    | Трансляция в Японии |
| ----------------- | ---------------- | --- | ------------------------------- | ------------------- |
| 29                | 1                | Компьютерное убийство «Компю:та: сацудзин дзикэн» (コンピューター殺人事件)                                             | —                               | 19 августа 1996     |
| 30                | 2                | Убийство и железное алиби «Арибай сё:гэн сацудзин дзикэн» (アリバイ証言殺人事件)                                       | —                               | 26 августа 1996     |
| 31                | 3                | Убийство на телестанции «Тэрэби-кёку сацудзин дзикэн» (テレビ局殺人事件)                                               | 102-104 (11 том)                | 2 сентября 1996     |
| 32                | 4                | Убийство в кофейне «Ко:хи: сёппу сацудзин дзикэн» (コーヒーショップ殺人事件)                                           | 105-107 (11 том)                | 9 октября 1996      |
| 33                | 5                | Выживание юных сыщиков «Tantei-dan Sabaibaru Jiken» (探偵団サバイバル事件)                                             | —                               | 14 октября 1996     |
| 34                | 6                | Парень в бинтах из горного домика, часть первая «Sansō Hōtai Otoko Satsujin Jiken (Zenpen)» (山荘包帯男殺人事件(前編)) | 40- обложка 45 (5 том)          | 21 октября 1996     |
| 35                | 7                | Парень в бинтах из горного домика, часть вторая «Sansō Hōtai Otoko Satsujin Jiken (Kōhen)» (山荘包帯男殺人事件(後編))  | 40- обложка 45 (5 том)          | 28 октября 1996     |
| 36                | 8                | Убийство в понедельник, 7:30 вечера «Getsuyō Yoru Shichiji Sanjūpun Satsujin Jiken» (月曜夜7時30分殺人事件)            | —                               | 4 ноября 1996       |
| 37                | 9                | Убийство с цветущими кактусами «Saboten no Hana Satsujin Jiken» (サボテンの花殺人事件)                                 | —                               | 11 ноября 1996      |
| 38                | 10               | Убийство на празднике огня в Акаони «Akaoni Mura Himatsuri Sastujin Jiken» (赤鬼村火祭殺人事件)                        | 10-12 (2 том)                   | 18 ноября 1996      |
| 39                | 11               | Убийство наследницы. Часть первая «Shisanka Reijō Satsujin Jiken (Zenpen)» (資産家令嬢殺人事件(前編))                  | 87-91 (9-10 тома)               | 25 ноября 1996      |
| 40                | 12               | Убийство наследницы. Часть вторая «Shisanka Reijō Satsujin Jiken (Kōhen)» (資産家令嬢殺人事件(後編))                   | 87-91 (9-10 тома)               | 2 декабря 1996      |
| 41                | 13               | Порванный флаг состязаний «Yūshōki Kirisaki Jiken» (優勝旗切り裂き事件)                                                | —                               | 9 декабря 1996      |
| 42                | 14               | Убийство в караоке «Karaoke Bokkusu Satsujin Jiken» (カラオケボックス殺人事件)                                         | 45-48 (5 том)                   | 16 декабря 1996     |
| 43                | 15               | Похищение Конана Эдогавы «Edogawa Konan Yūkai Jiken» (江戸川コナン誘拐事件)                                            | 49-51 (5-6 тома)                | 13 января 1997      |
| 44                | 16               | Убийство трёх детей Хотта «Hotta Sankyōdai Satsujin Jiken» (堀田三兄弟殺人事件)                                        | —                               | 20 января 1997      |
| 45                | 17               | Убийство с косметической маской «Kaopakku Satsujin Jiken» (顔パック殺人事件)                                           | —                               | 27 января 1997      |
| 46                | 18               | Убийство в доме в снежных горах «Yukiyama Sansō Satsujin Jiken» (雪山山荘殺人事件)                                     | 99-101 (10-11 тома)             | 3 февраля 1997      |
| 47                | 19               | Убийство в спортклубе «Supōtsu Kurabu Satsujin Jiken» (スポーツクラブ殺人事件)                                         | —                               | 10 февраля 1997     |
| 48                | 20               | Убийство дипломата, часть первая «Gaikōkan Satsujin Jiken (Zenpen)» (外交官殺人事件(前編))                             | 92- первая половина 96 (10 том) | 17 февраля 1997     |
| 49                | 21               | Убийство дипломата, часть вторая «Gaikōkan Satsujin Jiken (Kōhen)» (外交官殺人事件(後編))                              | 92- первая половина 96 (10 том) | 24 февраля 1997     |
| 50                | 22               | Убийство в библиотеке «Toshokan Satsujin Jiken» (図書館殺人事件)                                                       | вторая половина 96-98 (10 том)  | 3 марта 1997        |
| 51                | 23               | Убийство в гольф-клубе «Gorufu Renshuujō Satsujin Jiken» (ゴルフ練習場殺人事件)                                        | —                               | 10 марта 1997       |
| 52                | 24               | Убийство легендарного тэнгу Кири «Kiri-tengu Densetsu Satsujin Jiken» (霧天狗伝説殺人事件)                             | 108-110 (11 том)                | 17 марта 1997       |
| 53                | 25               | Убийство загадочным оружием «Nazo no Kyouki Satsujin Jiken» (謎の凶器殺人事件)                                         | —                               | 7 апреля 1997       |
| 54                | 26               | Убийство в игровой компании «Gēmu Satsujin Jiken» (ゲーム会社殺人事件)                                                 | 114-116 (12 том)                | 14 апреля 1997      |

### Сезон 3 (1997)
| 55 | "Изощрённое убийство в поезде" "The Train Trick Murder Case" «Ressha Torikku Satsujin Jiken» (列車トリック殺人事件)                                                                  | Филлер               | 21 апреля 1997   |
| В поезде убит врач. Конан считает, что убийца — его коллега, участвующий с ним в конференции. Единственная загвоздка состоит в том, что они ехали на разных поездах. | |                      |                  |
| 56 | "Убийство в «Одзямамбо»" "The Oja Ocean Sunfish Murder Case" «Ojamanbō Satsujin Jiken» (おじゃマンボウ殺人事件)                                                                      | Филлер               | 28 апреля 1997   |
| Что-то падает с крыши и убивает работника клининговой компании. | |                      |                  |
| 57 | "Убийство фаната Холмса. Часть 1" "Holmes Freak Murder Case (Part 1)" «Hōmuzu Furīku Satsujin Jiken (Zenpen)» (ホームズフリーク殺人事件(前編))                                       | 117-121 (12-13 тома) | 5 мая 1997       |
| Часть 1. Когоро приглашен на встречу поклонников творчества Конан Дойля. В частном доме, где находятся все поклонники Шерлока Холмса, Ран, Когоро и Конан встречаются с Хаттори Хэйдзи. Через некоторое время организатор поездки падает на машине с обрыва. | |                      |                  |
| 58 | "Убийство фаната Холмса. Часть 2" "Holmes Freak Murder Case (Part 2)" «Hōmuzu Furīku Satsuji Jiken (Kōhen)» (ホームズフリーク殺人事件(後編))                                         | 117-121 (12-13 тома) | 12 мая 1997      |
| Часть 2. И Конан и Хейджи убеждены, что это убийство. Следя за ходом рассуждений Конана, Хэйдзи понимает, что этот мальчик не тот, за кого себя выдает. В конце эпизода Хэйдзи узнает, что Конан на самом деле Кудо Синъити. В дальнейшем они становятся близкими друзьями. | |                      |                  |
| 59 | "Убийство на первом поручении" "The First Errand Murder Case" «Hajimete no Otsukai Satsujin Jiken» (初めてのお使い殺人事件)                                                          | Филлер               | 19 мая 1997      |
| В начальной школе Молодые детективы участвуют в конкурсе с детьми дошкольного возраста. Каждому дошкольнику дается список продуктов, которые он должен купить. Ребенка, за которым следят Конан с друзьями, постоянно преследуют несчастья. Конан понимает, что эти несчастья не случайность, а кто-то намеренно надумал навредить ребенку. | |                      |                  |
| 60 | "Убийство иллюстратора" "An Illustrator Murder Case" «Irasutorētā Satsujin Jiken» (イラストレーター殺人事件)                                                                         | 125-127 (13 том)     | 26 мая 1997      |
| Когоро был приглашен в дизайнерскую студию. Мужчина решает использовать известного детектива как своё алиби в убийстве. | |                      |                  |
| 61 | "Убийство на корабле-призраке. Часть 1" "A Ghost Ship Murder Case (Part 1)" «Yūreisen Satsujin Jiken (Zenpen)» (幽霊船殺人事件(前編))                                                | Филлер               | 2 июня 1997      |
| Первая часть. Много лет назад в гавани небольшого острова был потоплен катер, перевозивший золотые слитки. Мэр острова вызывает Когоро, чтобы тот помог найти потерянное золото. Однажды ночью Когоро подвергается нападению человека, одетого в самурайские доспехи. Детектив начинает преследовать незнакомца, но попадает в его ловушку. На следующее утро детектива находят спящим рядом с убитым. Когоро становиться главным подозреваемым. | |                      |                  |
| 62 | "Убийство на корабле-призраке. Часть 2" "A Ghost Ship Murder Case (Part 2)" «Yūreisen Satsujin Jiken (Kōhen)» (幽霊船殺人事件(後編))                                                 | Филлер               | 9 июня 1997      |
| Вторая часть. Конан доказывает, что Когоро не убийца. Однако загадку золотых слитков только предстоит разгадать. | |                      |                  |
| 63 | "Убийство гигантского монстра Гомэры" "Big Monster Gomera Murder Case" «Ōkaijū Gomera Satsujin Jiken» (大怪獣ゴメラ殺人事件)                                                         | 128-130 (13 тома)    | 16 июня 1997     |
| Продюсер решает навсегда избавиться от механического монстра Гомеры, главного героя одноименных фильмов для детей, под предлогом, что такие фильмы уже не актуальны. Гомера убивает обидчика, а Конан должен выяснить: Кто же все-таки скрывался под маской чудовища. | |                      |                  |
| 64 | "Убийство с третьим отпечатком пальцев" "The Third Fingerprint Murder Case" «Daisan no Shimon Satsujin Jiken» (第3の指紋殺人事件)                                                    | Филлер               | 23 июня 1997     |
| Детектив, друг Когоро предлагает следующий день провести вместе семьями. Когоро приезжает к другу вместе с Ран и Конаном. В дружескую беседу неожиданно вклинивается телефонный звонок. Это звонит преступник, который собирается сдаться полиции. Детектив немедленно выезжает на встречу с ним. | |                      |                  |
| 65 | "Похищение с крабами и китом" "A Crab and Whale Kidnapping Case" «Kani to Kujira Yūkai Jiken» (カニとクジラ誘拐事件)                                                                 | Филлер               | 30 июня 1997     |
| Когда Конан ужинал с Ран и Когоро, он заметил мужчину, который очень странно себя вел. Проследив за ним до дома Когоро узнает, что этот человек - стоматолог, у которого недавно похитили сына. | |                      |                  |
| 66 | "Дорожное убийство в кромешной тьме" "Night Road Murder Case" «Kurayami no Michi Satsujin Jiken» (暗闇の道殺人事件)                                                                  | Филлер               | 7 июля 1997      |
| Когоро встречает старого приятеля. Приятель просит детектива помочь ему определить природу странных звуков, происходящих ночью под его окном. Когоро решает помочь другу, но как раз в этот момент под окнами происходит убийство. | |                      |                  |
| 67 | "Убийство актрисы театра" "Stage Actress Murder Case" «Butai Joyū Satsujin Jiken» (舞台女優殺人事件)                                                                                 | Филлер               | 14 июля 1997     |
| В детективное агентство приходит старичок, который представляется учителем Мори Когоро. Когоро пытается расшифровать письмо с угрозами, которые написаны актрисе одного из театров. Конану не терпится увидеть, как преступление раскроет сам сенсей Мори Когоро. | |                      |                  |
| 68 | "Убийство Ночного Барона (Преступление)" "Night Baron Murder Case (Case Part)" «Yami no Danshaku Satsujin Jiken (Jikenhen)» (闇の男爵殺人事件(事件篇))                               | 72-22 (8 том)        | 21 июля 1997     |
| Первая часть. Профессор Агаса и его друг выигрывают поездку на троих. Однако у друга заболевает дочь и профессор Агаса предлагает Когоро, Ран и Конану поехать вместо них. В отеле Когоро узнает, что оплачена только половина поездки. А вторую половину оплатят за того, кто назовет имя таинственного Ночного Барона, скрывающегося в отеле. (Ночной Барон - персонаж книг Кудо Юсаку - отца Синъити | |                      |                  |
| 69 | "Убийство Ночного Барона (Подозрение)" "Night Baron Murder Case (Suspicion Part)" «Yami no Danshaku Satsujin Jiken (Giwakuhen)» (闇の男爵殺人事件(疑惑篇))                           | 72-22 (8 том)        | 28 июля 1997     |
| Вторая часть. Победитель получит, помимо оплаты проживания в отеле также дискету с некой программой. Некто в костюме Ночного Барона падает вниз и разбивается. | |                      |                  |
| 70 | "Убийство Ночного Барона (Решение)" "Night Baron Murder Case (Resolution Part)" «Yami no Danshaku Satsujin Jiken (Kaiketsuhen)» (闇の男爵殺人事件(解決篇))                           | 72-22 (8 том)        | 4 августа 1997   |
| Третья часть. После того, как Ночной Барон, казалось, убит, викторина подошла к концу. Однако появляется некто в костюме Ночного Барона. Конан должен узнать, не ошибся ли он в выводах. | |                      |                  |
| 71 | "Убийство преследователя" "A Stalker's Murder Case" «Sutōkā Satsujin Jiken» (ストーカー殺人事件)                                                                                     | Филлер               | 11 августа 1997  |
| Когоро, Ран и Конан становятся свидетелями отравления. Отравлен преследующий молодую женщину парень. | |                      |                  |
| 72 | "Убийство тройняшек на вилле" "The Triplet's Country Home Murder Case" «Mitsugo Bessō Satsujin Jiken» (三つ子別荘殺人事件)                                                           | 122-124 (13 том)     | 18 августа 1997  |
| Конан и Ран отдыхают в частном доме Соноко, где кроме самой девушки также присутствуют её сестра и жених сестры Юко. Отец Юко, обитающий по соседству, также приходит к ним в дом, чтобы посмотреть свою любимую спортивную передачу. Ночью двое мужчин возвращаются домой. Неожиданно Ран, Конан, Соноко и её сестра видят как некто убивает отца Юко. Когда убийца поворачивается к ним лицом, они узнают в нем Юко. Однако у Юко есть также двое братьев, как две капли воды похожих на него.                                                      | |                      |                  |
| 73 | "Кораблекрушение с Юными сыщиками" "The Detective Boys' Disaster Case" «Shōnentantei-dan Sōnan Jiken» (少年探偵団遭難事件)                                                           | Филлер               | 25 августа 1997  |
| На пляже молодые детективы находят бутылку с просьбой о помощи. | |                      |                  |
| 74 | "Убийство Синигами Дзинная" "The Death God Jinnai Murder Case" «Shinigami Jinnai Satsujin Jiken» (死神陣内殺人事件)                                                                  | Филлер               | 1 сентября 1997  |
| Когоро, Ран и Конан присутствуют на премьере кинофильма. К Когоро подходит жена актера, сыгравшего главную роль, и говорит, что её муж получил анонимку. Через некоторое время актер оказывается убит точно таким же образом, как его герой погиб в картине. | |                      |                  |
| 75 | "Убийство директора финансовой компании" "Loan Company President's Murder Case" «Kinyū Kaisha Shachō Satsujin Jiken» (金融会社社長殺人事件)                                          | 147-149 (15 том)     | 8 сентября 1997  |
| Президент небольшой компании умирает от отравления при пересчитывании денег. Конан должен выяснить, где находился яд и кто из сотрудников виновен. | |                      |                  |
| 76 | "Конан против Кайто Кида" "Conan vs. Phantom Thief Kid" «Konan VS Kaitō Kiddo» (コナンVS怪盗キッド)                                                                                  | 156-159 (16 том)     | 22 сентября 1997 |
| Кайто Кид хочет украсть Черную жемчужину, принадлежащую компании Судзуки. Помимо полиции также потребовались незаурядные детективные способности Мори Когоро. Конан тоже хочет поймать этого вора, но когда сталкивается с ним лицом к лицу, то понимает, что поймать его практически невозможно. Семья Судзуки приглашает гостей на корабль. Каждому приглашенному вручалась жемчужина, но среди них лишь одна была настоящей. Конану предстоит выяснить, под чьей же личиной скрывается Кайто Кид, способный, словно Фантомас, менять своё обличье. | |                      |                  |
| 77 | "Загадочные гибели в знатной семье, часть первая" "Distinguished Family’s Consecutive Accidental Death Case (Part 1)" «Meika Renzoku Henshi Jiken (Zenpen)» (名家連続変死事件(前編)) | 150-153 (15-16 тома) | 20 октября 1997  |
| Первая часть. Старый мистер Нагато вызывает детектива Мори для того, чтобы он нашел его первую любовь. В дом Нагато также приглашен Хаттори Хейджи. Затем в доме происходит убийство, а убийцей стал молодой человек, чье лицо закрыто бинтами после ожогов. | |                      |                  |
| 78 | "Загадочные гибели в знатной семье, часть вторая" "Distinguished Family’s Consecutive Accidental Death Case (Part 2)" «Meika Renzoku Henshi Jiken (Kōhen)» (名家連続変死事件(後編))  | 150-153 (15-16 тома) | 27 октября 1997  |
| Вторая часть. В бассейне, выкачав воду, на дне обнаружился труп молодого человека с забинтованным лицом. В руке у него записка, где он сознается, что убийца это он. Но Хаттори и Конан не верят в это. | |                      |                  |
| 79 | "Убийство при ограблении банка" "The Bank Heist Murder Case" «Ginkō Gōtō Satsujin Jiken» (銀行強盗殺人事件)                                                                          | Филлер               | 3 ноября 1997    |
| В то время как Мори, Ран и Конан присутствуют в банке, в банк врывается грабитель в мотоциклетном шлеме. Прибывший охранник застреливает грабителя. Однако Конан видит в этом героическом поступке совершенно другую мотивацию. | |                      |                  |
| 80 | "Убийство художника-бродяги" "The Wandering Artist Murder Case" «Hōrō Gaka Satsujin Jiken» (放浪画家殺人事件)                                                                        | Филлер               | 10 ноября 1997   |
| Молодые детективы встречают человека, который потерял память. На следующий день они находят этого человека убитым. | |                      |                  |
| 81 | "Похищение известных артистов, часть первая" "The Kidnapping of a Popular Artist Case (Часть 1)" «Ninki Ātisuto Yūkai Jiken (Zenpen)» (人気アーティスト誘拐事件(前編))               | 144-146 (15 том)     | 17 ноября 1997   |
| Первая часть. На глазах у Молодых детективов похищают известных певцов. Похитители замечают детей и требуют, чтобы Аюми принесла им сумку, которую певица оставила в комнате. | |                      |                  |
| 82 | "Похищение известных артистов, часть вторая" "The Kidnapping of a Popular Artist Case (Часть 2)" «Ninki Ātisuto Yūkai Jiken (Kōhen)» (人気アーティスト誘拐事件(後編))                | 144-146 (15 том)     | 24 ноября 1997   |
| Вторая часть. Похитители запирают певцов и молодых детективов вместе на складе и устраивают поджог. | |                      |                  |

### Сезон 4 (1997—1998)
| 83 | "Убийство в больнице" "General Hospital Murder Case" «Sōgōbyōin Satsujin Jiken» (総合病院殺人事件) | Филлер               | 1 декабря 1997  |
| Когоро угодил в больницу после перелома ноги. Каждую ночь из больничного окна он видит как в соседнем здании совершается убийство. Однако, когда он прибегает на место преступления, то ничего подозрительного не замечает. Персонал больницы начинает думать, что у детектива наступил нервный срыв и он видит галлюцинации. Конан решает провести ночь в палате Когоро. Вечером они оба видят ту самую сцену убийства, которую все эти ночи наблюдал Когоро. Вместе они бегут на место преступления, но затем разделяются. Через несколько минут Когоро находят в бессознательном состоянии рядом с трупом врача. Детектив становится главным подозреваемым.                                                                            | |                      |                 |
| 84 | "Убийство в лыжном домике. Часть первая" "Ski Lodge Murder Case (Part 1)" «Sukii Rojji Satsujin Jiken (Zenpen)» (スキーロッジ殺人事件(前編))                                                                 | 139-143 (14-15 тома) | 8 декабря 1997  |
| Конан, Ран и Соноко катаются на лыжах в горах. Там девушки сталкиваются со своим бывшим учителем и её друзьями. Они вместе неплохо проводят время. Однако убийство может произойти даже во время беззаботного отдыха. | |                      |                 |
| 85 | "Убийство в лыжном домике. Часть вторая" "Ski Lodge Murder Case (Part 2)" «Sukii Rojji Satsujin Jiken (Kōhen)» (スキーロッジ殺人事件(後編))                                                                  | 139-143 (14-15 тома) | 15 декабря 1997 |
| Конан использует Ран, чтобы раскрыть преступление. | |                      |                 |
| 86 | "Поиск похитителя" "The Kidnapping Location Case" «Yūkai Genba Tokutei Jiken» (誘拐現場特定事件) | 2 (1 том)            | 12 января 1998  |
| Ран приглашает Конана на турнир по каратэ. Друзья Конана случайно подслушивают чужой телефонный разговор. Была похищена дочь одного человека. Ребята начинают расследование. За очень короткое время они должны определить местонахождение преступника. | |                      |                 |
| 87 | "Журавль, вернувший должок" "The Crane's Reciprocation Murder Case" «Tsuru no Ongaeshi Satsujin Jiken» (鶴の恩返し殺人事件)                                                                                  | Филлер               | 19 января 1998  |
| Ран, Конан и Когоро находятся на экскурсии в парке журавлей. Они знакомятся со смотрителем парка. Через некоторое время он оказывается убит. | |                      |                 |
| 88 | "Убийство в поместье Дракулы. Часть первая" "Dracula's Villa Murder Case (Часть 1)" «Dorakyura-sō Satsujin Jiken (Zenpen)» (ドラキュラ荘殺人事件(前編))                                                      | Филлер               | 26 января 1998  |
| Когоро, Ран и Конан едут в особняк человека, являющегося поклонником графа Дракулы. Хозяин просил расследовать измену его жены. Сам хозяин выглядит как вампир и через некоторое погибает вампирьей смертью - от осинового кола в живот. Дверь в комнату закрыта на замок, а окно открыто, но на снегу следов нет. | |                      |                 |
| 89 | "Убийство в поместье Дракулы. Часть вторая" "Dracula's Villa Murder Case (Часть 2)" «Dorakyura-sō Satsujin Jiken (Kōhen)» (ドラキュラ荘殺人事件(後編))                                                       | Филлер               | 2 февраля 1998  |
| Конан начинает своё расследование. Ему интересно, как убийца смог прилететь в комнату по воздуху. | |                      |                 |
| 90 | "Запах цветка" "The Flower Scent Murder Case" «Hana no Kaori Satsujin Jiken» (花の香り殺人事件) | Филлер               | 9 февраля 1998  |
| Во время работы выставки флориста неожиданно умирает мужчина. Конан узнает, что причина смерти в отравленном бумажном цветке. | |                      |                 |
| 91 | "Госпитализация вора" "The Bank Robber's Hospitalization Case" «Gōtō Hannin Nyuuin Jiken» (強盗犯人入院事件)                                                                                                 | 166 (17 том), филлер | 16 февраля 1998 |
| Когоро попадает в больницу после падения с лестницы. Он попадает в одну палату со стариком и человеком, являющимся членом преступной группировки. Сообщники преступника угрожали убить дочь старика. | |                      |                 |
| 92 | "Ужасный поход. Часть 1" "The Fearful Traversing Murder Case (Часть 1)" «Kyōfu no Toravaasu Satsujin Jiken (Zenpen)» (恐怖のトラヴァース殺人事件(前編))                                                      | Филлер               | 23 февраля 1998 |
| Мужчина обращается в детективное агентство Мори с просьбой найти убийцу по кличке Фокс (Лис). Этого убийцу нанял сам мужчина, чтобы он его прикончил, поскольку мужчина полагал, что болен смертельной болезнью, а самому покончить с собой рука не поднималась. Детектив с семьёй отправляется в горы, но там неожиданно погибает один из альпинистов. | |                      |                 |
| 93 | "Ужасный поход. Часть 2" "'The Fearful Traversing Murder Case (Часть 2)' «Kyōfu no Toravaasu Satsujin Jiken (Kōhen)» (恐怖のトラヴァース殺人事件(後編))                                                      | Филлер               | 2 марта 1998    |
| Группа прибывает в хижину, но оказывается, что убита ещё одна участница экспедиции. Конан должен выяснить, кто же всё-таки является загадочным убийцей Лисом. | |                      |                 |
| 94 | "Легенда о Снежной женщине" "Snow Woman Legend Murder Case" «Yuki-onna Densetsu Satsujin Jiken» (雪女伝説殺人事件)                                                                                           | Филлер               | 9 марта 1998    |
| Когоро, Ран и Конан отдыхают в горах. Там они знакомятся с актрисой, играющей Снежную королеву и её дублёром. Через некоторое время актрису находят мертвой в снегу. Девушка одета в костюм Снежной королевы. | |                      |                 |
| 95 | "Свидание Когоро" "Kogoro's Date Murder Case" «Kogorō no Deeto Satsujin Jiken» (小五郎のデート殺人事件) | Филлер               | 16 марта 1998   |
| Когоро планирует провести вечер у своего старого друга. У друга оказываются дела и Когоро отправляется домой на метро. В вагоне он засыпает на несколько минут. Выйдя из метро Когоро встречает ещё одного друга, девушку, с которой планирует провести оставшийся вечер. Однако девушка задумала использовать Мори как своё алиби. | |                      |                 |
| 96 | "Великий детектив загнан в тупик! Два убийства подряд." "Caught Up with the Great Detective! 2 Murder Cases!" «Oitsumerareta Meitantei! Renzoku Nidai Satsujin Jiken» (追いつめられた名探偵!連続2大殺人事件) | 131-138 (14 том)     | 23 марта 1998   |
| Часть 1.После того как Ран сняла Конану очки, у девушки появились подозрения, что он и Синъити один и тот же человек. Между тем, женщина пришла в детективное агентство Когоро с просьбой расследовать причину таинственной смерти её мужа, известного иллюзиониста. Часть 2. После блестяще решенного случая, Конан встречается лицом к лицу с Ран, которая вот-вот узнает, кто есть Конан. К счастью, Синъити спасает его мать Юкико. Часть 3. Юкико с Конаном приезжают к подруге, которая утверждает, что её дядя вернулся спустя много лет из Бразилии для слушания оглашения завещания его брата. Но она и другие члены семьи думают, что это самозванец. Часть 4. В колодце находят убитую женщину. Конан раскрывает преступление. | |                      |                 |
| 97 | "Вино на прощание и убийство" "The Mysterious Woman with Amnesia Case" «Wakare no Wain Satsujin Jiken» (別れのワイン殺人事件)                                                                                | Филлер               | 13 апреля 1998  |
| Богатый промышленник просит Когоро узнать, кто из его двух дочерей желает его смерти. Неожиданно он погибает от бутылки вина, принесённой одной из дочерей. | |                      |                 |
| 98 | "Убийство известного гончара. (Часть 1)" "The Famous Potter Murder Case (Part 1)" «Meitōgeika Satsujin Jiken (Zenpen)» (名陶芸家殺人事件(前編))                                                              | 160-162 (16-17 тома) | 20 апреля 1998  |
| Когоро, Ран и Конан приходят в дом известного мастера керамики. После вечеринки ассистент мастера оказывается повешен. | |                      |                 |
| 99 | "Убийство известного гончара. (Часть 2)" "The Famous Potter Murder Case (Part 2)" «Meitōgeika Satsujin Jiken (Kōhen)» (名陶芸家殺人事件(後編))                                                               | 160-162 (16-17 тома) | 27 апреля 1998  |
| Полиция и Когоро убеждены, что ассистент покончила жизнь самоубийством. Но Конан убежден, что убийца один из трёх учеников мастера. | |                      |                 |
| 100 | "Воспоминания о первой любви. (Часть 1)" "The Memories of First Love Case (Part 1)" «Hatsukoi no Hito Omoide no Jiken (Zenpen)» (初恋の人想い出事件(前編))                                                   | 173-175 (18 том)     | 11 мая 1998     |
| Ран и Соноко, убираясь в доме Синъити, размышляют о том, кем могла бы быть первая любовь молодого детектива. Неожиданно в дверь звонит девушка и говорит, что это она первая любовь Синъити. Но не застав Синъити дома, она приглашает к себе на день рождения девушек и Конана. Отпраздновав с друзьями, ребята решают поехать в караоке бар. Однако "Первая любовь" Синъити остаётся в доме. Спустя некоторое время в доме начинается пожар. | |                      |                 |
| 101 | "Воспоминания о первой любви. (Часть 2)" "The Memories of First Love Case (Part 2)" «Hatsukoi no Hito Omoide no Jiken (Kōhen)» (初恋の人想い出事件(後編))                                                    | 173-175 (18 том)     | 18 мая 1998     |
| Конан обнаруживает, что дом подожгли. Подозрения падают на одного из друзей. Но оказывается, что он вовсе не хотел убивать девушку. Каковы же его настоящие мотивы? | |                      |                 |
| 102 | "Убийство актёра исторической драмы. (Часть 1)" "Historical Actor Murder Case (Part 1)" «Jidaigeki Haiyū Satsujin Jiken (Zenpen)» (時代劇俳優殺人事件(前編))                                                 | 170-172 (17-18 тома) | 24 мая 1998     |
| Актер приглашает Когоро с семьёй к себе домой для консультации. Внезапно они видят, как из комнаты соседней квартиры на балкон вываливается убитая жена актера. Муж подозревает в убийстве соседа, с котором у его жены была любовная связь. | |                      |                 |
| 103 | "Убийство актёра исторической драмы. (Часть 2)" "Historical Actor Murder Case (Part 2)" «Jidaigeki Haiyū Satsujin Jiken (Kōhen)» (時代劇俳優殺人事件(後編))                                                  | 170-172 (17-18 тома) | 1 июня 1998     |
| Полиция арестовывает молодого любовника, но Конан уверен, что убийцей является муж покойной. Теперь ему необходимо найти этому неопровержимое доказательство. | |                      |                 |
| 104 | "Таинственный бандитский особняк. Часть 1" "The Mysterious Robbers and Mansion Case (Part 1)" «Tōzoku-dan Nazo no Yōkan Jiken (Zenpen)» (盗賊団謎の洋館事件(前編))                                           | 167-169 (17 том)     | 8 июня 1998     |
| Когоро приходит в дом двух братьев, которые озабочены загадочным явлением. Все часы в его доме бьют ровно в 11.00, и только странные часы с кукушкой всегда бьют в 13.10. А вместо кукушки выпрыгивает статуэтка демона. | |                      |                 |
| 105 | "Таинственный бандитский особняк. Часть вторая" "The Mysterious Robbers and Mansion Case (Part 2)" «Ninki Aatisuto Yūkai Jiken (Zenpen)» (盗賊団謎の洋館事件(後編))                                          | 167-169 (17 том)     | 15 июня 1998    |
| Когоро пытается разгадать загадку, не ведая, кем являются братья на самом деле и какую тайну хранит часовой демон. | |                      |                 |
| 106 | "Убийство из-за скандальной фотографии" "Scoop Picture Murder Case" «Sukūpu Shashin Satsujin Jiken» (スクープ写真殺人事件)                                                                                   | Филлер               | 22 июня 1998    |
| Фотограф получает приз за лучшую фотографию пожара. Ночью в офисе раздается звонок. Трубку берёт Конан, поскольку Когоро пьян. Некий мужчина просит о помощи. Конан отправляется на вызов. Но странный фотограф чего-то ждет на том месте. | |                      |                 |

### Сезон 5 (1998—1999)
| 107 | "Загадка крота-инопланетянина. Часть 1" "The Mysterious Mole Alien Case (Part 1)" «Mogura Seijin Nazo no Jiken (Zenpen)» (モグラ星人謎の事件(前編))                                                                                                | Филлер               | 29 июня 1998     |
| Мужчина приходит в детективное агентство Когоро с просьбой сделать обыск в доме у некоего человека, который якобы спрятал у себя в саду тело его сестры. Когоро отказывается от этого дела, но за него берутся молодые детективы. | |                      |                  |
| 108 | "Загадка крота-инопланетянина. Часть 2" "The Mysterious Mole Alien Case (Part 2)" «Mogura Seijin Nazo no Jiken (Kōhen)» (モグラ星人謎の事件(後編))                                                                                                 | Филлер               | 6 июля 1998      |
| Отчаявшийся молодой человек грабит ювелирный магазин и через некоторое время сдаётся полиции. На вопрос о спрятанных драгоценностях, он отвечает, что закопал их в саду у человека, которого он подозревает в убийстве сестры. Полиция перекапывает сад, но тела девушки так и не находят. | |                      |                  |
| 109 | "Сыщики и большая погоня" "Detective Club Pursuit Case" «Tantei-dan Daitsuiseki Jiken» (探偵団大追跡事件) | Филлер               | 13 июля 1998     |
| Аюми задевает красный спортивный автомобиль. Конан, Гента и Мицухико преследуют машину с целью наказать преступника. Но парень сам приезжает в полицейский участок и сдаётся. Позже узнаётся, что пока ребята гнались за нарушителем, был убит начальник этого самого парня. | |                      |                  |
| 110 | "Убийство в классе домоводства. Часть первая" "Cooking Classroom Murder Case (Part 1)" «Ryōri Kyōshitsu Satsujin Jiken (Zenpen)» (料理教室殺人事件(前編))                                                                                          | Филлер               | 27 июля 1998     |
| Ран приходит на кулинарные курсы вместо Соноко и приводит с собой отца и Конана. Во время урока гаснет свет и учителя колют неким острым предметом. | |                      |                  |
| 111 | "Убийство в классе домоводства. Часть вторая" "Cooking Classroom Murder Case (Part 2)" «Ryōri Kyōshitsu Satsujin Jiken (Kōhen)» (ド料理教室殺人事件(後編))                                                                                         | Филлер               | 3 августа 1998   |
| Учитель умирает в больнице. Когоро и Конан должны выяснить, кто же причастен к убийству. | |                      |                  |
| 112 | "Семь загадок младшей школы Тэйтан" "The Seven Mysteries of Teitan Elementary School Case" «Teitan-shō Nana-Fushigi Jiken» (帝丹小7不思議事件) | 154-155 (16 том)     | 10 августа 1998  |
| Ночью в начальной школе Тэйтан, где учатся Конан и ребята, происходят странные вещи. Молодые детективы берутся провести расследование. | |                      |                  |
| 113 | "Убийство на песчаном пляже" "The White Sandy Beach Murder Case" «Shiroi Sunahama Satsujin Jiken» (白い砂浜殺人事件) | 6 (1 том)            | 17 августа 1998  |
| В приморском городе было обнаружено тело женщины, умершей в результате утопления. Когоро убежден, что виновником является доктор, но у него было алиби на момент преступления. | |                      |                  |
| 114 | "Убийство под водой. Часть 1" "Scuba Diving Murder Case (Part 1)" «Sukyūba Daibingu Satsujin Jiken (Zenpen)» (スキューバダイビング殺人事件(前編))                                                                                                  | 163-165 (17 том)     | 24 августа 1998  |
| Ран организует поездку к морю с отцом и Конаном и, не сообщая им, она вызывает в то же место свою мать Эри Кисаки. Бывшие супруги встречаются, чтобы начать переговоры. Однако они были прерваны криком девушки, которую кусает морской змей. | |                      |                  |
| 115 | "Убийство под водой. Часть 2" "Scuba Diving Murder Case (Part 2)" «Sukyūba Daibingu Satsujin Jiken (Kōhen)» (スキューバダイビング殺人事件(後編))                                                                                                   | 163-165 (17 том)     | 31 августа 1998  |
| К счастью, девушка выживает. Конан считает, что змея укусила не случайно, и к преступлению причастен один из друзей жертвы. | |                      |                  |
| 116 | "Исчезновение автора детективов. Часть 1" "The Mystery Writer Disappearance Case (Part 1)" «Misuterii Sakka Shissō Jiken (Zenpen)» (ミステリー作家失踪事件(前編))                                                                                  | 182-184 (19 том)     | 7 сентября 1998  |
| Молодая женщина приходит в агентство Когоро с просьбой найти её мать и отца, известного писателя-фантаста, о которых девушка не слышала уже нескольких месяцев. Однако в редакцию продолжают приходить свежие главы книги | |                      |                  |
| 117 | "Исчезновение автора детективов. Часть 2" "The Mystery Writer Disappearance Case (Part 2)" «Misuterii Sakka Shissō Jiken (Kōhen)» (ミステリー作家失踪事件(後編))                                                                                   | 182-184 (19 том)     | 14 сентября 1998 |
| В присланных главах содержаться арабские цифры, латинские буквы и множество ошибок. Конан предполагает, что это какой-то шифр. | |                      |                  |
| 118 | "Серийный убийца в Наниве" "The Naniwa Serial Murder Case" «Naniwa no Renzoku Satsujin Jiken» (浪花の連続殺人事件) | 185-188 (19 том)     | 21 сентября 1998 |
| Когоро, Ран и Конан приглашены Хаттори Хэйдзи в Осаку. Там они знакомятся с Тоямой Кадзухой, девушкой Хаттори. Казуха подозревает, что между Ран и Хаттори есть любовная связь. Между тем в Осаке погибают четыре человека. Хейдзи, Конан, детектив Саката и инспектор Отаки продолжают расследование с целью обнаружить убийцу. | |                      |                  |
| 119 | "Дело о Яйбе в Маске"Masked Yaiba Murder Case" «Kamen Yaibaa Satsujin Jiken» (仮面ヤイバー殺人事件) | Филлер               | 12 октября 1998  |
| Поклонник Когоро приглашает его, Ран и молодых детективов на вечеринку поклонников Яйбы в Маске. На вечеринке один из парней неожиданно стреляет себе в висок. | |                      |                  |
| 120 | "Убийство с медовым коктейлем"A Honey Cocktail Murder Case" «Hanii Kakuteru Satsujin Jiken» (ハニーカクテル殺人事件) | Филлер               | 19 октября 1998  |
| Когоро, Ран и Конан отправляются в загородный особняк. Хозяйка особняка, до смерти боявшаяся пчёл, погибает, упав с балкона. | |                      |                  |
| 121 | "Убийство в запечатанной ванной. Часть первая" "The Locked Bathroom Murder Case (Part 1)" «Basurūmu Misshitsu Jiken (Zenpen)» (バスルーム密室事件(前編))                                                                                           | 197-199 (20 том)     | 26 октября 1998  |
| Женщина дает Когоро билет на концерт Окино Ёко, за что она просит подвести её до дома. Когоро приезжает в дом к женщине и там они находят труп её сестры в запертой ванной. | |                      |                  |
| 122 | "Убийство в запечатанной ванной. Часть вторая" "The Locked Bathroom Murder Case (Part 2)" «Basurūmu Misshitsu Jiken (Kōhen)» (バスルーム密室事件(後編))                                                                                            | 197-199 (20 том)     | 2 ноября 1998    |
| Конан замечает подозрительное поведение женщины и начинает понимать, что смерть её сестры была вовсе не самоубийством. | |                      |                  |
| 123 | "Похищение ведущей прогноза погоды" "The Weather Girl Kidnapping Case" «Otenki Oneesan Yūkai Jiken» (お天気お姉さん誘拐事件) | Филлер               | 9 ноября 1998    |
| Диктор прогноза погоды похищена после того, как она поговорила с молодыми детективами. Ребята решают во что бы то ни стало отыскать её. | |                      |                  |
| 124 | "Дело о загадочном снайпере (Часть 1)" "A Mysterious Sniper Murder Case (Part 1)" «Nazo no Sogekimono Satsujin Jiken (Zenpen)» (謎の狙撃者殺人事件(前編))                                                                                          | Филлер               | 16 ноября 1998   |
| Во время важного приема мужчина был убит выстрелом в грудь, а другой был ранен в плечо. Когоро просят защитить раненого, поскольку все предполагают, что настоящая цель киллера - он. Подозрения падают на странного человека. | |                      |                  |
| 125 | "Дело о загадочном снайпере (Часть 2)" "A Mysterious Sniper Murder Case (Part 2)" «Nazo no Sogekimono Satsujin Jiken (Kōhen)» (謎の狙撃者殺人事件(後編))                                                                                           | Филлер               | 23 ноября 1998   |
| Главный подозреваемый найден мертвым. Конан должен выяснить имя настоящего убийцы. | |                      |                  |
| 126 | "Дело о странствующей труппе (Часть 1)" "The Traveling Drama Troupe Murder Case (Part 1)" «Tabi Shibai Ichiza Satsujin Jiken (Zenpen)» (旅芝居一座殺人事件(前編))                                                                                  | Филлер               | 30 ноября 1998   |
| Друг Ран и Соноко приглашает девушек и молодых детективов на представление труппы. Спустя некоторое время находят мертвым продюсера группы. | |                      |                  |
| 127 | "Дело о странствующей труппе (Часть 2)" "The Traveling Drama Troupe Murder Case (Part 2)" «Tabi Shibai Ichiza Satsujin Jiken (Kōhen)» (旅芝居一座殺人事件(後編))                                                                                   | Филлер               | 7 декабря 1998   |
| После убийства ещё одного актёра и ранения друга Ран, Конан начинает понимать, кто стоит за всеми этими атаками. | |                      |                  |
| 128 | "Чёрная Организация: Дело о похищении одного миллиарда йен" "The Black Organization: 10 Billion Yen Robbery Case" «Kuro no Soshiki Jūoku En Gōdatsu Jiken» (黒の組織10億円強奪事件)                                                                | Филлер, 16 (2 том)   | 14 декабря 1998  |
| Находясь в банке, Конан становится свидетелем того, как грабители уезжают с 1 миллиардом иен на грузовике. Полиция находит под мостом брошенный грузовик и обнаруживает маску, использованную для ограбления. Помада на маске указывает, что Масами Хирота является сообщником грабителей. Позже той же ночью Джин и Водка убивают двух грабителей банка и наносят помаду Хироты на место преступления. Конан понимает, что неизвестный злоумышленник пытается выманить Хироту из укрытия. Конан пробирается в квартиру Хироты и пытается помешать ей встретиться с нападавшими. Хирота направляется к пустому складу и встречает Джина. Она просит его освободить её сестру в обмен на 1 миллиард иен; Однако Джин убивает её и забирает ключи от шкафчика с деньгами. Вскоре после этого Конан прибывает на склад и находит смертельно раненого Акеми, которая перед смертью, раскрывает свою настоящую личность - Акеми Мияно, и сообщает ему о существовании преступного синдиката «Чёрная организация». После прибытия полиции Конан обещает себе, что уничтожит Организацию. | |                      |                  |
| 129 | "Чёрная организация: Дело об убийстве профессора университета" "The Girl from the Black Organization and the University Professor Murder Case" «Kuro no Soshiki Kara Kita Onna Daigaku Kyōju Satsujin Jiken» (黒の組織から来た女 大学教授殺人事件) | 176-181 (18-19 тома) | 4 января 1999    |
| В начальную школу Тейтан приходит новая ученица - очень тихая девочка Хайбара. Одноклассник просит молодых детективов найти его брата, который пропал без вести несколько дней назад. Полиция не смогла найти никаких следов и Конан с друзьями решает провести параллельное расследование. Особенно на мотивацию молодого детектива оказало влияние то, что он узнал, что в похищении замешаны люди и Чёрной организации. Детективы находят пропавшего, но к сожалению, преступники никакого отношения к Синдикату не имели. Однако Конана ждёт сюрприз: новенькая девочка когда-то тоже одевалась в чёрное и была членом Синдиката. Но приняв наркотик, она уменьшилась и превратилась в девочку. Хайбара рассказывает, что все данные по наркотику находятся у одного профессора, учившего её сестру. Но когда они приезжают к нему домой, профессор оказывается мёртв. | |                      |                  |
| 130 | "Дело о незримом захвате стадиона (Часть 1)" "The Indiscriminate Threatening Stadium Case (Part 1)" «Kyougijou Musabetsu Kyouhaku Jiken (Zenpen)» (競技場無差別脅迫事件(前編))                                                                     | 189-191 (19-20 тома) | 11 января 1999   |
| Конан вместе с Молодыми детективами идёт смотреть футбольный матч. Злоумышленник угрожает начать стрельбу по зрителям, если ему не будет выделена определённая сумма денег. | |                      |                  |
| 131 | "Дело о незримом захвате стадиона (Часть 2)" "The Indiscriminate Threatening Stadium Case (Part 2)" «Kyōgijō Musabetsu Kyōhaku Jiken (Kōhen)» (競技場無差別脅迫事件(後編))                                                                         | 189-191 (19-20 тома) | 18 января 1999   |
| Работая параллельно с полицией, Конан узнает, где скрывается человек, шантажировавший администрацию стадиона. | |                      |                  |
| 132 | "Дело об убийстве в Клубе Любителей Магии (Убийство)" "Magic Lover's Murder Case (The Murder)" «Kijutsu Aikōka Satsujin Jiken (Jikenhen)» (奇術愛好家殺人事件(事件篇))                                                                             | 192-196 (20 том)     | 25 января 1999   |
| Соноко регистрируется на форуме, посвящённом магии и фокусам, и решает поехать в особняк на встречу с форумчанами. Ран едет вместе с ней. Когоро и Конан отправляются обратно, но услышав по радио об убийстве одного из пользователей этого форума, также собиравшегося на встречу, решают предупредить девушек об опасности. Когда они приезжают, то видят, что подвесной мост, ведущий в особняк, весь в огне. Рискуя жизнью Конан бежит предупредить Ран. Но, обессилев от болезни, он падает перед дверью в обморок. | |                      |                  |
| 133 | "Дело об убийстве в Клубе Любителей Магии (Подозрение)" "Magic Lover's Murder Case (The Suspicion)" «Kijutsu Aikōka Satsujin Jiken (Giwakuhen)» (奇術愛好家殺人事件(疑惑篇))                                                                       | 192-196 (20 том)     | 1 февраля 1999   |
| В особняке происходит ещё одно убийство. Конан не может его расследовать, так как лежит больной в постели. | |                      |                  |
| 134 | "Дело об убийстве в Клубе Любителей Магии (Раскрытие)" "Magic Lover's Murder Case (The Resolution)" «Kijutsu Aikōka Satsujin Jiken (Kaiketsuhen)» (奇術愛好家殺人事件(解決篇))                                                                     | 192-196 (20 том)     | 8 февраля 1999   |
| Несмотря на болезнь, Конану удаётся найти убийцу, а также обнаружить, кто же скрывался под личиной одного из гостей. | |                      |                  |

### Сезон 6 (1999)
| 135 | "Дело о поисках пропавшего оружия" "The Disappearing Weapon Case" «Kieta Kyōki Sousaku Jiken» (消えた凶器捜索事件)                                                                                            | Филлер               | 15 февраля 1999  |
| Парикмахер Аюми найдена мёртвой в своём доме. Но куда-то подевалось орудие преступления. | |                      |                  |
| 136 | "Дело об исследовании старого замка (Часть 1)" "The Old Blue Castle Investigation Case (Part 1)" «Ao no Kojō Tansaku Jiken (Zenpen)» (青の古城探索事件(前編))                                                 | 200-203 (20-21 тома) | 22 февраля 1999  |
| Конан, проф. Агаса и молодые детективы отправляются в поход, но вспоминают, что забыли походную палатку дома. Им приходится просить убежища в старинном особняке. | |                      |                  |
| 137 | "Дело об исследовании старого замка (Часть 2)" "The Old Blue Castle Investigation Case (Part 2)" «Ao no Kojō Tansaku Jiken (Kōhen)» (青の古城探索事件(後編))                                                  | 200-203 (20-21 тома) | 1 марта 1999     |
| Профессор и Конан неожиданно исчезают. Теперь это дело придётся распутать молодым детективам. | |                      |                  |
| 138 | "Дело об убийстве во время заключительного показа (Часть 1)" "The Final Screening Murder Case (Part 1)" «Saigo no Jouei Satsujin Jiken (Zenpen)» (最後の上映殺人事件(前編))                                   | 222-224 (23 тома)    | 8 марта 1999     |
| Профессор Агаса даёт молодым детективам билеты на последний киносеанс в старом кинотеатре. Через некоторое время кинотеатр должен был бы быть закрыт. Однако во время просмотра на экране неожиданно возникает силуэт повешенного мужчины. | |                      |                  |
| 139 | "Дело об убийстве во время заключительного показа (Часть 2)" "The Final Screening Murder Case (Part 2)" «Saigo no Jouei Satsujin Jiken (Kōhen)» (最後の上映殺人事件(後編))                                    | 222-224 (23 тома)    | 15 марта 1999    |
| Конан использует голос профессора Агасы, чтобы раскрыть преступление. | |                      |                  |
| 140 | "SOS! Сообщение от Аюми" "SOS! Message from Ayumi!" «SOS! Ayumi Kara no Messeiji» (SOS!歩美からのメッセージ)                                                                                                  | Филлер               | 12 апреля 1999   |
| В этой серии Аюми теряет голос и пропускает занятия в школе. После того, как девочка остаётся дома одна, к ней в дом забирается преступник. Сумеет ли Аюми отправить Конану сообщение? | |                      |                  |
| 141 | "Дело об убийстве в ночь перед свадьбой (Часть 1)" "The Night Before the Wedding Locked Room Case (Part 1)" «Kekkon Zenya no Misshitsu Jiken (Zenpen)» (結婚前夜の密室事件(前編))                             | 211-214 (21-22 тома) | 19 апреля 1999   |
| Хейдзи и Казуха приезжают в Токио, чтобы присутствовать на свадьбе друга семьи. Вместе с Когоро, Ран и Конаном они обедают в доме жениха. Один из управляющих найден мёртвым в запертой комнате. | |                      |                  |
| 142 | "Дело об убийстве в ночь перед свадьбой (Часть 2)" "The Night Before the Wedding Locked Room Case (Part 2)" «Kekkon Zenya no Misshitsu Jiken (Kōhen)» (結婚前夜の密室事件(後編))                              | 211-214 (21-22 тома) | 26 апреля 1999   |
| Конан и Хейдзи вычисляют преступника. Однако никаких доказательств его причастности нет, поэтому ребята вынуждены устроить ловушку для подозреваемого. | |                      |                  |
| 143 | "Подозрительное астрономическое наблюдение" "The Suspicious Astronomical Observation" «Giwaku no Tentaikansoku» (疑惑の天体観測)                                                                              | Филлер               | 3 мая 1999       |
| Соноко мечтает увидеть падающую звезду и из-за этого тащит Ран и Конана ночью на обзорную площадку с телескопом. Там они знакомятся с тремя начинающими астрономами, один из которых впоследствии оказывается убит. | |                      |                  |
| 144 | "Северная Звезда №3 из Уэно (Часть 1)" "The North Star No. 3 Express Leaving Ueno (Part 1)" «Ueno-hatsu Hokutosei Sango (Zenpen)» (上野発北斗星3号(前編))                                                     | 215-218 (22 том)     | 10 мая 1999      |
| Когоро, Ран и Конан путешествуют на поезде, на котором происходит убийство. Странно то, что способ убийства был описан в неоконченном произведении отца Синъити. | |                      |                  |
| 145 | "Северная Звезда №3 из Уэно (Часть 2)" "The North Star No. 3 Express Leaving Ueno (Part 2)" «Ueno-hatsu Hokutosei Sango (Kōhen)» (上野発北斗星3号(後編))                                                      | 215-218 (22 том)     | 17 мая 1999      |
| Конан раскрывает преступление с помощью своих родителей. | |                      |                  |
| 146 | "История любви детектива полиции (Часть 1)" "Metropolitan Police Detective Love Story (Part 1)" «Honchō no Keiji Koi Monogatari (Zenpen)» (本庁の刑事恋物語(前編))                                            | 208-210 (21 том)     | 24 мая 1999      |
| Главными персонажами этой серии выступают полицейские Такаги и Мивако Сато, а также известный по первому фильму инспектор Ниндзабуро Сиратори. Молодые детективы приходят в полицейский участок, чтобы дать показания по недавнему делу. Туда же приходит мужчина, которого вызвали в полицейский участок вместе с женой. Поскольку мужчина приходит один, он звонит своей жене и передаёт трубку Такаги. Тот слышит как женщину кто-то убивает. Сато, Такаги и Конан отправляются к мужчине домой. | |                      |                  |
| 147 | "История любви детектива полиции (Часть 2)" "Metropolitan Police Detective Love Story (Part 2)" «Honchō no Keiji Koi Monogatari (Kōhen)» (本庁の刑事恋物語(後編))                                             | 208-210 (21 том)     | 30 мая 1999      |
| Многое указывает на то, что женщина была убита грабителем. Однако Сато и Конан убеждены, что преступником является муж жертвы. Такаги же больше обеспокоен тем, что Сато больше нравится Сиратори, чем он. | |                      |                  |
| 148 | "Дело о внезапно остановившемся трамвае" "The Sudden Street Car Stopping Case" «Rōmen Densha Kyūteishi Jiken» (路面電車急停止事件)                                                                            | Филлер               | 7 июня 1999      |
| Молодые детективы решают прокатиться на скоростном трамвае. Однако посреди поездки умирает один из пассажиров. | |                      |                  |
| 149 | "Дело о банджи-джампинге" "The Amusement Park Bungee Jumping Case" «Yūenchi Banjii Jiken» (遊園地パンジー事件)                                                                                                | Филлер               | 21 июня 1999     |
| Во время представления Яйбы в маске, парень, исполняющий роль главного героя, неожиданно срывается вниз с трамплина. | |                      |                  |
| 150 | "Правда о взрыве машины (Часть 1)" "The Truth of the Exploding Car Case (Part 1)" «Jidōsha Bakuhatsu Jiken no Shinsō (Zenpen)» (自動車爆発事件の真相(前編))                                                   | Филлер               | 28 июня 1999     |
| Когоро решает навестить свою бывшую студентку. Детектив застаёт её во дворе и становиться свидетелем несчастного случая: в гараже взрывается машина и погибает сестра девушки. Подозрение падает на мужа знакомой детектива. | |                      |                  |
| 151 | "Правда о взрыве машины (Часть 2)" "The Truth of the Exploding Car Case (Part 2)" «Jidōsha Bakuhatsu Jiken no Shinsō (Kōhen)» (自動車爆発事件の真相(後編))                                                    | Филлер               | 5 июля 1999      |
| Когоро начинает подозревать, что в убийстве девушки замешана её собственная сестра. | |                      |                  |
| 152 | "Дело об исчезновении загадочного старика" "The Mysterious Old Man Disappearance Case" «Nazo no Rōjin Shissō Jiken» (謎の老人失踪事件)                                                                        | Филлер               | 12 июля 1999     |
| На соседнее сидение рядом с Ран, ехавшей в автобусе, садится пожилой мужчина. Он пишет на запотевшем окне своё имя. Через некоторое время старик внезапно исчезает. | |                      |                  |
| 153 | "История об опасном летнем отдыхе Соноко (Часть 1)" "Sonoko's Dangerous Summer Story (Part 1)" «Sonoko no Abunai Natsumonogatari (Zenpen)» (園子のアブない夏物語(前編))                                       | 219-221 (22 том)     | 19 июля 1999     |
| В этой серии появляется новый персонаж Макото Кёгоку. Соноко, Ран и Конан отправляются в отпуск и встречают парня, который влюбляется в Соноко. К сожалению, девушка подвергается нападению маньяка. | |                      |                  |
| 154 | "История об опасном летнем отдыхе Соноко (Часть 2)" "Sonoko's Dangerous Summer Story (Part 2)" «Sonoko no Abunai Natsumonogatari (Kōhen)» (園子のアブない夏物語(後編))                                        | 219-221 (22 том)     | 26 июля 1999     |
| С Соноко случается ещё один несчастный случай. Ран и Конан преследуют человека, который все это время следил за ними. | |                      |                  |
| 155 | "Дело о ключе под водой в запертой комнате" "The Key in the Water Locked Room Case" «Suichū no Kagi Misshitsu Jiken» (水中の鍵密室事件)                                                                       | Филлер               | 2 августа 1999   |
| Пожилая женщина обеспокоена долгим отсутствием своего внука. Прибывшие Когоро и Конан обнаруживают убитого в запертой комнате. | |                      |                  |
| 156 | "История любви детектива полиции 2 (Часть 1)" "Metropolitan Police Detective Love Story 2 (Part 1)" «Honchō no Keiji Koi Monogatari 2 (Zenpen)» (本庁の刑事恋物語2(前編))                                     | 231-233 (23-24 тома) | 9 августа 1999   |
| Сато и Такаги преследуют преступника. После того, как Сато ловит его в туалетной комнате и захлопывает наручники, она обнаруживает, что совершила ошибку и она вместе с подозреваемым оказалась прикована наручниками к водопроводной трубе. Преступник умоляет о своей невиновности и Такаги вместе с молодыми детективами отправляется на поиски доказательств его невиновности. | |                      |                  |
| 157 | "История любви детектива полиции 2 (Часть 2)" "Metropolitan Police Detective Love Story 2 (Part 2)" «Honchō no Keiji Koi Monogatari 2 (Kōhen)» (本庁の刑事恋物語2(後編))                                      | 231-233 (23-24 тома) | 16 августа 1999  |
| К сожалению здание, в котором находятся Сато и подозреваемый мужчина, должно быть разрушено. Счёт для сбора доказательств пошёл на минуты. | |                      |                  |
| 158 | "Безмолвная линия Кандзё" "The Silent Ring Line" «Chinmoku no Kanjosen» (沈黙の環状線) | Филлер               | 23 августа 1999  |
| В вагоне метро найдена мёртвой женщина, отравленная непонятным образом. | |                      |                  |
| 159 | "Легенда о загадочном пятиэтажном храме (Часть 1)" "Bizarre! The Legend of the Five Storied Pagoda (Part 1)" «Kaiki Gojūnotō Densetsu (Zenpen)» (怪奇五重塔伝説(前編))                                        | Филлер               | 6 сентября 1999  |
| Когоро, Ран и Конан посещают храм на холме. В храме они узнают легенду о человеке, решившем выступить против храма и найденном на следующий день повешенным на большой высоте. Позже Когоро с семьёй знакомятся с мужчиной, который решает снести храм, чтобы на его земле построить торговый центр. Позже предприниматель оказывается повешенным на стропилах храма. | |                      |                  |
| 160 | ""Легенда о загадочном пятиэтажном храме (Часть 2)" "Bizarre! The Legend of the Five Storied Pagoda (Part 2)" «Kaiki Gojūnotō Densetsu (Kōhen)» (怪奇五重塔伝説(後編))                                        | Филлер               | 13 сентября 1999 |
| Инспектор Якомидзо полагает, что совершено убийство. Однако он не может понять, как человек мог повеситься в таком месте и в таком положении и Когоро убеждает инспектора в том, что это было самоубийство. Однако вскоре Конан понимает, в чём состоял трюк убийцы, и раскрывает преступление. | |                      |                  |
| 161 | "Убийство в ресторане «Ручей Рю»" "The Murder Floating in Ryusuitei" «Ryūsuitei ni Nagareru Satsui» (流水亭に流れる殺意)                                                                                      | Филлер               | 20 сентября 1999 |
| Коггоро, Ран и Конан идут в традиционный японский ресторан «Ручей Рю», где заказы доставляют по воде при помощи лодок. Пока все трое наслаждаются едой, один из посетителей оказывается убит в комнате, которая, как он сам ранее утверждал, была забронирована на его имя по ошибке. | |                      |                  |
| 162 | "Парящая в небесах запертая комната: Первое дело Кудо Синити" "The Sealed Chamber in the Sky! Shinichi Kudo's First Case" «Sora Tobu Misshitsu Kudō Shinichi Saisho no Jiken» (空飛ぶ密室 工藤新一最初の事件) | 204-207 (21 том)     | 27 сентября 1999 |
| Первое дело Кудо Синъити. Ран вспоминает, как она летела на самолёте вместе с Синъити к его родителям в Нью-Йорк. Во время перелёта погибает мужчина. Синъити удалось решить своё первое дело. | |                      |                  |

### Сезон 7 (1999—2000)
| 163 | "Секрет луны, звёзд и солнца (Часть 1)" "The Secret of the Moon, the Star, and the Sun (Part 1)" «Tsuki to Hoshi to Taiyō no Himitsu (Zenpen)» (月と星と太陽の秘密(前編))                                                           | 111-113 (12 том)     | 11 октября 1999 |
| Профессор Агаса организовал небольшое приключение-поиск сокровищ в особняке, принадлежавшему его дяде. Используя подсказки профессора, Молодые детективы находят ящик с игрушками. Однако все игрушки оказались сломанными. Ребята не могут понять, кто мог попасть в дом. Оказывается, что дом содержит куда большее сокровище, чем детские игрушки. | |                      |                 |
| 164 | "Секрет луны, звезд и солнца (Часть 2)" "The Secret of the Moon, the Star, and the Sun (Part 2)" «Tsuki to Hoshi to Taiyō no Himitsu (Kōhen)» (月と星と太陽の秘密(後編))                                                            | 111-113 (12 том)     | 18 октября 1999 |
| Конан понимает, кто находится в доме и разгадывает ребусы. | |                      |                 |
| 165 | "Дело об исчезновении членов клуба Молодых Детективов" "The Disappearing Detective Boys Case" «Shōnen Tantei-dan Shōshitsu Jiken» (少年探偵団消失事件)                                                                              | Филлер               | 25 октября 1999 |
| Конан с ребятами отправляется в летний лагерь. Спустя некоторое время в лагере начинают происходить странные вещи. Дети исчезают один за другим. В конце концов, остается только Мицухико. | |                      |                 |
| 166 | "Тайна паучьего логова в Тоттори (Убийство)" "Tottori Spider Mansion Demon (The Murder)" «Tottori Kumo-yashiki no Kai (Jikenhen)» (鳥取クモ屋敷の怪(事件編))                                                                        | 246-250 (25 том)     | 1 ноября 1999   |
| Когоро с семьей выезжает в сельскую местность по приглашению одной семьи. Там они встречают Хаттори, также получившего приглашение. Оказалось, что в доме было совершено два самоубийства. Тем же вечером, хозяин дома оказывается повешен в том же складе, где было совершено самоубийство. Его тело окутано проводами, которые кажутся паутиной. | |                      |                 |
| 167 | "Тайна паучьего логова в Тоттори (Расследование)" "Tottori Spider Mansion Demon (The Suspicion)" «Tottori Kumo-yashiki no Kai (Giwakuhen)» (鳥取クモ屋敷の怪(疑惑編))                                                               | 246-250 (25 том)     | 8 ноября 1999   |
| По-видимому, смерть мужчины связана с древней легендой. Пытаясь это выяснить, Казуха подвергается нападению и запутывается в проводах. | |                      |                 |
| 168 | "Тайна паучьего логова в Тоттори (Раскрытие)" "Tottori Spider Mansion Demon (The Resolution)" «Tottori Kumo-yashiki no Kai (Kaiketsuhen)» (鳥取クモ屋敷の怪(解決編))                                                                | 246-250 (25 том)     | 15 ноября 1999  |
| Пытаясь спасти Казуху, Хейдзи и Конан разгадывают тайну паутины. | |                      |                 |
| 169 | "Поцелуй Венеры" "Venus' Kiss" «Biinasu no Kissu» (ビーナスのキッス) | Филлер               | 22 ноября 1999  |
| Во время показа водного шоу, девушка захлебывается водой. | |                      |                 |
| 170 | "Слепое пятно в темноте (Часть 1)" "The Blind Spot in the Darkness (Part 1)" «Kurayami no Naka no Shikaku (Zenpen)» (暗闇の中の死角(前編))                                                                                          | 234-237 (24 том)     | 29 ноября 1999  |
| Конан, Ран и Когоро встречают доктора Араиде Томоаки. Во время ужина в его доме, отец Араиде погибает в ванной. | |                      |                 |
| 171 | "Слепое пятно в темноте (Часть 2)" "The Blind Spot in the Darkness (Part 2)" «Kurayami no Naka no Shikaku (Kōhen)» (暗闇の中の死角(後編))                                                                                           | 234-237 (24 том)     | 6 декабря 1999  |
| Конан раскрывает дело, но дает шанс преступнику самому сознаться в содеянном. Кроме того, Конан узнает почему Ран последнее время ведет себя странно. | |                      |                 |
| 172 | "Тайна предсмертного послания (Часть 1)" "The Revival of the Dying Message (Part 1)" «Yomigaeru Shi no Dengon (Zenpen)» (よみがえる死の伝言(前編))                                                                                  | 243-245 (25 том)     | 13 декабря 1999 |
| Ран, Соноко и Конан решают покататься на коньках на катке. Во время выстрелов фейерверка, происходит ещё один выстрел. | |                      |                 |
| 173 | "Тайна предсмертного послания (Часть 2)" "The Revival of the Dying Message (Part 2)" «Yomigaeru Shi no Dengon (Kōhen)» (よみがえる死の伝言(後編))                                                                                   | 243-245 (25 том)     | 20 декабря 1999 |
| Убитая девушка смогла оставить сообщение, прежде чем умереть, в котором она зашифровала имя убийцы. | |                      |                 |
| 174 | "Убийство двадцатилетней давности: Серийные убийства на «Симфонии»" "The 20 Year Old Murder Case: The Symphony Serial Murders" «Nijuunenme no Satsui Shinfoniigou Renzoku Satsujin Jiken» (20年目の殺意 シンフォニー号連続殺人事件) | 225-230 (23 том)     | 3 января 2000   |
| Когоро, Ран и Конан выигрывают билет на круиз. Среди победителей есть также Хаттори Хейдзи и инспектор, бывший друг Когоро. Однако сам организатор круиза куда-то исчез. Во время круиза обнаруживают, что некоторые из его участников связаны с опасным разбойным делом, во время которого погиб один из преступников. Хейдзи и Конан начали расследование, но когда Хейдзи находит что-то, он падает за борт. Конан считает, что среди пассажиров есть сообщники убийцы.                                                                                                | |                      |                 |
| 175 | "Четырежды убитый мужчина" "The Man Who Was Killed Four Times" «Yonkai Korosareta Otoko» (四回殺された男) | Филлер               | 10 января 2000  |
| Инспектор Йокомидзо просит Когоро помощи в деле об убийстве. Человек был убит, и в совершении убийства признались три человека. В действительности же убийца был лишь один. | |                      |                 |
| 176 | "Новая встреча с Черной Организацией (Хайбара)" "Meeting with the Black Organization Again (Haibara Part)" «Kuro no Soshiki to no Saikai (Haibara-hen)» (黒の組織との再会(灰原編))                                                  | 238-242 (24 том)     | 17 января 2000  |
| Хайбаре снится страшный сон, в котором Джин убивает Конана и других молодых детективов. На следующий день, по дороге домой, Конан и Хайбара встречают Джина и Водку и узнают, что Чёрная Организация готовит покушение. Конан узнаёт, что покушение должно произойти в одном из отелей города и будет использован тот самый наркотик. Конан решает предотвратить убийство и достать наркотик. | |                      |                 |
| 177 | "Новая встреча с Черной Организацией (Конан)" "Meeting with the Black Organization Again (Conan Part)" «Kuro no Soshiki to no Saikai (Conan-hen)» (黒の組織との再会(コナン編))                                                      | 238-242 (24 том)     | 24 января 2000  |
| Люди из Черной Организации схватили Хайбару и удерживают в кладовой. Конан собирается раскрыть преступление и как можно скорее спасти её. | |                      |                 |
| 178 | "Новая встреча с Черной Организацией (Раскрытие)" "Meeting with the Black Organization Again (Resolution)" «Kuro no Soshiki to no Saikai (Kaiketsuhen)» (黒の組織との再会(解決編))                                                  | 238-242 (24 том)     | 31 января 2000  |
| Конану удается спасти Хайбару. Черная Организация не раскрыла секрет Конана и Хайбары. Конан осознает опасность, которой они подвергнутся, если их секрет будет раскрыт и обещает уничтожить Черную Организацию. | |                      |                 |
| 179 | "Дело о ДТП в кафе" "The Coffee Shop Truck's Wild Entrance Case" «Kissaten Torakku Rannyuu Jiken» (喫茶店トラック乱入事件) | Филлер               | 7 февраля 2000  |
| Агаса приглашает молодых детективов в кафе под названием "Персиковый выходной". Во время трапезы в кафе врезается грузовик и убивает одного из посетителей. Конан подозревает что это не несчастный случай и начинает расследование. | |                      |                 |
| 180 | "Ноктюрн багровой смерти (Часть 1)" "The Nocturne of Red Murderous Intent (Part 1)" «Akai Satsui no Nocturne (Zenpen)» (赤い殺意の夜想曲(前編))                                                                                     | Филлер               | 14 февраля 2000 |
| В детективное агентство Мори обращается председатель музыкальной компании. Его жене приходят письма с угрозами. Когоро, Ран и Конан едут к председателю в загородный дом, чтобы узнать, кто пишет эти анонимки. | |                      |                 |
| 181 | "Ноктюрн багровой смерти (Часть 2)" "The Nocturne of Red Murderous Intent (Part 2)" «Akai Satsui no Nocturne (Kōhen)» (赤い殺意の夜想曲(後編))                                                                                      | Филлер               | 21 февраля 2000 |
| Конан раскрывает преступление и выводит преступника на чистую воду. | |                      |                 |
| 182 | "Дело о девяти квартирах" "The Big Investigation of the Nine Doors" «Daisousaku no Kokonotsu no Doa» (大捜索9つのドア) | Филлер               | 28 февраля 2000 |
| Перед молодыми детективами, которые гуляли по улице, выбросили из окна два S-образных крючка и кольцо. Мицухико предполагает, что если их сложить вместе получиться послание "SOS", кроме того в середине кольца стояла дата 1999.03.21 "M to A" — Аюми решает, что это свадебное кольцо. Но все окна в доме рядом закрыты. Молодые детективы решают найти и спасти человека, который нуждается в помощи. | |                      |                 |
| 183 | "Подозрительный чек" "A Dangerous Recipe" «Kiken na Reshipi» (危険なレシピ) | Филлер               | 6 марта 2000    |
| Играя в супермаркете, Мицухико предлагает Конану, Аюми и Генте интересную игру — угадывать по товарным чекам какую еду покупатели будут готовить на ужин. Но в одной пачке чеков они находят весьма странный список покупок, среди которых есть яд. Конан подозревает, что эти предметы куплены для совершения преступления. Молодые детективы берутся за новое дело. | |                      |                 |
| 184 | "Леденящий смех проклятых масок" "A Cursed Mask Coldly Laughs" «Noroi no Kamen wa Tsumetaku Warau» (呪いの仮面は冷たく笑う) | Филлер               | 13 марта 2000   |
| Когоро, Ран и Конана приглашают на благотворительную акцию, посвященную детям, чьи родители погибли в автокатастрофах. Но в дороге им попадается письмо с угрозой чтобы они уезжали. В особняке они узнают, что подобное послание получали все участники. У хозяйки особняка странное увлечение — собирать проклятые маски… в окружении которых её и находят мёртвой на следующее утро. Конан расследует убийство в запертой комнате. | |                      |                 |
| 185 | "Убийство знаменитого детектива (Часть 1)"The Murdered Famous Detective (Part 1)" «Korosareta Meitantei (Zenpen)» (殺された名探偵(前編))                                                                                            | Филлер               | 10 апреля 2000  |
| Когоро, Ран и Конан приезжают в загородный дом на отдых, где встречают главного героя детективного сериала и его сотрудников по компании. Вечером он погибает от выстрела. Конан подозревает, что улики ложные, и его на самом деле убил не посторонний человек, а кто-то из сотрудников. | |                      |                 |
| 186 | "Убийство знаменитого детектива (Часть 2)" "The Murdered Famous Detective (Part 2)" «Korosareta Meitantei (Kōhen)» (殺された名探偵(後編))                                                                                           | Филлер               | 17 апреля 2000  |
| Конан проводит расследование и раскрывает дело. | |                      |                 |
| 187 | "Таинственный выстрел, прозвучавший во тьме" "The Mysterious Gun Rings in the Dark" «Yami ni Hibiku Nazo no Juusei» (闇に響く謎の銃声)                                                                                              | Филлер               | 24 апреля 2000  |
| Когоро, Ран и Конан приходят в гости к Ецуко Фурукава, где знакомятся с её братом Койджи Фурукава и горничной Адзуса Мачида. У всех проблемы с Кацуе Фурукава — главой семьи, Койджи хочет попросить деньги для фирмы, так как в долгах из-за азартных игр, Ецуко тоже нужны деньги для покрытия долгов фирмы, а горничная Адзуса пролила чай на дорогой ковёр. Когда горничная и Ецуко приходят к двери главы семьи, раздаётся выстрел. Кацуе Фурукава находят застреленной в её комнате. Конан подозревает, что это сделал кто-то из знакомых и начинает расследование. | |                      |                 |
| 188 | "Возрождение от безысходности: Молодые Детективы и пещера" "The Desperate Revival ~The Cavern of the Detective Boys~" «Inochigake no Fukkatsu ~Doukutsu no Tantei-dan~» (命がけの復活〜洞窟の探偵団〜)                              | 251-252 (25 том)     | 1 мая 2000      |
| Первая серия 6-серийной арки. Конан замечает, что Ран себя странно ведет. Скорее всего она догадывается что Конан это Синъити, только не сознаётся в этом. Молодые детективы и Агаса отправляются в поход. Собирая хворост для огня Конан, Аюми, Мицухико и Гента находят пещеру, возле которой написана странная надпись. Молодые детективы отправляются на поиски сокровищ, не подозревая, что в середине пещеры уже кто-то есть. | |                      |                 |
| 189 | "Возрождение от безысходности: Раненый детектив" "The Desperate Revival ~The Wounded Great Detective~" «Inochigake no Fukkatsu ~Fushoushita Meitantei~» (命がけの復活〜負傷した名探偵〜)                                            | 253-254 (25-26 тома) | 8 мая 2000      |
| После происшествия в пещере Конан в больнице и выживает благодаря помощи Ран. Он решает сознаться Ран в том, кто он на самом деле. | |                      |                 |
| 190 | "Возрождение от безысходности: Третий вариант" "The Desperate Revival ~The Third Choice~" «Inochigake no Fukkatsu ~Daisan no Sentaku~» (命がけの復活〜第三の選択〜)                                                                 | 255-257 (26 том)     | 15 мая 2000     |
| Хайбара снова напоминает Конану об опасности, которая им грозит, если их раскроют. Конан отправляется на школьный концерт, главную роль в котором должна сыграть Ран. Во время концерта один из зрителей умирает от яда, добавленного в кофе. | |                      |                 |
| 191 | "Возрождение от безысходности: Рыцарь в Черном" "The Desperate Revival ~The Black Knight~" «Inochigake no Fukkatsu ~Kokui no Kishi~» (命がけの復活〜黒衣の騎士〜)                                                                   | 255-257 (26 том)     | 22 мая 2000     |
| Инспектор Мегуре и Когоро склоняются к версии самоубийства. Появляется Кудо Синъити и раскрывает дело. | |                      |                 |
| 192 | "Возрождение от безысходности: Возвращение Синъити" "The Desperate Revival ~Shinichi's Return...~" «Inochigake no Fukkatsu ~Kaette kita Shinichi~» (命がけの復活〜帰ってきた新一...〜)                                              | 258-260 (26 том)     | 29 мая 2000     |
| Синъити приглашает Ран в ресторан в отеле Бэйка, где хочет с ней о чём-то поговорить. Во время ужина происходит убийство. Синъити бежит раскрывать преступление. | |                      |                 |
| 193 | "Возрождение от безысходности: Памятное место" "The Desperate Revival ~The Promised Place~" «Inochigake no Fukkatsu ~Yakusoku no Basho~» (命がけの復活〜約束の場所〜)                                                               | 258-260 (26 том)     | 5 июня 2000     |
| Синъити раскрывает преступление, но не успевает сказать Ран нечто важное. | |                      |                 |

### Сезон 8 (2000—2001)
| 194 | "Необычная музыкальная шкатулка (Часть 1)" "The Significant Music Box (Part 1)" «Imishin na Orugooru (Zenpen)» (意味深なオルゴール(前編))                                                                             | 261-263 (26 том)                            | 12 июня 2000     |
| В детективное агентство обращается девушка по имени Харуна, которая продолжительное время переписывалась по пейджеру с незнакомым человеком. Когда они решили встретиться, он оставил ей пейджер и ценную шкатулку, чтобы она смогла расплатиться за учёбу, но девушка хочет вернуть шкатулку её владельцу. Позднее Конан, Когоро и Ран узнают, что шкатулка — ключ к поиску марок на общую стоимость 200 млн йен. | |                                             |                  |
| 195 | "Необычная музыкальная шкатулка (Часть 2)" "The Significant Music Box (Part 2)" «Imishin na Orugooru (Kōhen)» (意味深なオルゴール(後編))                                                                              | 261-263 (26 том)                            | 19 июня 2000     |
| Конан помогает найти потерянные марки. | |                                             |                  |
| 196 | "Невидимое оружие: первое дело Ран" "The Invisible Weapon, Ran's First Investigation" «Mienai Kyouki Ran no Hatsu-suiri» (見えない凶器 蘭の初推理)                                                                    | Филлер                                      | 26 июня 2000     |
| Первое дело Ран. По дороге в бассейн Ран и Соноко чуть не сбивает машина. Женщина, которая была за рулем, приглашает девушек в ресторан, чтобы извиниться. Она рассказывает, что в последнее время плохо себя чувствует. После знакомства с мужем женщины, Ран начинает подозревать, что в недомогании жены виноват муж и решает узнать об этом поподробнее. | |                                             |                  |
| 197 | "Суперкар-ловушка (Часть 1)" "The Super Car's Trap (Part 1)" «Suupaa Kaa no Wana (Zenpen)» (スーパーカーの罠(前編))                                                                                                   | Филлер                                      | 3 июля 2000      |
| Когоро, Ран и Конан приходят в отель отдохнуть. В этом же отеле на следующий день должна открыться выставка антикварных автомобилей. Но оказывается, эти машины были приобретены не совсем честным путём и её бывшие владельцы затаили на хозяина отеля обиду. Кроме того, хозяину приходят письма с угрозами. | |                                             |                  |
| 198 | "Суперкар-ловушка (Часть 2)" "The Super Car's Trap (Part 2)" «Suupaa Kaa no Wana (Kōhen)» (スーパーカーの罠(後編)) | Филлер                                      | 10 июля 2000     |
| Хозяин отеля погибает в одной из машин. Конан раскрывает преступление. | |                                             |                  |
| 199 | "Подозреваемый - Мори Когоро (Часть 1)" "Kogoro Mouri, Suspect (Part 1)" «Yougisha - Mouri Kogorou (Zenpen)» (容疑者·毛利小五郎(前編))                                                                                | 264-266 (27 том)                            | 17 июля 2000     |
| Когоро, Ран и Конан приезжают в отель чтобы отдохнуть. В магазине они встречают Эри Кисаки и её сотрудника. Когоро, Ран и Конан присоединяются к компании адвокатов. Вечером Когоро исчезает. Ран, Эри и Конан находят его, лежащим в постели, в запертой комнате коллеги Эри. Сама коллега лежит мертвой у постели Когоро. Когоро становится основным подозреваемым в убийстве и его забирает полиция. | |                                             |                  |
| 200 | "Подозреваемый - Мори Когоро (Часть 2)" "Kogoro Mouri, Suspect (Part 2)" «Yougisha - Mouri Kogorou (Kōhen)» (容疑者·毛利小五郎(後編))                                                                                 | 264-266 (27 том)                            | 24 июля 2000     |
| Эри и Конан раскрывают истинного убийцу. | |                                             |                  |
| 201 | "Десятый пассажир! (Часть 1)" "The Tenth Passenger (Part 1)" «Juuninme no Joukyaku (Zenpen)» (10人目の乗客(前編)) | Филлер                                      | 31 июля 2000     |
| Когоро, Ран и Конан едут в старом автобусе на экскурсию. Во время поездки один из пассажиров погибает. Конан расследует преступление. | |                                             |                  |
| 202 | "Десятый пассажир! (Часть 2)" "The Tenth Passenger (Part 2)" «Juuninme no Joukyaku (Kōhen)» (10人目の乗客(後編)) | Филлер                                      | 7 августа 2000   |
| Выясняется, что преступление связано с несчастным случаем семилетней давности. Конан раскрывает личность преступника и спасает пассажиров автобуса от повторения несчастного случая. | |                                             |                  |
| 203 | "Чёрные крылья Икара (Часть 1)" "The Black Wing of Icarus (Part 1)" «Kuroi Ikarosu no Tsubasa (Zenpen)» (黒いイカロスの翼(前編))                                                                                      | Филлер                                      | 14 августа 2000  |
| Когоро, Ран и Конан приезжают отдохнуть в отель. Вместе с ними селится бизнесмен и его жена, героиня телесериала. К ней приезжает её агент, с которым она ссорится. На следующий день бизнесмен и агент отправляются на рыбалку, а Конан и Ран отправляются на плато посмотреть на закат. Когоро остаётся в отеле. | |                                             |                  |
| 204 | ""Чёрные крылья Икара (Часть 2)" "The Black Wing of Icarus (Part 2)" «Kuroi Ikarosu no Tsubasa (Kōhen)» (黒いイカロスの翼(後編))                                                                                      | Филлер                                      | 21 августа 2000  |
| Жену бизнесмена находят в своем номере повешенной. Конан подозревает, что это убийство и начинает расследование. | |                                             |                  |
| 205 | "История любви детектива полиции 3 (Часть 1)" "Metropolitan Police Detective Love Story 3 (Part 1)" «Honchou no Keiji Koi Monogatari 3 (Zenpen)» (本庁の刑事恋物語3(前編))                                            | 267-269 (27 том)                            | 28 августа 2000  |
| В городе совершена серия поджогов. Аюми замечает странного, похожего на поджигателя, человека и даёт показания о нём в участке. Во время расследования детектив Сато заезжает по дороге на место несчастного случая, в результате которого 18 лет назад погиб её отец. Преступника, которого он тогда преследовал, так и не нашли. Единственное что кричал отец вслед преступнику было "Сюсиро". Она даёт обещание выполнить любую просьбу того, кто раскроет это преступление. | |                                             |                  |
| 206 | "История любви детектива полиции 3 (Часть 2)" "'Metropolitan Police Detective Love Story 3 (Part 2)'' «Honchou no Keiji Koi Monogatari 3 (Kōhen)» (本庁の刑事恋物語3(後編))                                           | 267-269 (27 том)                            | 4 сентября 2000  |
| Детектив Такаги узнает кто был преступником дела "Сюсиро" 18-летней давности, но на него нападает неизвестный. Помимо этого молодые детективы мешают поджигателю совершить очередной поджог. Детектив Сато же закрывает дело своего отца и исполняет просьбу за разгаданное преступление. | |                                             |                  |
| 207 | "Слишком уж точное умозаключение" "The Deduction That Was Too Good" «Migoto-sugita Meisuiri» (見事すぎた名推理) | Филлер                                      | 11 сентября 2000 |
| Когоро находит листовку с приглашением в кафе, куда он отправляется вместе с Ран и Конаном. Возвращаясь вечером домой, они становятся свидетелями ссоры молодых людей. Когоро хочет остановить ссору, однако проходящий мимо пожилой мужчина с собакой уверяет, что ссоры происходят довольно часто и не продолжаются долго. На следующий день Когоро, Ран и Конан приходят на это же место, чтобы узнать, что всё-таки произошло, и узнают, что одного из участников вчерашней ссоры убили. Когоро берётся за расследование этого случая. | |                                             |                  |
| 208 | "Тайна лабиринта: гнев Богини" "The Entrance to the Maze: The Anger of Colossus" «Meikyuu he no Iriguchi Kyodai Jinzou no Ikari» (迷宮への入り口 巨大神像の怒り)                                                      | Филлер                                      | 9 октября 2000   |
| Когоро, Ран и Конан приглашены на церемонию открытия канатной дороги, которая построена Думото Гузе через гигантскую статую богини в горах. Они узнают, что существует слух о проклятии, вызванном гневом богини, и Когоро был приглашен опровергнуть его. Проехав по канатной дороге в день открытия, Думуто, который исчез из тележки канатной дороги, позже найден мертвым на руке богини. | |                                             |                  |
| 209 | "Дело о падении с горы Рюдзин" "The Falling from Mt. Ryushin Case" «Ryuushin-san Tenraku Jiken» (龍神山転落事件) | Филлер                                      | 16 октября 2000  |
| Во время поездки на отдых молодых детективов и профессора Агасы происходит автокатастрофа. Конан точно уверен, что это убийство, но оставляет это дело полицейским, так как улик предостаточно. Но Конан и не подозревает, что возле машины Мицухико нашёл зашифрованное послание, на котором изображено логово преступника. | |                                             |                  |
| 210 | "Водяной дворец пяти цветов (Часть 1)" "The Water Palace of 5 Colors (Part 1)" «Gozai Densetsu no Mizu-gotten (Zenpen)» (五彩伝説の水御殿(前編))                                                                      | Филлер                                      | 23 октября 2000  |
| Когоро, Ран и Конан приходят к мастеру чайной церемонии. Во время церемонии мастер говорит что это будет его "последняя" чайная церемония. Через некоторое время его находят повешенным в своём домике для чайной церемонии. Все улики указывают на самоубийство, но Конан подозревает, что это всё же убийство. | |                                             |                  |
| 211 | "Водяной дворец пяти цветов (Часть 2)" "The Water Palace of 5 Colors (Part 2)" «Gozai Densetsu no Mizu-gotten (Kōhen)» (五彩伝説の水御殿(後編))                                                                       | Филлер                                      | 30 октября 2000  |
| Конан раскрывает преступление. | |                                             |                  |
| 212 | "Грибы, медведь и Молодые Детективы (Часть 1)" "Mushrooms, Bears, and the Detective Boys (Part 1)" «Kinoko to Kuma to Tantei-dan (Zenpen)» (きのこと熊と探偵団(前編))                                                 | 273-275 (27-28 тома)                        | 6 ноября 2000    |
| Молодые детективы вместе с профессором Агасой отправляются в лес собирать грибы. Во время прогулки Гента исчезает. Конан, Аюми, Мицухико и Хайбара разделяются на пары, чтобы найти его. Во время поисков по Хайбаре и Мицухико открывает огонь охотник. Мицухико хочет сказать стрелявшим, что они люди, а не звери, но Хайбара останавливает его и показывает тело другого охотника, которого тут убили. Охотник, который открыл по ним стрельбу не ошибся, а умышленно стрелял в них. Хайбара и Мицухико вынуждены скрываться от охотника. | |                                             |                  |
| 213 | "Грибы, медведь и Молодые Детективы (Часть 2)"Mushrooms, Bears, and the Detective Boys (Part 2)" «Kinoko to Kuma to Tantei-dan (Kōhen)» (きのこと熊と探偵団(後編))                                                    | 273-275 (27-28 тома)                        | 13 ноября 2000   |
| Хайбара и Мацухико оставляют подсказки по дороге Конану, который вместе с другими молодыми детективами и профессором встретили трёх охотников во время поисков. Конан разгадывает подсказки и раскрывает личность убийцы. | |                                             |                  |
| 214 | "Преступление в ретро-комнате"The Mysterious Retro Room Case" «Retoro Ruumu no Nazo Jiken» (レトロルームの謎事件) | Филлер                                      | 20 ноября 2000   |
| Во время похода в парк развлечений Когоро, Ран и Конан знакомятся с тремя молодыми девушками. Они договариваются вместе пойти в парк развлечений, только перед этим они должны зайти к знакомой и взять её с собой. Когда Когоро, Ран и Конан приходят вместе с девушками к ней в номер отеля, дверь оказывается открытой. Зайдя внутрь, они обнаруживают тело убитой девушки. Конан раскрывает преступление. | |                                             |                  |
| 215 | "Бухта мести (Часть 1)" "The Bay of Revenge (Part 1)" «Bei Obu Ribenji (Zenpen)» (ベイ·オブ·リベンジ (前編)) | Филлер                                      | 27 ноября 2000   |
| Когоро, Ран и Конан поехали в путешествие на арендованной машине. Во время поездки машина ломается. Их встречает известный адвокат и предлагает подождать у него на вилле, пока ремонтируют машину. Во время ужина приходит его бухгалтер и приносит странное письмо. Когоро, Ран и Конан остаются ночевать на вилле. На следующий день они видят на катере неизвестного в красной кепке. Позднее Когоро, Ран и Конан видят перевернутую лодку адвоката. Его самого находят на дне. Подозрения в убийстве падают на неизвестного в красной кепке. Полиция, решившая его арестовать, находит его повешенным у себя в квартире.                                                                                      | |                                             |                  |
| 216 | "Бухта мести (Часть 2)" "The Bay of Revenge (Part 2)" «Bei Obu Ribenji (Kōhen)» (ベイ·オブ·リベンジ (後編)) | Филлер                                      | 4 декабря 2000   |
| Конан раскрывает преступление. | |                                             |                  |
| 217 | "Страшная тайна Мегуре (Часть 1)" "Megure's Locked Away Secret (Part 1)" «Fuuin-sareta Megure no Himitsu (Zenpen)» (封印された目暮の秘密(前編))                                                                       | 284-286 (28-29 тома)                        | 11 декабря 2000  |
| На девушек на улице нападает неизвестный. В это же время Когоро, Ран, Конан и Соноко идут в торговый центр. Когоро случайно попадает в приманку для преступника установленную полицией. Объясняя произошедшее, инспектор Мегуре рассказывает все факты о деле, кроме того инспектор ведет себя необычно. В это же время Ран на автостоянке обнаруживает тело 4-й девушки. | |                                             |                  |
| 218 | "Страшная тайна Мегуре (Часть 2)" "Megure's Locked Away Secret (Part 2)" «Fuuin-sareta Megure no Himitsu (Kōhen)» (封印された目暮の秘密(後編))                                                                        | 284-286 (28-29 тома)                        | 18 декабря 2000  |
| Конан раскрывает дело, при этом все узнают прошлое инспектора Мегуре, а именно обстоятельства его первого дела. | |                                             |                  |
| 219 | "Собрание Детективов! Кудо Синъити против Кайто Кида" "Gathered Great Detectives! Shinichi Kudo vs. Phantom Thief Kid" «Atsumerareta Meitantei! Kudō Shinichi VS Kaitō Kiddo» (集められた名探偵!工藤新一VS怪盗キッド) | 299-302 (30 том) Волшебник Кайто 21 (4 том) | 8 января 2001    |
| Детектива Конана в 21 веке. Встреча Кайто Кида с Синъити. Кайто Кид крадёт часы на глазах у публики. Синъити разгадывает его трюк и истинные намерения. Когоро получает письмо с приглашением в загородный особняк и чек на 2 миллиона йен. По дороге туда они подбирают бабушку, которая едет в этот же особняк. Выясняется что она тоже известный детектив. По дороге в особняк они встречают ещё одного детектива и троих детективов в самом особняке. Кроме того детективы замечают что весь дом в пятнах от крови из-за случая 40-летней давности. Выясняется, что неизвестный собрал в этом особняке 6 известных детективов, чтобы они нашли сокровища, спрятанные в этом особняке ценой собственных жизней. | |                                             |                  |

### Сезон 9 (2001)
| 220 | "Лживый клиент (Часть 1)" "The Client Full of Lies (Part 1)" «Itsuwari Darake no Irainin» (偽りだらけの依頼人)                                                 | 276-278 (28 том)     | 15 января 2001   |
| В детективное агентство Мори обращается женщина с просьбой найти её одноклассника из средней школы, чтобы она смогла забрать у него фотографию. Конан замечает что она постоянно врет. Когоро узнает адрес одноклассника этой женщины и они отправляются к нему, но когда они попадают к нему в квартиру находят его мёртвым. При этом он сжимает фотографию этой женщины. | |                      |                  |
| 221 | "Лживый клиент (Часть 2)" "The Client Full of Lies (Part 2)" «Іtsuwari Darake no Irainin» (偽りだらけの依頼人)                                                 | 276-278 (28 том)     | 22 января 2001   |
| Конан раскрывает преступление, а также личность женщины, что обратилась в детективное агентство за помощью. | |                      |                  |
| 222 | "И ни одной русалки не стало (Преступление)" "And Then There Were No Mermaids (The Case)" «Soshite Ningyo wa Inakunatta» (そして人魚はいなくなった)            | 279-283 (28 том)     | 29 января 2001   |
| После письма с просьбой о помощи, Конан и Хаттори отправляются на остров, где, по слухам, живёт бессмертная женщина, съевшая мясо русалки. Там во время фестиваля была найдена висящая в водопаде женщина, а на её похоронах появляется еще одна жертва. | |                      |                  |
| 223 | "И ни одной русалки не стало (Расследование)" "And Then There Were No Mermaids (The Deduction)" «Soshite Ningyo wa Inakunatta» (そして人魚はいなくなった)      | 279-283 (28 том)     | 5 февраля 2001   |
| На острове, где собираются русалки, произошла третья смерть и загорелся склад у храма. Связаны ли эти обстоятельства? | |                      |                  |
| 224 | "И ни одной русалки не стало (Раскрытие)" "And Then There Were No Mermaids (The Resolution)" «Soshite Ningyo wa Inakunatta» (そして人魚はいなくなった)         | 279-283 (28 том)     | 12 февраля 2001  |
| Хейджи и Казухза на волоске от смерти, а Конан раскрывает страшную тайну. | |                      |                  |
| 225 | "Сектреты высоких продаж" "The Secret of the High Sales" «Shōbai Hanjō no Himitsu» (商売繁盛のヒミツ)                                                          | Филлер               | 19 февраля 2001  |
| Молодые детективы подозревают парня, нанявшегося в кафе здорового питания, в недоброжелательных помыслах... | |                      |                  |
| 226 | "Ловушка боевой игры (Часть 1)" "The Battle Game Trap (Part 1)" «Batoru Gēmu no Wana» (バトルゲームの罠)                                                       | 270-272 (27 том)     | 26 февраля 2001  |
| В игровом центре происходит убийство чемпиона по файтингам прямо во время игры. Конан подозревает, что жертву отравили. | |                      |                  |
| 227 | "Ловушка боевой игры (Часть 2)" "The Battle Game Trap (Part 2)" «Batoru Gēmu no Wana» (バトルゲームの罠)                                                       | 270-272 (27 том)     | 5 марта 2001     |
| Конан раскрывает преступление. | |                      |                  |
| 228 | "Убийство на занятиях по гончарному делу (Часть 1)" "The Murderous Pottery Class (Part 1)" «Satsui no Tōgei Kyōshitsu» (殺意の陶芸教室)                        | 305-307 (30-31 тома) | 12 марта 2001    |
| Ран решает пойти на гончарные мастер-классы вместе с Сонако, Конан решает подглядеть, но его замечают. В это время зятя мастера находят убитым в шкафу. | |                      |                  |
| 229 | "Убийство на занятиях по гончарному делу (Часть 2)" "The Murderous Pottery Class (Part 2)" «Satsui no Tōgei Kyōshitsu» (殺意の陶芸教室)                        | 305-307 (30-31 тома) | 19 марта 2001    |
| Конан разоблачает преступника. | |                      |                  |
| 230 | "Загадочный пассажир (Часть 1)" "The Mysterious Passenger (Part 1)" «Nazomeita Jōkyaku» (謎めいた乗客)                                                         | 287-289 (29 том)     | 16 апреля 2001   |
| Джин и Водка в баре обсуждают свои планы с членом Черной организации, Вермутом, по поиску Шерри. Конан, Аи и Молодые детективы едут в автобусе на горнолыжный курорт, где встречают Арайде и Джоди. Хайбара чувствует, что Вермут находится в автобусе, и в страхе прячется, чтобы не быть обнаруженной. Вскоре после этого автобус угоняют двое вооруженных людей, которые используют пассажиров в качестве заложников и требуют от полиции освободить их босса. Конан пытается найти способ задержать людей, но каждый раз его ловят. Он понимает что один из трех пассажиров на заднем сиденье является сообщником вооруженных людей и каким-то образом сообщает им о поведении пассажира. Конан исследует сумки для лыж, которые грабители поместили в центре автобуса, и понимает, что они содержат взрывчатку. | |                      |                  |
| 231 | "Загадочный пассажир (Часть 2)" "The Mysterious Passenger (Part 2)" «Nazomeita Jōkyaku» (謎めいた乗客)                                                         | 287-289 (29 том)     | 23 апреля 2001   |
| Конан выясняет, кто его сообщник. Когда автобус въезжает в туннель, вооруженные люди заставляют Арайде и пассажира по имени Акаи Сюити надеть лыжное снаряжение, которое было надето на угонщиков. Затем угонщики используют Михару Томино, женщину, жующую резинку, в качестве заложника и выходят из автобуса. Конан сообщает, что женщина - их сообщница, и что они планируют взорвать бомбы в лыжных сумках, как только выйдут из автобуса. Молодые детективы сообщают водителю, чтобы тот внезапно остановился, что позволяет Конану задержать преступников. Томино случайно активирует таймер бомбы, когда автобус внезапно остановился. Пассажиры покидают автобус, но Хайбара остается сидеть в автобусе, поскольку она планирует умереть в результате взрыва и впоследствии помешать Черной организации найти её и причинить вред близким. Конан врывается обратно в автобус и бросает огнетушитель, чтобы разбить заднее окно, хватает Хайбару и убегает через заднее окно автобуса до того, как происходит взрыв. Конан, чтобы спрятать её от члена Черной организации, измазывает своей кровью и просит Такаги отвезти Хайбару в больницу. Позже Акаи Сюити сообщает неизвестному человеку, что цель не появилась. | |                      |                  |
| 232 | "Дело о падении с высоты" "The Falling from the Condo Case" «Manshon Tenraku Jiken» (マンション転落事件)                                                       | Филлер               | 7 мая 2001       |
| Мори Когоро берёт дело, чтобы помочь выяснить, кто отправлял телефонные звонки и письма с угрозами человеку по имени Мицуо Йошимура. Они встречаются с его другом Джоджи Уэда. По пути в квартиру Йошимуры, становятся свидетелями того, как Йошимура падает насмерть. | |                      |                  |
| 233 | "Так и не пропавшая улика (Часть 1)" "The Evidence That Didn't Disappear (Part 1)" «Kienakatta Shouko» (消えなかった証拠)                                      | 290-292 (29 том)     | 14 мая 2001      |
| Агаса приводит юных детективов к соседу по имени Теруя Кану, который раздает свои вещи перед переездом в Англию. Хайбара обеспокоена тем, что Черная организация обнаружила ее. Во время обеда пропадает папийон Кану. | |                      |                  |
| 234 | "Так и не пропавшая улика (Часть 2)" "The Evidence That Didn't Disappear (Part 2)" «Kienakatta Shouko» (消えなかった証拠)                                      | 290-292 (29 том)     | 21 мая 2001      |
| Конан замечает, что в мусоросжигательной печи есть стекловата, которая заглушает звук, и понимает, кто виноват. | |                      |                  |
| 235 | "Запретный винный погреб" "The Locked Wine Cellar" «Misshitsu no Wain Serā» (密室のワインセラー)                                                               | Филлер               | 28 мая 2001      |
| Мори, Ран и Конан приглашены на частную вечеринку президентом финансового бизнеса, который известен своей дорогой коллекцией вина. Присутствуют еще трое гостей, и все они заняли деньги у президента. Президент предлагает пари одному из гостей, сомелье, на его долг. И поскольку он распознаёт все вина идёт в погреб за редким вином. Вскоре его находят там мёртвым. | |                      |                  |
| 236 | "Таинственное происшествие в Нанки-Сирахама (Часть 1)" "The Nanki Shirahama Mystery Tour (Part 1)" «Nanki Shirahama Misuterii Tsuā» (南紀白浜ミステリーツアー) | Филлер               | 4 июня 2001      |
| Ран, Мори и Конан едут в Сирахама на каникулы, которые они выиграли в лотерее торгового района, и там встречаются с группой студентов колледжа по имени Маки Синдзё, Тацухико Юра, Мадока Мицуи, Канако Мияхара и Коута Фудзи. Все они в одном арт-клубе, но, похоже, не ладят. Когда Мадока рисует, она находит тело одного из своих однокурсников, Маки, раненным в сердце. Она немедленно звонит Фудзи, который находится в Мире приключений с Моури, Ран и Конаном. | |                      |                  |
| 237 | "Таинственное происшествие в Нанки-Сирахама (Часть 2)" "The Nanki Shirahama Mystery Tour (Part 2)" «Nanki Shirahama Misuterii Tsuā» (南紀白浜ミステリーツアー) | Филлер               | 11 июня 2001     |
| Конан расследует и узнает, что Мадока изменяла своему парню с другим учеником, Фудзи, но никто из них не совершал убийство. | |                      |                  |
| 238 | "Осака: Дело о «3К» (Часть 1)" "The 3 "K"s of Osaka Case (Part 1)" «Ōsaka "Mittsu no K" Jiken» (大阪“3つのK”事件)                                              | 293-295 (29 том)     | 18 июня 2001     |
| Хейджи приглашает Мори, Рана и Конана на празднование открытия ресторана 3K тремя американскими знаменитостями, чемпионом по боксу в тяжелом весе по имени Рикардо Баррейра, игроком Высшей лиги бейсбола по имени Майк Норвуд и профессиональным футболистом по имени Рэй Кертис, которым Кудо восхищается. Казуха подслушивает телефонный звонок и подозревает, что у Хейджи роман с какой-то женщиной, поскольку он продолжает шептать по телефону.Во время вечеринки диктор спрашивает, есть ли у кого-нибудь вопросы к трем спортсменам. Внезапно приглашенный репортер по имени Эд Маккей упоминает, что K означает «китанай (грязь)». Во время вечеринки, Ран просит у футболиста автограф для Синъити на глазах у всех гостей. Ран получила футболку с автографом и билет на показательный матч в Нагаи, в котором будет играть Рэй, и который она отдаст Конану. В ответ футболист просит Ран помочь им создать букву «К» над рестораном, используя свет в комнатах над рестораном. В это время слышен выстрел, и на втором этаже разбивается окно. Хейджи и Конан подбегают в комнату и находят труп Эда Маккея. | |                      |                  |
| 239 | "Осака: Дело о «3К» (Часть 2)" "The 3 "K"s of Osaka Case (Part 2)" «Ōsaka "Mittsu no K" Jiken» (大阪“3つのK”事件)                                              | 293-295 (29 том)     | 25 июня 2001     |
| Когда Хейджи исследует комнаты, появляется Конан и говорит, что все три спортивные знаменитости невиновны. Хейджи и Конан находят швабру в туалете гостиничного номера и выясняют, в чем был трюк, но Конан отказывается верить, что это было возможно. Конан выбегает и обнаруживает трех спортсменов, выходящих из ванной. Конан идет в ванную и находит иглу в мусорном ведре. Затем он услышал, как идут Ран, Казуха и Когоро, и Когоро разговаривает с Ран и Казухой о том, что он слышал в ресторане о значении слова «банду». Когоро также сказал, что Эд Маккей свободно говорит по-японски и много знает о японской кухне. Конан наконец понял, кто виноват. | |                      |                  |
| 240 | "Дело о конвоировании в скоростном поезде (Часть 1)" "The Shinkansen Transport Case (Part 1)" «Shinkansen Gosō Jiken» (新幹線護送事件)                         | 296-298 (30 том)     | 2 июля 2001      |
| По пути домой по Синкансэн из Осаки Конан, Ран и Мури столкнулись с офицером Сато и Такаги, которые перевозили преступника. Позже в поезде была обнаружена бомба. В то время, когда Сато пошла разобраться с бомбой, Такаги пришлось отвести преступника в туалет, где тот покончил жизнь самоубийством. | |                      |                  |
| 241 | "Дело о конвоировании в скоростном поезде (Часть 2)" "The Shinkansen Transport Case (Part 2)" «Shinkansen Gosō Jiken» (新幹線護送事件)                         | 296-298 (30 том)     | 9 июля 2001      |
| Конан выясняет что это убийство. Во время расследования Конан наблюдает за тремя подозреваемыми. Конан указывает на подозреваемых в убийстве. После расследования и нахождения улик Конан раскрывает виновника. | |                      |                  |
| 242 | "Страдания Генты" "Boy Genta's Misfortune" «Genta Shōnen no Sainan» (元太少年の災難)                                                                           | 303-305 (30 том)     | 16 июля 2001     |
| В последнее время Гента вёл себя в школе странно. Молодые детективы узнают, что на него напал убийца. Гента пытается вспомнить, где он видит убийцу. Съев мороженого, увидев флаг Франции и взглянув в зеркало в магазине. Конан понимает где тот мог видеть убийцу. | |                      |                  |
| 243 | "Двойник Мори Когоро (Часть 1)" "Kogoro Mouri's Imposter (Part 1)" «Mōri Kogorō no Nisemono» (毛利小五郎のニセ者)                                              | 308-310 (31 том)     | 23 июля 2001     |
| Тацуо Мори, имитирующий Мори Когоро, прибывает в гостиницу Аоийа, возле жуткого леса, где его приглашают расследовать дело, в котором длинноволосый мужчина, как утверждается, покончил жизнь самоубийством 4-5 лет назад. Настоящий Когоро, Ран и Конан тоже направляются туда и сталкиваются с детективом Ямамурой, который объясняет дело; покончивший с собой человек был одет в зимнее пальто, но умер летом, имел ключи, но не водительское удостоверение, и сигареты, но без зажигалки. Когоро говорит, что его нанял Йоширо Онда, владелец отеля, для расследования этого вопроса. После непродолжительного расследования они направляются в гостиницу, где Когоро узнаёт что в отеле поселился самозванец и встречает Эйдзи Уракаву и Масао Дзинбо, которые возвращают Ран её мобильный телефон. Он решает подыгрывать и не раскрывать свою личность. Позже той же ночью Тацуо находят повешенным в своей комнате. | |                      |                  |
| 244 | "Двойник Мори Когоро (Часть 2)" "Kogoro Mouri's Imposter (Part 2)" «Mōri Kogorō no Nisemono» (毛利小五郎のニセ者)                                              | 308-310 (31 том)     | 30 июля 2001     |
| Проанализировав улики и факты, Конан убежден, что длинноволосый мужчина и Тацуо были убиты. Во время следствия были оглашены все подсказки оставленные 5 лет назад, понимая что преступник тоже мог их разгадать, Конан и полиция устраивают засаду на месте схрона. | |                      |                  |
| 245 | "Выстрел в доме-подсолнухе" "The Gunshot at the Sunflower Estate" «Himawari-kan no Jūsei» (ヒマワリ館の銃声)                                                   | Филлер               | 6 августа 2001   |
| Конан, Когоро и Ран отправляются в изолированный особняк под названием «Подсолнух», потому что его второй этаж делает оборот за 12 часов. Они готовят барбекю на улице, в то время как хозяин находится внутри, когда они слышат выстрел. Они врываются внутрь и обнаруживают, что хозяину прострелили голову. После расследования Конан обнаруживает, что виновником был один из студентов владельца. | |                      |                  |
| 246 | "Тайна, сокрытая в сети (Часть 1)" "The Mystery in the Net (Part 1)" «Ami ni Kakatta Nazo» (網にかかった謎)                                                    | 311-313 (31 том)     | 13 августа 2001  |
| Профессор Агаса берет юных детективов и Конана на пляж во время школьных каникул, в то время как Ран и Соноко также оказываются на том же пляже. Ночью все они ужинали в отеле вместе со спасателями, которых встретили утром. Человек, которого должны были встретить спасатели, не появился, поэтому они попытались позвонить ему, но единственный звук, который можно было услышать, был шум волн. Трое спасателей решили найти мужчину на пляже и нашли его мертвым, покрытым царапинами и завернутым в рыболовную сеть. | |                      |                  |
| 247 | "Тайна, сокрытая в сети (Часть 2)" "The Mystery in the Net (Part 2)" «Ami ni Kakatta Nazo» (網にかかった謎)                                                    | 311-313 (31 том)     | 20 августа 2001  |
| Конан разоблачает виновного. | |                      |                  |
| 248 | "Алиби спящего леса" "The Alibi of the Soothing Forest" «Iyashi no Mori no Aribai» (癒しの森のアリバイ)                                                        | Филлер               | 27 августа 2001  |
| Пока Конан, Ран и Когоро собираются осматривать достопримечательности, глава деревни убит кем-то, сразу после посещения им почтольёна. Наблюдая за уликой на месте преступления, Конан понимает, кто был виновником. | |                      |                  |
| 249 | "Секрет знаменитостей (Часть 1)" "The Celebrities' Secret (Part 1)" «Aidoru-tachi no Himitsu» (アイドル達の秘密)                                               | 322-324 (32 том)     | 3 сентября 2001  |
| Ран и Когоро получают приглашение на помолвку от его любимого кумира Ёко-чан. Каору обручилась, это еще одна звезда и бывший член группы, в которой они все когда-то были. Она фанатка Когоро и хотела, чтобы он узнал, кто ее преследует. Каору решает принять ванну. А остальные участники женской группы решают нарядиться и спеть свою старую песню, чтобы удивить её. Конан обнаруживает кровь, ведущую к двери, и находит её раненой. Снаружи находят окровавленную одежду, сделанную так, чтобы казалось, что это преследователь Каору, но на самом деле это кто-то на вечеринке. | |                      |                  |
| 250 | "Секрет знаменитостей (Часть 2)" "The Celebrities' Secret (Part 2)" «Aidoru-tachi no Himitsu» (アイドル達の秘密)                                               | 322-324 (32 том)     | 10 сентября 2001 |
| Конан разоблачает преступника. | |                      |                  |
| 251 | "Трагедия на ранчо ОК" "The Tragedy at the OK Corral" «OK-Bokujō no Higeki» (OK牧場の悲劇)                                                                     | Филлер               | 17 сентября 2001 |
| Из-за любви Когоро к лошадям он берет Конана и Ран на ранчо ОК. Одна из их лошадей, выигравших приз, пугается, и все бросаются за ней. Они достигают лошади, и Конан находит кровь на её подкове. Затем они находят мёртвого кузнеца, который подковывал лошадь. | |                      |                  |
| 252 | "Похититель на рисунке" "The Kidnapper in the Picture" «E no Naka no Yūkaihan» (絵の中の誘拐犯)                                                                | Филлер               | 8 октября 2001   |
| Конан и Молодые детективы узнают о похищении и решают провести расследование. На рисунках ребёнка, которые преступник отправил в качестве доказательства, обнаруживают знаки об месте его нахождении. | |                      |                  |
| 253 | "История любви детектива полиции 4 (Часть 1)" "Metropolitan Police Detective Love Story 4 (Part 1)" «Honchō no Keiji Koi Monogatari 4» (本庁の刑事恋物語4)     | 328-330 (32-33 тома) | 15 октября 2001  |
| Сато устраивает брачную встречу с мужчиной из-за настойчивости её матери. Она приходит, и узнаёт, что это Нинзабуро Сиратори. Они спорят, если Такаги не приедет к ней до заката, она выйдет за него замуж, хочет она того или нет. Но Такаги занят ограблением магазина. Трое очевидцев дают разные описания, а трое виновных содержатся в задней части полицейской машины. Конан по телефону готовится помочь Такаги раскрыть дело в роли Кудо Синъити. | |                      |                  |
| 254 | "История любви детектива полиции 4 (Часть 2)" "Metropolitan Police Detective Love Story 4 (Part 2)" «Honchō no Keiji Koi Monogatari 4» (本庁の刑事恋物語4)     | 328-330 (32-33 тома) | 22 октября 2001  |
| Такаги раскрывает дело и арестовывает преступника, но тот вырывается из полицейской машины. Такаги догоняет его, но оказывается далеко чтобы вовремя прийти и остановить брак, поскольку солнце почти садится, а машина находится слишком далеко. Его группа приходит, чтобы подбодрить его, и он убегает. Конану удается вовремя остановить брак с помощью Томоаки Араиде. | |                      |                  |

### Сезон 10 (2001—2002)
| 255 | "Соревнования Рэнку в 14 строф в Тамацукури Мацуэ (Часть 1)" "The 14th Round of the Matsue Tamatsukuri Linked Verse Contest (Part 1)" «Matsue Tamatsukuri Renku Jūyonban Shōbu» (松江玉造連句14番勝負)                        | Филлер               | 29 октября 2001 |
| Мори выигрывает в лотерее поездку в Мацуэ, там они встречают группу писателей стихов (Рэнку), которая является разновидностью поэзии. Один из их членов, ссудодатель, убит, и Конан обнаруживает, что почти у каждого есть мотив для убийства. | |                      |                 |
| 256 | "Соревнования Рэнку в 14 строф в Тамацукури Мацуэ (Часть 2)" "The 14th Round of the Matsue Tamatsukuri Linked Verse Contest (Part 2)" «Matsue Tamatsukuri Renku Jūyonban Shōbu» (松江玉造連句14番勝負)                        | Филлер               | 5 ноября 2001   |
| Конан не выяснил, кто виноват, поэтому он заставляет Мори участвовать в их конкурсе связанных стихов, чтобы у него было больше времени, чтобы понаблюдать за подозреваемыми. | |                      |                 |
| 257 | "Загадочная кара с небес" "The Mysterious Punishment From Heaven" «Yonimo Kimyō na Tenbatsu» (世にも奇妙な天罰) | Филлер               | 12 ноября 2001  |
| На следующее утро после землетрясения Конан и Молодые детективы гуляют по городу и слышат крик. Они видят женщину, и истекающего кровью мужчину, вызывают скорую помощь, и мужчина спасается. Он говорит, что его ограбили и украли 200000 иен. У них есть подозреваемый, но у него есть алиби, он совершал другое преступление, когда на человека напали. | |                      |                 |
| 258 | "Человек из Чикаго (Часть 1)" "The Man from Chicago (Part 1)" «Shikago Kara Kita Otoko» (シカゴから来た男) | 325-327 (32 том)     | 19 ноября 2001  |
| Молодые детективы посещают шоу животных с участием белого льва по имени Леон. Журналисты ошибочно принимают человека по имени Джеймс Блэк за Рэнди Хокса, богатого человека, спонсирующего зоопарки и шоу животных. Молодые детективы вывели его из толпы репортеров, притворившись что он их учитель английского языка Томас. В ответ на их помощь Блэк предлагает угостить их обедом и уходит за своей машиной, но его принимают за Хокса и похищают с целью получения выкупа. Молодые детективы ищут Блэка; Они находят ремень Блэка из шоу животных в переулке и обнаруживают кровь на буквах P, &, A на ремне. Они понимают что он был похищен. | |                      |                 |
| 259 | "Человек из Чикаго (Часть 2)" "The Man from Chicago (Part 2)" «Shikago Kara Kita Otoko» (シカゴから来た男) | 325-327 (32 том)     | 26 ноября 2001  |
| Аюми замечает, что у Блэка все еще есть её Детективный значок, позволяющий Конану отследить сигнал и заставить Сато установить блокпост для перехвата автомобиля. Похитителям удается ускользнуть от блокпоста, поскольку их автомобиль замаскирован под полицейскую машину. Конан распознает сообщение P&A, показывая, что в алфавитном порядке пишется «панда». Конан заключает, что Блэк имеет в виду черный и белый цвета панды для полицейских машин. Поскольку похитители вооружены, Конан сообщает полиции план безопасного спасения Блэка. | |                      |                 |
| 260 | "Трясущийся ресторан" "The Shaking Restaurant" «Yureru Resutoran» (揺れるレストラン) | Филлер               | 3 декабря 2001  |
| Конан, Когоро и Ран идут в ресторан, который трясется из-за строительных работ по соседству. На следующий день они возвращаются и обнаруживают, что человек, управляющий рестораном, мертв. | |                      |                 |
| 261 | "Страшная легенда в снежную ночь (Часть 1)" "The Fearful Legend of the Snowy Night (Part 1)" «Yuki no Yoru no Kyōfu Densetsu» (雪の夜の恐怖伝説)                                                                              | Филлер               | 10 декабря 2001 |
| Конан, Когоро и Ран едут на горячие источники, но дорогу замело снегом, и поэтому они принимают предложение переночевать в соседнем доме. На следующий день они обнаруживают тело президента компании мертвым, и когда они следуют по следам, они находят его старшего сына, одетого в броню, а также мертвого в запертой комнате. Жена президента компании заявляет, что они были убиты духом 500-летнего самурая, годовщина смерти которого была в этот день. | |                      |                 |
| 262 | "Страшная легенда в снежную ночь (Часть 2)" "The Fearful Legend of the Snowy Night (Part 2)" «Yuki no Yoru no Kyōfu Densetsu» (雪の夜の恐怖伝説)                                                                              | Филлер               | 17 декабря 2001 |
| Во время неофициального расследования Конан обнаруживает, что следы брони на снегу использовались, чтобы скрыть следы преступника, и обнаруживает, что запертая комната, в которой умер сын, была создана. | |                      |                 |
| 263 | "Две тайны Осаки: Мечник из Нанивы и замок Тайко" "The Osaka Double Mystery - The Naniwa Swordsman and Toyotomi's Castle" «Ōsaka Daburu Misuterii: Naniwa Kenshi to Taikō no Shiro» (大阪ダブルミステリー 浪花剣士と太閤の城) | 314-321 (31-32 тома) | 7 января 2002   |
| Хейджи приглашает Конана на свой турнир по кендо, но пьяный мужчина по имени Ацуши Таруми найден мертвым в кладовой. Хэйдзи, желая раскрыть дело до приезда Конона, сам начинает расследование и обнаруживает, что тело каким-то образом было перенесено в душевую, которая находится в другом здании, и никто этого не заметил. | |                      |                 |
| 264 | "Битва в зале суда: Кисаки против Когоро (Часть 1)" "Courtroom Confrontation: Kisaki vs. Kogoro (Part 1)" «Hōtei no Taiketsu: Kisaki tai Kogoro» (法廷の対決 妃VS小五郎)                                                      | Филлер               | 14 января 2002  |
| Эри Кисаки берётся защищать Синдзи Усами, осужденного за убийство Цуеши Хирасавы в нетрезвом состоянии. Его вина подвергается сомнению из-за того, что Хирасава убил сына Синдзи, но не был осужден, потому что убийство было совершено в нетрезвом состоянии. Эри пытается подтвердить алиби Усами через его бывшую жену Масако Камедо. Камедо сообщает, что Хирасава посетил её бар, и Когоро должен подтвердить это. Когоро показывает, что он заснул в баре, и его разбудил Камедо, который сказал ему, что у него был телефонный звонок; Время, проведенное по телефону, доказывает, что Усами находилась в баре во время убийства. Во время слушания прокурор Рэйко Кудзё указывает на тот факт, что Камедо могла изменить время на телефоне Когоро, чтобы установить алиби для своего бывшего мужа. Камедо признается в изменении времени на телефоне Когоро и тем самым разрушает алиби Усами. | |                      |                 |
| 265 | "Битва в зале суда: Кисаки против Когоро (Часть 2)" "Courtroom Confrontation: Kisaki vs. Kogoro (Part 2)" «Hōtei no Taiketsu: Kisaki tai Kogoro» (法廷の対決 妃VS小五郎)                                                      | Филлер               | 21 января 2002  |
| После того, как Когоро был невольно превращен из свидетеля защиты в свидетеля обвинения, Когоро проводит собственное расследование и исследует дом Усами в сопровождении Конана. Во время второго слушания Конан усыпляет Когоро… | |                      |                 |
| 266 | "Правда о Дне Святого Валентина (Преступление)" "The Truth Behind Valentine's (The Case)" «Barentain no Shinjitsu» (バレンタインの真実)                                                                                       | 331-334 (33 том)     | 28 января 2002  |
| Перед Днём Святого Валентина, Соноко приглашает Ран, Конана и Когоро, прийти в дом на холмах, где их шоколадные конфеты будут благословлены удачей на любовь. Оказавшись там, они встречают владелицу домика Чиёко Юаса и её гостей: фотографа Ёситаку Нигаки, его девушку Ако Амари, Мику Конокаву, двух охотников Хадзиме Итакура, Юдзо Саками, ищущих японского волка, и собаку Субару. Там женщины начинают делать шоколад в подарок любимому человеку. Нигаки уходит фотографировать, но тут начинается метель, но он не возвращается. Конан и Субару намеревались находят его мёртвым. | |                      |                 |
| 267 | "Правда о Дне Святого Валентина (Расследование)" "The Truth Behind Valentine's (The Deduction)" «Barentain no Shinjitsu» (バレンタインの真実)                                                                                 | 331-334 (33 том)     | 4 февраля 2002  |
| Труп Нигаки оставлен для сохранения улик. Когоро берет записывающее устройство и камеру Нигаки, чтобы найти зацепки, но обнаруживает только две полностью черные фотографии и одну залитую кровью. Очевидно, убийство произошло перед метелью, но Конан чувствует, что-то неладное. | |                      |                 |
| 268 | "Правда о Дне Святого Валентина (Раскрытие)" "The Truth Behind Valentine's (The Resolution)" «Barentain no Shinjitsu» (バレンタインの真実)                                                                                    | 331-334 (33 том)     | 11 февраля 2002 |
| Конан раскрывает преступление. | |                      |                 |
| 269 | "Забытый сувенир с места преступления (Часть 1)" "The Forgotten Memento From the Crime (Part 1)" «Hanzai no Wasuregatami» (犯罪の忘れ形見)                                                                                    | 335-337 (33 том)     | 18 февраля 2002 |
| Хидео Морита пришел в агентство и попросил Когоро найти часы его покойной жены, которые он потерял в своем доме. Когоро отказывается от прозьбы, но молодые детективы и профессор Агаса предлагают свою помощь. В доме Хидео они находят комнату, полную пленок с фильмами и фантастическое оборудование для просмотра фильмов. Во время поиска, Эйко Идецуки, соседка Хидео, приходит попросить вернуть деньги, которые он ранее одолжил. Хидео вносит частичную оплату, затем показывает ей кассету с фильмом, который она хотела посмотреть, и она идет в аудио-комнату. Дети приносят ей обед и находят часы в стиральной машине. В этот момент они слышат громкий шум и находят Идецуки с разбитой вазой с цветами головой, за которым следует звук, как будто кто-то выбегает из двери. | |                      |                 |
| 270 | "Забытый сувенир с места преступления (Часть 2)" "The Forgotten Memento From the Crime (Part 2)" «Hanzai no Wasuregatami» (犯罪の忘れ形見)                                                                                    | 335-337 (33 том)     | 4 марта 2002    |
| Конан разоблачает преступника. | |                      |                 |
| 271 | "Зашифрованное в спешке послание (Часть 1)" "The Secret Rushed Omission (Part 1)" «Kakushite Isoide Shōryaku» (隠して急いで省略)                                                                                              | 338-340 (33-34 тома) | 11 марта 2002   |
| Во время урока, Ран пытается вспомнить где она встречалась с таинственным мужчиной. Джоди прерывает мечтательную Ран в классе и спрашивает ее, что означает «X», на который она не может правильно ответить. По дороге домой они встречают Джоди, которая ведет их в кафе в универмаге, чтобы предупредить о маньяке. Конан замечает, что бизнесмен по имени Норихиса Кисуги подозрительно звонит по телефону частному детективу по имени Кацунори Чуудзё. Чууджу требует, чтобы Кисуги заплатил в четыре раза больше обещанной суммы, иначе он не передаст документы расследования в отношении неизвестного человека. Кисуги соглашается и входит в универмаг, но неизвестный убивает Чууджу. В то же время происходит случайное отключение электроэнергии, и когда электричество возвращается, Чууджу обнаруживают мертвым на вершине эскалатора с «○ × △», написанным на конверте.                  | |                      |                 |
| 272 | "Зашифрованное в спешке послание (Часть 2)" "The Secret Rushed Omission (Part 2)" «Kakushite Isoide Shōryaku» (隠して急いで省略)                                                                                              | 338-340 (33-34 тома) | 18 марта 2002   |
| Расследование Конана раскрывает значения символов. Ран, узнав значение «X», отправляет Синъити письмо с «X»s. В другом месте неизвестный член Черной организации отправляет сообщение Джину с крестиком в своем сообщении, объясняя, что они являются признаком женской привязанности, но также могут быть признаком ненависти, затем бросает дротик в изображение Шихо с крестиком, на дарце такде находятся фотографии Ран и Конана. | |                      |                 |
| 273 | "Дело о исчезновении старушки с головоломками" "Riddle Granny Disappearance Case" «Kuizu-bāsan no Shissō Jiken» (クイズ婆さんの失踪事件)                                                                                      | Филлер               | 8 апреля 2002   |
| Молодые детективы встречают в парке старуху, которая кормит бездомных кошек и ухаживает за ними, а также любит загадывать детям викторины из книги-головоломки. На следующий день она не приходит кормить кошек, но приходит кот Брюс с шарфом старушки на шее. На шарфе есть код и кровь, и чтобы найти и спасти старушку, Конану и его команде, необходимо решить загадку. | |                      |                 |
| 274 | "Правда о проклятом доме (Часть 1)" "The Truth of the Haunted House (Part 1)" «Yūrei-yashiki no Shinjitsu» (幽霊屋敷の真実)                                                                                                   | 355-357 (35 том)     | 15 апреля 2002  |
| Ран простужается и посещает врача. Когда там один из пациентов доктора упоминает, что в его квартире не дает покоя девушка, которую четыре года назад сожгли заживо. Конан и Мори решают провести расследование. Оказавшись там, они встречают ещё трех человек, которые живут в этой квартире. Ран, которая боится привидений, говорит своему отцу, что они должны уйти в 19:00. Когда часы бьют 22:20, Ран просыпается и видит в телевизоре привидение, говорящее ей уходить. Мори и Конан просыпаются от её крика. Мори говорит Ран, что это, вероятно, был сон, и идет в туалет. Когда он смывает воду, вода стала красной. Мори пятится от унитаза и кричит, когда видит призрачный образ о окне. | |                      |                 |
| 275 | "Правда о проклятом доме (Часть 2)" "The Truth of the Haunted House (Part 2)" «Yūrei-yashiki no Shinjitsu» (幽霊屋敷の真実)                                                                                                   | 355-357 (35 том)     | 22 апреля 2002  |
| Конан раскрывает трюк. | |                      |                 |
| 276 | "Дело о пропавшем полицейском удостоверении" "The Policeman's Missing Notebook Case" «Keisatsu Techō Funshitsu Jiken» (警察手帳紛失事件)                                                                                      | Филлер               | 6 мая 2002      |
| После разъёма драки между менеджером и певцом, Такаги теряет своё удостоверение. Он ищет его с помощью молодых детективов. Затем они обнаруживают, что певец планирует убить своего менеджера. | |                      |                 |
| 277 | "Учительница английского против Детектива с запада (Часть 1)" "English Teacher vs. Great Western Detective (Part 1)" «Eigo-kyōshi tai Nishi no Meitantei» (英語教師VS西の名探偵)                                              | 341-343 (34 том)     | 13 мая 2002     |
| Находясь у профессора, Конан вспоминает свою последнюю встречу с Черной организацией. Конан делает вывод, что на вечеринке в отеле должен был быть другой член Черной организации. Именно тогда он выбирает Крис Винъярд в качестве подозреваемого. Хэйдзи приехал в Токио, чтобы помочь Конану разобраться в этом деле. Хейджи подозревает, что Джоди-сенсей может быть членом Черной организации, и хотя Конан, кажется, не согласен с ним, они наносят Джоди-сенсей визит в ее квартиру. Здесь они узнают, что её полное имя - Джоди Сэйнтемиллион. После того, как Джоди соглашается на некоторое время погулять с Хейджи и Конаном, человек, живущий по соседству с Джоди, падает с высоты более 30 этажей, по совпадению, когда все трое находятся снаружи. Полиция считает, что мужчина покончил жизнь самоубийством. Однако Конан и Хейджи придерживаются другого мнения.                      | |                      |                 |
| 278 | "Учительница английского против Детектива с запада (Часть 2)" "English Teacher vs. Great Western Detective (Part 2)" «Eigo-kyōshi tai Nishi no Meitantei» (英語教師VS西の名探偵)                                              | 341-343 (34 том)     | 20 мая 2002     |
| Конан и Хейджи раскрывают преступление. Когда Конан и Хейджи уходят, они соглашаются, что Джоди подозрительна, но считают, что она безобидна. | |                      |                 |
| 279 | "Лабиринт хулиганов (Часть 1)" "Hooligan's Labyrinth (Part 1)" «Meikyū no Fūrigan» (迷宮のフーリガン) | 344-346 (34 том)     | 27 мая 2002     |
| Молодые детективы и Агаса идут посмотреть футбольный матч «Tokyo Spirits» против «Noir Tokyo». На обратном пути они видят очень грубого и громкого болельщика, которого выгнали со многих стадионов за свое сумасшедшее поведение. Все они садятся в поезд, чтобы отправиться домой, но выходя на пересадку, они видят, как грубый сторонник падает на пол с ножом в животе. Поезд был переполнен, так что это мог быть кто угодно, и никто не видел преступления, но Конану удалось сократить число подозреваемых до 3-х футбольных фанатов. | |                      |                 |
| 280 | "Лабиринт хулиганов (Часть 2)" "Hooligan's Labyrinth (Part 2)" «Meikyū no Fūrigan» (迷宮のフーリガン) | 344-346 (34 том)     | 3 июня 2002     |
| Конан замечает, что Хайбара смотрит следующий футбольный матч по телевизору в метро. Она сочувствует игроку Хиго, который недавно сменил команду за «Noir Tokyo» на «Tokyo Spirits», но теперь его ненавидят обе команды. Конан разоблачает преступника. Конан подходит к Хайбаре и говорит ей, что теперь Хиго забил гол, его новая команда болеет за него. Хайбара обещает никогда не убегать от судьбы, а Конан обещает защитить её. | |                      |                 |
| 281 | "Маленькие свидетели" "The Small Eye-Witnesses" «Chiisana Mokugekisha-tachi» (小さな目撃者たち) | Филлер               | 10 июня 2002    |
| Молодые детективы играют в «воображаемых детективов», когда сталкиваются с реальным делом. Прямо на их глазах убивают человека, закутывают в простыню и бросают в грузовик. Молодые детективы прячутся в кузове грузовика вместе с телом, а убийца едет в лес и закапывает тело. | |                      |                 |
| 282 | "Тайна сада камней под водопадом (Часть 1)" "The Mystery of the Water-Flowing Stone Garden (Part 1)" «Mizu Nagaruru Sekitei no Kai» (水流るる石庭の怪)                                                                        | Филлер               | 17 июня 2002    |
| Мори, Конан и Ран едут по горам, когда у них заканчивается бензин, и их любезно подобрал Маджима, президент мебельной компании. Большинство людей, которые работают на него и живут с ним, похоже, ненавидят его, поэтому неудивительно, что Маджима на следующее утро оказывается мертвым в красивом саду камней дома. Загадка в том, что вокруг тела нет ни единого следа. | |                      |                 |
| 283 | "Тайна сада камней под водопадом (Часть 2)" "The Mystery of the Water-Flowing Stone Garden (Part 2)" «Mizu Nagaruru Sekitei no Kai» (水流るる石庭の怪)                                                                        | Филлер               | 24 июня 2002    |
| Конан раскрывает преступление. | |                      |                 |
| 284 | "Дежавю под дождем в китайском квартале (Часть 1)" "Chinatown Deja Vu in the Rain (Part 1)" «Chūkagai Ame no Deja Byu» (中華街 雨のデジャビュ)                                                                                | 347-349 (34 том)     | 1 июля 2002     |
| Ран, Когоро и Конан направились в китайский ресторан, он у них завязался спор с администратором о бесплатном обеденном купоне, один из посетителей представился режиссёром, ищущим актрису, и пригласил Ран за стол к своим коллегам. Однако режиссёр умирает в ресторане от цианида, но они не могут найти источник яда. Тем временем Ран становится хуже из-за обострившейся лихорадки, и воспоминания о Синъити и бледном человеке в шерстяной шапке всплывают на грани её разума. | |                      |                 |
| 285 | "Дежавю под дождем в китайском квартале (Часть 2)" "Chinatown Deja Vu in the Rain (Part 2)" «Chūkagai Ame no Deja Byu» (中華街 雨のデジャビュ)                                                                                | 347-349 (34 том)     | 8 июля 2002     |
| После того, как дело раскрыто, Ран заболевает. К всеобщему удивлению, она падает со стула и падает на пол, вспоминая некоторых людей, которых она встретила давным-давно. Эти люди включают Шэрон Винъярд и таинственного человека. | |                      |                 |

### Сезон 11 (2002—2003)
| 286 | "Нью-Йоркское дело Кудо Синъити (Преступление)" "Shinichi Kudo's New York Case(The Case)" «Kudo Shinichi NY no Jiken» (工藤新一NYの事件)                                                              | 350-354 (34-35 тома)         | 15 июля 2002     |
| Ран теряет сознание из-за болезни и вспоминает о своем прошлом с Синъити в Нью-Йорке. Мать Синъити, Юкико Кудо, берёт их на просмотр мюзикла «Золотое яблоко» на Бродвее. По прибытии их знакомят с известной актрисой по имени Шэрон Винъярд и пятью исполнителями, которые будут исполнять мюзикл. Они узнают от них, что неизвестный преступник прислал им с надписью «Для самых справедливых», они полагают, что это угроза. Во время прогулки по театру на группу падает средневековый доспех. На актрису чуть не упала броня, но Ран отталкивает её. | |                              |                  |
| 287 | "Нью-Йоркское дело Кудо Синъити (Расследование)" "Shinichi Kudo's New York Case(The Deduction)" «Kudo Shinichi NY no Jiken» (工藤新一NYの事件)                                                        | 350-354 (34-35 тома)         | 22 июля 2002     |
| Начинается спектакль «Золотое яблоко». Во время кульминации мюзикла застрелен актер Хит Флокхарт, изображающий Париса. Приезжает полиция и приходит к выводу, что неизвестный злоумышленник снявший все балконы театра стрелял Хита. Синъити показывает, что там он нашел гильзу вскоре после убийства, но она была холодной, что означает, что она была подброшена, чтобы создать версию, что зритель убил Хита. Он также показывает, что падающий доспех упал из-за натяжной проволоки, из этого следует, что убийца - одна из четырех актрис, которые все были в романтических отношениях с Хитом. Пока Синъити исследует, как было совершено убийство, он замечает трещину в опоре зеркала и понимает, кто убийца. | |                              |                  |
| 288 | "Нью-Йоркское дело Кудо Синъити (Раскрытие)" "Shinichi Kudo's New York Case(The Resolution)" «Kudo Shinichi NY no Jiken» (工藤新一NYの事件)                                                           | 350-354 (34-35 тома)         | 29 июля 2002     |
| Синъити раскрывает преступление, и рассказывает своей матери о своих выводах по делу, чтобы она раскрыла убийство. Синъити и Ран берут такси до отеля, но остановившись в переулке, когда носовой платок Ран вылетает из окна на пожарную лестницу. Синъити уходит, чтобы забрать его, и Ран встречает таинственного агента ФБР, который приказывает ей уйти, поскольку серийный убийца, которого они ищут, находится поблизости. Ран ищет Синъити и находит серийного убийцу на пожарной лестнице. Мужчина готовится выстрелить в Ран, но когда ограждение пожарной лестницы выходит из строя, он теряет равновесие, но его спасают Ран и Синъити. Ран теряет сознание от болезни, и Синъити уходит с ней, объявляя мужчине, что он схватит его в следующий раз, когда они встретятся. На следующий день Юкико звонит Шэрон и передаёт слова Ран, что ангел тоже наблюдает за ней. Ран просыпается от своей болезни в настоящее время и звонит Синъити, чтобы рассказать о своем пребывании в Нью-Йорке. Синъити сообщает, что серийный убийца был найден убитым полицией вскоре после их встречи. | |                              |                  |
| 289 | "Заплутавший в лесу Мицухико (Часть 1)" "Mitsuhiko's Mystifying Forest (Part 1)" «Mayoi no Mori no Mitsuhiko» (迷いの森の光彦)                                                                        | 358-360 (35 том)             | 5 августа 2002   |
| Мицухико пропал без вести в день радио-зарядки. Молодые детективы спрашивают о его местонахождении у сестры Мицухико и узнают, что последние несколько воскресений он бывал в неизвестном месте. Его сестра говорит им, что Мицухико собрал несколько Онигири и солнцезащитный крем. Она также говорит им, что Мицухико встречается с девушкой. Мальчики-детективы узнают от девушки, что Мицухико садилась в автобус несколько часов назад, и от него пахло лимоном. Спрашивая водителя автобуса, они узнают, что Мицухико сел в автобус и вышел на вокзале. У билетного администратора, они узнают, что Мицухико направился к горе Осутака. Оказавшись на горе, значок «Детектив» Мицухико попадает в поле сигнала Конана, они следят за местоположением и попадают в лес. Там они находят Мисао Ямамуру, который сообщает им, что они преследуют сбежавшего серийного убийцу, который укрылся в том же лесу. | |                              |                  |
| 290 | "Заплутавший в лесу Мицухико (Часть 2)" "Mitsuhiko's Mystifying Forest (Part 2)" «Mayoi no Mori no Mitsuhiko» (迷いの森の光彦)                                                                        | 358-360 (35 том)             | 12 августа 2002  |
| Радар Конана разрежается, вынуждая группу искать Мицухико в лесу. Пока они пытаются выяснить цель Мицухико в лесу, Конан показывает, что причина, по которой Мицухико пах лимонами, заключалась в том, что солнцезащитный экран содержал Цимбопогон, используемый в качестве средства от насекомых. Группа сталкивается с серийным убийцей Киичиро Нумабчи, который убегает, когда его замечают. Хайбара сообщает, что Киичиро был частью Черной организации и должен был быть подвергнут тестированию APTX 4869, но сбежал, прежде чем это сделали. Вскоре они находят Митсухико с Киичиро, которого позже арестовывает полиция. | |                              |                  |
| 291 | "Одинокий остров Принцессы и Дворец Морского Дракона (Убийство)" "Solitary Island of the Princess and the Dragon King's Palace (The Murder)" «Koto no Hime to Ryugujo» (孤島の姫と龍宮城)             | 361-365 (35-36 тома)         | 19 августа 2002  |
| Хэйдзи и Когоро приглашены на Окинаву, чтобы раскрыть дело о теле, которое было найдено на острове Оникаме (鬼 亀, букв. Демон Черепаха) вместе с таинственным вырезанным возле тела посланием. Битва между ними будет транслироваться по телевидению, чтобы повысить показатели туризма на Окинаве. Хейджи, Конан, Ран и Казуха направляются на остров для расследования в сопровождении четырех сотрудников телеканала. Они находят таинственное послание «Спальным местом принцессы должен быть Ко, а не Оту», где Ко и Оту могут иметь несколько значений. Когда Ёси Тайра обнаруживают задушенной, и сообщение «Я слуга Гусо», Хейджи понимает, что она, должно быть, что-то нашла, и ныряет в воду, но находит лишь якорь. Когда они готовятся к обратному пути, они обнаруживают, что капитана и лодки нет. Они решают подождать в заброшенном доме, пока не прибудет спасательная лодка. | |                              |                  |
| 292 | "Одинокий остров Принцессы и Дворец Морского Дракона (Расследование)" "Solitary Island of the Princess and the Dragon King's Palace (The Investigation)" «Koto no Hime to Ryugujo» (孤島の姫と龍宮城) | 361-365 (35-36 тома)         | 26 августа 2002  |
| Хейджи говорит им, что найденному им якорь под водой примерно четыре-пять лет, в тот же период времени, когда на Оникаме происходили странные события. Все началось с похищения дочери мэра Мияко Кенширо, а через год после этого грабители ворвались в дом мэра, похитив его ширму и убив горничную. Они решают обыскать дом на случай, если преступник скрывался в одной из комнат, и обнаруживают доказательства того, что Мияко жила в доме, когда была маленькой. Поняв дом в безопасности, они ждут лодку. Посреди ночи в причал врезается лодка. Они расследуют и выясняют, что это была их лодка, и что капитан был забит до смерти. Они узнают, что лодка была установлена на автопилоте, и понимают, что виновником убийств на самом деле является один из четырех сопровождающих их сотрудников телевидения. | |                              |                  |
| 293 | "Одинокий остров Принцессы и Дворец Морского Дракона (Раскрытие)" "Solitary Island of the Princess and the Dragon King's Palace (The Resolution)" «Koto no Hime to Ryugujo» (孤島の姫と龍宮城)        | 361-365 (35-36 тома)         | 2 сентября 2002  |
| Когда Конан и Хейджи находят имена «Каа» и «Чи», написанные Мияко много лет назад, они понимают, к кому относятся эти имена. Конан и Хейджи понимают, что виновник подделал время смерти Тиары. Затем Хейджи звёт Ёсицуга Куме, одному из сотрудников, чтобы они могли поговорить наедине. Позже Куме сбегает, и все разделяются и ищут его на острове. В другом месте преступник пытается задушить Куме, но выясняется, что это Хейджи в одежде Куме. Он раскрывает, что виновником является Дайто Микихико. Дайто признается в убийстве, показывая, что горничная, которую убили грабители, была его невестой. Дайто также рассказал, что Мияко проверяла любовь своего отца к ней, который, как выяснилось, был её отчимом, и когда она инсценировала похищение, а её отец отказался заплатить выкуп, и она украла ширму в отместку. | |                              |                  |
| 294 | "Смесь решимости и любви (Часть 1)" "The Smash of Determination and Love (Part 1)" «Ai to Ketsudan no Sumasshu» (愛と決断のスマッシュ)                                                                | Филлер                       | 9 сентября 2002  |
| Молодые детективы вместе с Когоро, Ран и Соноко отправляются в Кумамото, чтобы дети могли принять участие в теннисном турнире. Ран и Соноко гуляют по городу и находят сотовый телефон. Когда Соноко поднимает трубку, неизвестный человек отправляет ей сообщение, в котором заявляет о своей любви к ней, и оставляет место и время, чтобы они могли встретиться. Ран и Соноко приходят на место встречи. Пока Соноко отошла, Ран подслушивает, как трое мужчин планируют кого-то убить. Чтобы скрыть свой разговор, мужчины похищают Ран. Ран просыпается в раздевалке со связанными руками и по телефону умудряется связаться с Конаном. Она рассказывает ему о своей нынешней ситуации и описывает свое окружение. Трое мужчин возвращаются и разбивают телефон. Когоро и Соноко сообщают властям о похищении, в то время как Конан задается вопросом, какова цель троих мужчин. | |                              |                  |
| 295 | "Смесь решимости и любви (Часть 2)" "The Smash of Determination and Love (Part 2)" «Ai to Ketsudan no Sumasshu» (愛と決断のスマッシュ)                                                                | Филлер                       | 16 сентября 2002 |
| Полицейское управление получает требование крупную сумму за жизнь Ран. Полиция отправляет своих людей на поиски Ран по всему городу. Конан, Хайбара и молодые детективы спасают Ран и задерживают двух похитителей. Однако выясняется, что третий похититель планирует убить организатора теннисного матча. | |                              |                  |
| 296 | "Убийство на рыбалке" "Houseboat Fishing Shock" «Yakatabune Tsuri Shokku» (屋形船 釣りショック) | Филлер                       | 14 октября 2002  |
| Казуюки Каваи приглашает Когоро, Ран и Конана в свой плавучий дом на ужин и посмотреть фейерверк. Во время фейерверка гость Каваи, Цунео Ямасаки, найден мертвым от удара током. Когоро делает вывод, что Цунео поскользнулся, в результате чего его удочка коснулась оголенной электропроводки, что привело к его смерти. Конан расследует и понимает, что это убийство. | |                              |                  |
| 297 | "Битва в зале суда - 2: Кисаки против Кудзё (Часть 1)" "Courtroom Confrontation II: Kisaki vs. Kujo (Part 1)" «Hotei no Taiketsu II: Kisaki tai Kujo» (法廷の対決Ⅱ 妃VS九条)                          | Филлер                       | 21 октября 2002  |
| Кисаки защищает грабителя, которого прокурор обвиняет в убийстве, а не в непредумышленном убийстве. Грабитель был пойман владельцем с поличным в офисе компании. Ему удалось сбежать после драки, в которой он ударил своего противника пепельницей. Владелец был обнаружен мертвым его зятем и управляющим здания, которые наблюдали за происходящим через глазок на внутренней двери офиса. Упровляющий пошёл вызывать полицию, а зять выбил дверь. Согласно обвинению, подозреваемый заставил потерпевшего открыть сейф, в котором была обнаружена пропажда крупной суммы денег, а затем скрылся через окно. Подозреваемый признал попытку кражи со взломом, ударив жертву, но отрицал похищение денег. Во время первого слушания Кисаки выясняет причину, по которой обвинение выдвинуло обвинение в убийстве - жертва однажды обманула дочь подозреваемого. Ран убеждает Когоро провести расследование, чтобы помочь Кисаки защитить подозреваемого. | |                              |                  |
| 298 | "Битва в зале суда - 2: Кисаки против Кудзё (Часть 2)" "Courtroom Confrontation II: Kisaki vs. Kujo (Part 2)" «Hotei no Taiketsu II: Kisaki tai Kujo» (法廷の対決Ⅱ 妃VS九条)                          | Филлер                       | 28 октября 2002  |
| Конан сопровождал Когоро во время расследования. Он помог Кисаки и Когоро понять, что упровляющий видел только теневой образ нападения. Конан с помощью Когоро в зале суда раскрывает правду о смерти. | |                              |                  |
| 299 | "Пролив Каммон с видом на дружбу и убийство (Часть 1)" "The Kanmon Strait of Friendship and Murderous Intent (Part 1)" «Yuujou to Satsui no Kanmon Kaikyou» (友情と殺意の関門海峡)                    | Филлер                       | 4 ноября 2002    |
| Мори выиграл еще один конкурс, поэтому он, Конан и Ран отправляются в отпуск, где четверо друзей узнают в нем известного детектива Мори Когоро. Он ужинает с ними, их прерывает грубый мужчина, пытающийся купить бизнес одного из друзей, но они отказываются продавать. Затем выясняется, что 13 лет назад этот человек довёл их пятого друга до самоубийства. | |                              |                  |
| 300 | "Пролив Каммон с видом на дружбу и убийство (Часть 2)" "The Kanmon Strait of Friendship and Murderous Intent (Part 2)" «Yuujou to Satsui no Kanmon Kaikyou» (友情と殺意の関門海峡)                    | Филлер                       | 18 ноября 2002   |
| Грубияна находят мертвым, с разбитой камнем головой. Мори сразу же подозревает четырех друзей, у которых были мотивы, но когда он спрашивает их, у всех есть алиби. Одна из женщин признаетсяс что убила его, но Конан выясняет, что она только отключила его. | |                              |                  |
| 301 | "Парад злобы и святости (Часть 1)" "Parade of Malice and Saint (Part 1)" «Akui to Seija no Koushin» (悪意と聖者の行進)                                                                                | 366-368 (36 том)             | 25 ноября 2002   |
| Агаса ведет молодых детективов на парад. Они сталкиваются с Сато, которая объясняет, что они получили угрозу взрыва бомбы и полагают, что это связано с делом о бомбе три года назад. Маскировка Такаги заставляет Сато пережить болезненные воспоминания, и в результате она даёт Такаги пощечину. Другие офицеры рассказывают, что маскировка Такаги напоминает мертвого напарника Сато, Мацуда. Во время парада подрывник приводит в действие взрывчатку, спрятанную под автомобилем Такаги; К счастью, Такаги удалось избежать взрыва. | |                              |                  |
| 302 | "Парад злобы и святости (Часть 2)" "Parade of Malice and Saint (Part 2)" «Akui to Seija no Koushin» (悪意と聖者の行進)                                                                                | 366-368 (36 том)             | 2 декабря 2002   |
| После тщательного расследования Конан понимает, что почтовый грузовик так и не прибыл, и понимает, что взрыв отвлекал внимание и каковы истинные мотивы подрывников. В банке курьер пытается ограбить банк, но попадает в засаду полиции. Полиция сообщает, что террористы угнали почтовый грузовик, удерживая почтальонов в заложниках, и планировали ограбить банк, пока полиция отвлекалась. Затем террористы были арестованы, и выяснилось, что они не несут ответственности за взрыв бомбы три года назад. Позже в тот же день Сато рассказывает Такаги, что все мужчины, которых она когда-либо любила, умерли. | |                              |                  |
| 303 | "Вернувшаяся жертва" "The Victim Who Came Back" «Modotte Kita Higaisha» (戻って来た被害者) | Филлер                       | 9 декабря 2002   |
| Во время прогулки по городу молодые детективы слышат крик женщины в квартире. Они исследуют источник крика и находят мертвую старуху, запихнутую в диван. Приезжает полиция и допрашивает Санаэ Хосоно, женщину, которая нашла тело, и узнает, что она недавно купила диван в магазине. Пока полиция допрашивает обитателей квартиры, молодые детективы вместе с Такаги допрашивают сотрудников магазина, которые продали диван. Они узнают, что диван был найден на окраине района. Мицухико заключает, что виновником является Казухиро Токунага из-за нестабильности его алиби. Такаги допрашивает Токунаге, который признается, что убил её в ярости, когда она пригрозила забрать у него всё. | |                              |                  |
| 304 | "12 Миллионов Заложников" "The Trembling Police Headquarters: 12 Million Hostages" «Yureru Keishicho Sennihyakumannin no Hitojichi» (揺れる警視庁 1200万人の人質)                                     | 369-373 (36-37 тома), филлер | 6 января 2003    |
| Сато вспоминает дело о теракте трехлетней давности. Три года назад террорист отправил в полицию Токио факс, в котором в виде загадки указано местонахождение бомбы. Мацуда обнаруживает местонахождение бомбы и понимает, что бомба содержит ключ к разгадке бомбы ещё большего размера и что подсказка раскрывается только в течение последних трех секунд перед взрывом; Мацуда жертвует своей жизнью и позволяет полиции обнаружить вторую бомбу. В настоящее время террорист возвращается и отправляет факс в полицейский участок. Молодые детективы вместе с Такаги и Сато пытаются разгадать загадку и найти бомбу. В Токийской башне происходит взрыв, и девочка застрела в лифте. Такаги и Конан освобождают её, но сами попадают в лифт из-за второго взрыва. Конан находит бомбу в лифте и начинает её обезвреживать, пока не появится сообщение о том, что за последние три секунды перед взрывом появится подсказка ко второй бомбе. Конан обезвреживает бомбу за одну секунду до взрыва и разгадывает, что код относится к английскому слову «Детектив», и, когда он перевернулся в его форме кандзи, говорит Тейтан, название школы. Бомба в школе Тейтан обезврежена, а террорист взят под стражу. | |                              |                  |
| 305 | "Невидимый Подозреваемый (Часть 1)" "The Unseen Suspect (Part 1)" «Mienai Yogisha» (見えない容疑者)                                                                                                   | 374-376 (37 том)             | 13 января 2003   |
| Мори Когоро был приглашен выступить в одном из эпизодов популярного детективного телесериала. Звезда шоу показала себя очень неугодным остальным актерам, один из которых, Рури Амаки, оказалась одноклассницей Когоро и Кисаки, до средней школы. Рури рассказала Ран и Конану, что она, Когоро и Кисаки были одноклассниками с детского сада. Звезда поставила перед Когоро задачу разгадать загадку снимаемой сцены убийства. Чтобы не дать Когоро поставить себя в неловкое положение, Конан использовал дротик с транквилизатором на Когоро и разгадал загадку с помощью имеющихся подсказок. Во время перерыва, звезду обнаружили с перерезанным горлом. | |                              |                  |
| 306 | "Невидимый Подозреваемый (Часть 2)" "The Unseen Suspect (Part 2)" «Mienai Yogisha» (見えない容疑者)                                                                                                   | 374-376 (37 том)             | 20 января 2003   |
| Орудия убийства найти не удалось. Непосредственными подозреваемыми были члены съемочной группы, в том числе Рури, отец и сын Нагумо. | |                              |                  |
| 307 | "Безмолвные показания (Часть 1)" "The Dark Footprint (Part 1)" «Nokosareta Koenaki Shougen» (残された声なき証言)                                                                                      | 377-379 (37 том)             | 27 января 2003   |
| Три гейм-дизайнера прибывают в агентство Когоро, чтобы попросить его помочь найти своего игрового программиста Субару Итакара. В последний раз его слышали в видео-почте, где он изображен в отеле с и-го, сёги и шахматами. Один из производителей игры считает, что причиной исчезновения Итакары может быть загадочный человек; Конан понимает из его описания, что человек - Текила из Черной организации. Когоро решает позвонить в отели и спросить их, арендовал ли кто-нибудь сразу сёги, шахматы и и-го. Узнав номер гостиницы и комнаты Итакары, они входят в квартиру и узнают, что Итакара умер от инсульта. Полицейское расследование показывает, что тело Итагара было связано перед смертью; Это означает, что кто-то связал его, чтобы он не мог принимать лекарство, которое могло бы предотвратить инсульт. Дальнейшее расследование показало, что кто-то, кроме Когоро, также звонил в отель и спрашивал человека с набором сёги, шахмат и и-го; три дизайнера становятся главными подозреваемыми в убийстве. | |                              |                  |
| 308 | "Безмолвные показания (Часть 2)" "The Dark Footprint (Part 2)" «Nokosareta Koenaki Shougen» (残された声なき証言)                                                                                      | 377-379 (37 том)             | 3 февраля 2003   |
| Этими тремя дизайнерами являются: Кацумичи Сугай, дизайнер настольных игр и-го; Рюусуке Сума, дизайнер настольных игр сёги; и Джохей Наитою, дизайнер шахматных игр. Пока полиция проводит расследование, Конан пытается украсть дискету с дневником Итакары, чтобы он мог расследовать деятельность Черной организации, но безуспешно. Судебно-медицинский эксперт обнаруживает, что на теле отсутствует отпечаток носка на правой лодыжке, это заставляет Конана понять, кто убийца. Усыпив Когоро, Конан обманом заставляет Мегуро скопировать дневник Итакары на другую дискету. Затем он показывает, что, будучи связанным, Итакара использовал свои ноги и перемещал фигуры на доске и-го, чтобы раскрыть, кто убийца. Когда белые фигуры игнорируются, черные фигуры представляют символы кандзи шрифтом Брайля и в конечном итоге показывают, что Сума является виновником. Сума признается, что он был возмущен тем, что он потратил на Итакару деньги и двадцать лет, чтобы построить ему программу сёги, но за эти годы так и не получил продвижения. Позже в тот же день Конан и Ран ходят за продуктами, когда сталкиваются с Сюити Акаи.                                                            | |                              |                  |
| 309 | "Столкновение с Черной Организацией (Переговоры)" "Contact with the Black Organization(The Negotiation)" «Kuro no Soshiki to no Sesshoku» (黒の組織との接触)                                          | 380-383 (37-38 тома)         | 10 февраля 2003  |
| Ран говорит Конану, что Акаи - агент ФБР, заставляя Конана задуматься, что ФБР делает в Японии. Конан направляется к Агасе, чтобы проанализировать данные с диска Итакары и узнать, что Черная Организация собиралась в коттедж Итакары, чтобы найти программу, над которой он работал. Конан и Агаса направляются в коттедж Итакары в попытке перехватить электронную почту, которую Черная Организация отправила бы, чтобы их отследить. Однако электронное письмо было запрограммировано на удаление, если не был введен правильный пароль, что впоследствии заставляло членов Черной Организации думать, что Итакара находится в коттедже. Водка звонит в дом и, полагая, что Итакара в коттедже, берет трубку. | |                              |                  |
| 310 | "Столкновение с Черной Организацией (Преследование)" "Contact with the Black Organization(The Pursuit)" «Kuro no Soshiki to no Sesshoku» (黒の組織との接触)                                           | 380-383 (37-38 тома)         | 17 февраля 2003  |
| Конан выдаёт себя за Итакару, и может узнать место и время их запланированной встречи. Когда Конан и Агаса направляются к месту, строительной площадке метро в Гунме, их машина ломается. К счастью, они могут отправиться в путь с мужчиной и женщиной. Конан замечает, что этот человек не знаком с автомобилем из-за того, что рулевое колесо находится слева, а не справа, как у европейских автомобилей; Это заставляет его подозревать, что мужчина и женщина что-то скрывают. Проходя полицейский контрольно-пропускной пункт, они узнают, что грабители ювелирных изделий бросили свою машину в этом районе и могут находиться поблизости. | |                              |                  |
| 311 | "Столкновение с Черной Организацией (Безысходность)" "Contact with the Black Organization(Desperation)" «Kuro no Soshiki to no Sesshoku» (黒の組織との接触)                                           | 380-383 (37-38 тома)         | 24 февраля 2003  |
| По прибытии в пункт назначения Конан обнаруживает, что эти два человека являются грабителями ювелирных изделий. Конан сообщает, что они угнали автомобиль, о чем свидетельствует неспособность мужчины управлять иномаркой и то, как в пепельнице были найдены монеты, но этот человек - курильщик. Конан задерживает двух преступников и идет к метро. Оказавшись там, Конан кладет компакт-диск с программой, которую хочет Черная Организация, и кладет в шкафчик жучёк. Приходит Водка и берет диск, но его останавливает Джин. Джин показывает, что на компакт-диске есть скотч, что означает, что кто-то пытался получить его отпечаток пальца, и находит жучёк. Он кладет руку на футляр, чтобы убедиться, что он теплый, это значит, что тот, кто оставил диск, находится поблизости. Конану удается спрятаться в шкафчике, и он теряет сознание из-за нехватки кислорода; На следующий день его находит Хайбара. | |                              |                  |
| 312 | "Праздничные куклы, окрашенные закатом (Часть 1)" "Festival Dolls Dyed in the Setting Sun (Part 1)" «Yuhi ni Somatta Hinaningyo» (夕陽に染まった雛人形)                                               | 384-386 (38 том)             | 3 марта 2003     |
| Клуб юных детективов сопровождал Аюми в квартиру, где владельцы обещали ей заменить её сломанную нингё (традиционную японскую куклу) полным набором 7-уровневых кукол Хинамацури, если она сможет правильно расположить куклы. После того, как куклы были правильно собраны, пришёл сосед и привел с собой эксперта, чтобы проверить подлинность свитка антикварной живописи Райджин эпохи Эдо, висевшего в квартире. Сосед хотел убедить владельцев позволить ему купить его, чтобы дополнить уже приобретенную им картину Фудзина. Однако, поскольку это была семейная реликвия, владельцы отказались продавать. Эксперта огорчило отсутствие должного внимания к произведениям искусства. Оба ушли вскоре после того, как сосед напомнил хозяевам, что у них финансовые трудности. Дети пошли с поручением купить сакэ, чтобы хозяева приготовили им угощение. Вернувшись, они встретили эксперта, который утверждал, что оставил свой мобильный телефон. Подойдя к квартире, они обнаружили, что дверь была открыта, и, войдя, обнаружили, что квартира находится в беспорядке, а ценная картина исчезла. | |                              |                  |
| 313 | "Праздничные куклы, окрашенные закатом (Часть 2)" "Festival Dolls Dyed in the Setting Sun (Part 2)" «Yuhi ni Somatta Hinaningyo» (夕陽に染まった雛人形)                                               | 384-386 (38 том)             | 10 марта 2003    |
| Конан раскрывает преступление. | |                              |                  |
| 314 | "Сломанное ограждение на смотровой площадке" "The Scenic Lookout with the Broken Fence" «Kowareta Saku no Tenbodai» (壊れた柵の展望台)                                                                | Филлер                       | 17 марта 2003    |
| Когоро, Ран и Конан отправляются в поход. Когда они достигают смотровой площадки, они становятся свидетелями того, как человек спрыгивает с края и умирает. Тело было найдено у подножия холма и идентифицировано как Такая Хираи. Конан исследует место происшествия и понимает, что это было убийство, выглядящее как самоубийство. | |                              |                  |
| 315 | "Место под солнцем" "Place Exposed to the Sun" «Hi no Ataru Basho» (陽のあたる場所) | Филлер                       | 14 апреля 2003   |
| Дзиро Куроки звонит Когоро, чтобы помочь своему художнику-сенсею, Шизусану Хаякаве, справиться с депрессией из-за того, что он не может больше рисовать из-за своего возраста. Во время рыбалки горничная Хаякавы обнаруживает, что он повесился на бамбуке. | |                              |                  |

### Сезон 12 (2003—2004)
| 316 | Герой в запятнанной маске, часть 1 «Yogoreta Fukumen Hiirō» (汚れた覆面ヒーロー (前編)) | 387-389 (38 том)     | 21 апреля 2003   |
| Когоро, Ран и Конан присутствуют на матче по прореслингу, где борец бросает вызов легендарному рестлеру Волчьей маске. Перед началом матча Хиота Нагасе, соперника Волчьей маски, обнаруживают мертвым в раздевалке. Скрытая видеокамера показывает, что Хиоту убил человек в Волчьей маске. Четыре борца с таким же телосложением, что и Волчья маска, допрошены полицией. | |                      |                  |
| 317 | Герой в запятнанной маске, часть 2 «Yogoreta Fukumen Hiirō» (汚れた覆面ヒーロー (後編)) | 387-389 (38 том)     | 28 апреля 2003   |
| Пересмотрев запись убийства на камере, Конан разоблачает убийцу. | |                      |                  |
| 318 | Портсигар удачи, часть 1 «Kōun no Shigā Kēsu» (幸運のシガーケース (前編)) | Филлер               | 5 мая 2003       |
| Мори, Ран и Конан едут в арендованной машине, но она ломается на горном перевале. Телефонной связи нет, поэтому они находят здание, и просят воспользоваться телефоном. Это лаборатория по разработке массажных кресел, и 3 разработчика придумали новые прототипы. Президент компании просит Мори испытать прототипы. Между тремя разработчиками и президентом компании существует очевидная напряженность, и ситуация становится ещё более напряженной, когда один из разработчиков наносит удар президенту и уезжает, но его машина падает с обрыва и он погибает. | |                      |                  |
| 319 | Портсигар удачи, часть 2 «Kōun no Shigā Kēsu» (幸運のシガーケース (後編)) | Филлер               | 12 мая 2003      |
| По камерам видеонаблюдения Конану удается получить дополнительную информацию. Анализ маршрута, пройденного предполагаемым преступником, позволяет ему понять детали об произошедшем. | |                      |                  |
| 320 | Искусство ниндзя: Техника создания алиби «Ninpō Aribai Kōsaku no Jutsu» (忍法アリバイ工作の術)                                                                                              | Филлер               | 19 мая 2003      |
| Юити Кусака, клиент Когоро, найден мертвым в парке. Когоро и Конан допрашивают сенсея Юичи Рюутаро Цукигату, писателя, известного своими книгами о ниндзя, и узнают, что Юити позвонил ему в 20:10 и сказал, что он выезжает к нему. Когоро понимает, что убийцей должен быть Масару Сарухаси, так как они оба ученики Цукигаты. Полиция допрашивает Сарухаси, у которого есть алиби с 20:00 до 21:00. У него в квартире, Конан находит ключ от камеры хранения на вокзале. | |                      |                  |
| 321 | Исчезнувшая машина похитителя, часть 1 «Kieta Yūkai Tōsōsha» (消えた誘拐逃走車 (前編)) | Филлер               | 26 мая 2003      |
| Конан и молодые детективы отправляются навестить Джуна, одного из их друзей, который госпитализирован. Мальчик хочет пройти в игровую комнату и просит друзей помочь ему сбежать. Конан занимает место Джуна в больнице. Однако неизвестный входит в комнату, полагая, что Конан - это Джун, и похищает Конана и просит выкуп у семьи Джуна. После проведения выкупа полиция следит за его фургоном, но, оказавшись в туннеле, он исчезает, как будто его никогда не было. | |                      |                  |
| 322 | Исчезнувшая машина похитителя, часть 2 «Kieta Yūkai Tōsōsha» (消えた誘拐逃走車 (後編)) | Филлер               | 2 июня 2003      |
| Джун и молодые детективы возвращаются в больницу, и полиция поняла, что Конан был похищен в качестве заложника, а не Джун. Конану удается сбежать, и он отправляется в больницу и его допрашивает полиция. Такаги и Конан понимают уловку, которую использовал похититель. Вскоре инспектор извещает детектива, что был обнаружен труп похитителя и что мужчина был убит сообщником. Сначала полиция подозревает мачеху Джуна, но Конану удается продемонстрировать, кто настоящий виновник. | |                      |                  |
| 323 | Хэйдзи Хаттори в отчаянном положении, часть 1 «Hattori Heiji Zettai Zetsumei!» (服部平次絶体絶命! (前編))                                                                                   | 390-392 (38 том)     | 9 июня 2003      |
| Хейджи, Кадзуха и мужчина по имени Касукава взяты в заложники на чердаке чьего-то дома. Тем временем Конан, Ран и Когоро устали их ждать и начинают искать их, основываясь на подсказках из последнего телефонного звонка. Они исследуют дом детектива Касукавы и обнаруживают доказательства того, что Хейджи был там. Конан находит записку, в которой остался отпечаток «город Кенбаши, резиденция Ито». Они исследуют тех, кто носит фамилию Ито, но не могут найти информацию о Хейджи. Между тем выясняется, что Хейджи является заложником Мисари Ито, адвоката, который возглавляет группу по уклонению от уплаты налогов. Ито требует, чтобы Хейджи разгадал код, сделанный Касукавой, который содержит семизначный код для сейфа, содержащего доказательства её вины. | |                      |                  |
| 324 | Хэйдзи Хаттори в отчаянном положении, часть 2 «Hattori Heiji Zettai Zetsumei!» (服部平次絶体絶命! (後編))                                                                                   | 390-392 (38 том)     | 16 июня 2003     |
| Находясь под дулом пистолета, Хейджи отправляет Когоро измененную версию кода и просит его разгадать её. Конану удается решить код, и отвечает, на измененный код, кодом. Хейджи говорит Мисари, что он назовет ей семь цифр, если они оба отправятся в банк. Хейджи показывает, что в коде, который он отправил Когоро, были буквы «LIB», означающие Весы, что относится к весам Весов и значку адвоката, который есть у Ито; Он объясняет, что Когоро ответил «выманить одного из них». Позже приезжает полиция и задерживает преступников. | |                      |                  |
| 325 | Красный конь посреди пламени (преступление) «Хоно: но нака ни акай ума (дзикэнхэн)» (炎の中に赤い馬(事件編))                                                                                | 393-397 (39 том)     | 23 июня 2003     |
| Касукава просит Хэйдзи расследовать дело о мужчине, преследующем Рёко Мородзуки, но та отказывается от его помощи, говоря, что ей показалось. В то же время в городе завёлся серийный поджигатель, прозванный «Красным конём» из-за оставляемых им на местах преступления фигурок красных лошадей. Другой чертой его подчерка является то, что он поджигает дома в районах по порядку: первый поджог в первом районе одного города, второй — втором районе второго и т. д., а дом Рёко находится в четвёртом районе, где ожидается следующий поджог. Хэйдзи, Конан и Когоро решают всё равно понаблюдать за её Рёко какое-то время. В середине ночи он загорается. В поджоге подозреваются четверо: продавец по имени Таканори Гэнда, любовник Рёко и мастер феншуй Мисао Сога, её сестра Кэйко Гондо и муж Акира Мородзуми. Поскольку у последних трёх есть алиби, Гэнда становится основным подозреваемым. | |                      |                  |
| 326 | Красный конь посреди пламени (расследование) «Хоно: но нака ни акай ума (сосахэн)» (炎の中に赤い馬(捜査編))                                                                                 | 393-397 (39 том)     | 30 июня 2003     |
| Ран и Кадзуха по дороге домой получают красного коня — легендарного Красного зайца — от Гэнды. Когоро подозревает, что агентство может стать пятой целью поджигателя из пятого района и спешит домой, чтобы узнать, что Гэнда был арестован. Он пришёл просить вернуть фигурку коня, так как она может вызвать пожар в здании, но Ран вызвала полицию из-за его странного поведения. Конан и Хэйдзи подозревают, что Гэнда мог совершить первые три поджога, но четвёртый был специально разожжён, чтобы убить Рёко и подставить Гэнду. Они узнают, что у Гэнды есть психологические проблемы и другие трое подозреваемых могли бы манипулировать его действиями. Исследовав дом Рёко, Конан и Хэйдзи понимают, как же начался пожар. | |                      |                  |
| 327 | Красный конь посреди пламени (раскрытие) «Хоно: но нака ни акай ума (кайкэцухэн)» (炎の中に赤い馬(解決編))                                                                                  | 393-397 (39 том)     | 7 июля 2003      |
| Проверив дом Рёко, они находят «жучки», оставленные Согой и Гондо. Следующей ночью все трое подозреваемых проникают в дом, чтобы забрать свои прослушивающие устройства. Хэйдзи и Конан обвиняют Акиру Мородзуки в убийстве, помешав ему начать новый пожар. Он использовал идею из «Убийств по алфавиту»: Акира как психиатр Гэнды заставил того поверить в то, что он совершил эти поджоги, хотя на самом деле первый был несчастным случаем, а последующие три — это работа самого Акиры. Четвёртый пожар он устроил, обернув лампочку бумагой и поместив между листами спичку. Как только она нагрелась до определенной степени, начался пожар. Мотивом Акиры было желание построить на месте дома Рёко собственную клинику. Двое других подозреваемых же просто использовали подслушивающие устройства, чтобы «предсказывать» будущее. | |                      |                  |
| 328 | Тайна праздничного вина «Ба:судэ: ваин но надзо» (バースデー·ワインの謎) | Филлер               | 14 июля 2003     |
| Подруга Ран Юки Кодзима приглашает Когоро, Ран и Конана на день рождения Кэйко Савагути. В ходе праздника именниница оказывается отравлена цианидом, но из того же бокала до этого выпил один из гостей — Дзюндзи Тогаси, и он чувствует себя нормально. В сумке парня Кэйко — Кадзуки Нонаки — находят пузырёк с ядом. Конан раскрывает дело — Дзюндзи использовал сахарный сироп в своем бокале, который из-за большей плотности оказался сверху, что позволило ему отпить из бокала, не касаясь отравленного вина. Мотивом убийства стало то, что Дзюндзи был бывшим парнем Кэйко, чья привычка покупать дорогие вещи вогнала его в долги, после чего она ушла к Нонаке. | |                      |                  |
| 329 | Дружба, которую не купишь за деньги, часть 1 «Оканэ дэ каэнай ю:дзо: (дзэмпэн)» (お金で買えない友情 (前編))                                                                                 | 398-400 (39 том)     | 28 июля 2003     |
| Профессор и молодые детективы отправляются в горы и там сталкиваются с группой студентов, путешествующих в доме на колёсах, организованном Харукой Тэндо. Студенты приглашают детей присоединиться к ним и обещают показать отличный вид на фейерверки с вершины горы. На обратном пути по середине дороги они находят одну из студенток — Ясуми Сирафудзи — лежащей мёртвой. Всё выглядит так, что она потеряла контроль над своим велосипедом и свалилась с уступа. Конан отмечает, что на бетоне слишком мало крови, так что есть основания подозревать убийство. | |                      |                  |
| 330 | Дружба, которую не купишь за деньги, часть 2 «Оканэ дэ каэнай ю:дзо: (ко:хэн)» (お金で買えない友情 (後編))                                                                                  | 398-400 (39 том)     | 4 августа 2003   |
| После тщательного расследования Конан выясняет, как тело было положено на дорогу и кто убийца. Голосом профессора Агасы он рассказывает, что Сирафудзи была убита, а её тело положено на крышу автомобиля, при этом оно было прицеплено к крышке люка и обернуто в пленку, чтобы не слетело раньше времени. Как только люк был открыт в пути, тело упало с крыши на дорогу позади. Конан указывает на Харуку Тэндо как на убийцу в данном случае, что подтверждает её смена одежды. Тэндо сознаётся, что всё это время она только притворялась богатой, чтобы завести друзей, но на деле эти «друзья» всё это время использовали её ради денег, что и послужило мотивом для убийства. | |                      |                  |
| 331 | Подозрительно острый карри, часть 1 «Гиваку но каракути карэ: (дзэмпэн)» (疑惑の辛口カレー (前編))                                                                                          | 407-409 (40 том)     | 11 августа 2003  |
| Когоро, Ран, Соноко и Конан едут играть в теннис, но из-за дождя планы отменяются, и они укрываются в доме тренера по теннису Хирото Акаси. Хирото представляет своего приёмного отца Ивао и делится со всеми острым карри. Когда Ран поднимается в комнату Ивао, чтобы забрать тарелку после ужина, она обнаруживает его повесившимся на люстре и с кровью, вытекшей изо рта. На место прибывает инспектор Ямамура; и он, и Когоро пришли к выводу, что Ивао покончил с собой. Кроме того, единственный подозреваемый Хирото всё это время был на виду у свидетелей. Конан находит салфетку со следами укусов, завязанную веревку-выключатель, тонкие линии на запястьях Ивао и начинает подозревать, что все не так просто. | |                      |                  |
| 332 | Подозрительно острый карри, часть 2 «Гиваку но каракути карэ: (ко:хэн)» (疑惑の辛口カレー (後編))                                                                                           | 407-409 (40 том)     | 18 августа 2003  |
| Конан узнает правду о смерти Ивао Акаси, но теряет голос из-за простуды и купания в холодной реке. Ему приходится использовать пантомиму и шарады, чтобы объяснить всё Когоро, Соноко и Ямамуре. Как он отмечает, в доме было слишком много карри, то есть Хирото собирался пригласить случайных людей, чтобы они стали его свидетелями. После того, как Хирото отнес Ивао ужин, он подвесил его с веревкой во рту и завязанными руками, так что как только Ивао перестанет сжимать зубами веревку, он фактически повесится на ней. Это выбило у него изо рта два зуба. После нахождения трупа Хирото попытался сказать, что зубы были удалены несколько дней назад врачом, но этому противоречило то, что карри было острым, а после удаления зубов нельзя есть острую пищу. Мотивом Хирото стало то, что Ивао издевался над его женой и в итоге она умерла от сердечного приступа, отправившись в магазин по его поручению. | |                      |                  |
| 333 | Похожие принцессы, часть 1 «Нитамоно пуринсэсу (дзэмпэн)» (似た者プリンセス (前編)) | 413-416 (40-41 тома) | 25 августа 2003  |
| Когоро нанят женой Микио Фудзиэда, чтобы выяснить, кто хочет его убить. За это дело ему обещали 10 миллионов йен. Однако Когоро сразу же спускает 8 миллионов йен и не может раскрыть дело. Ран звонит за помощью своей матери. Вместе с ней и Конаном они отправляются в дом Фудзиэды как представители Когоро. Там они встречают Юкико Кудо, мать Синъити, которую вместо себя прислал Юсаку по просьбе бывшего шурина Микио. На виду у камеры наблюдения его всё-таки убивают. | |                      |                  |
| 334 | Похожие принцессы, часть 2 «Нитамоно пуринсэсу (ко:хэн)» (似た者プリンセス (後編)) | 413-416 (40-41 тома) | 1 сентября 2003  |
| Конан понимает, кто убийца, получив намек от своего отца. Им оказывается дворецкий Сохати Уэки. Он добавил изопреналин в кофе Фудзиэды, из-за чего когда тот резко встал, то покачнулся, что на видео выглядело как будто он заметил преступника в комнате, когда на самом деле в комнате никого не было и преступник стрелял через окно снаружи. Доказательствами становятся изопреналин в кофе и глушитель в носке дворецкого. Уэки признается, что мотивом стало желание Фудзиэды уничтожить сад, над которым так старательно работала его предыдущая хозяйка уже умершая первая жена Фудзиэды. | |                      |                  |
| 335 | Тайна студии Тото (Часть 1) «Tōto Genzōsho no Himitsu» (東都現像所の秘密 (前編)) | 417-419 (41 том)     | 8 сентября 2003  |
| Юкико приводит Конана, Ай и молодых детективов на просмотр превью фильма о Яйбе в маске. Оказавшись там, они узнают, что фильм был отложен. Юкико вынуждена уехать, чтобы успеть на рейс в Америку, и оставляет детей на попечение Акиры Ходзимы, одного из четырех сотрудников фильма «Яйба в маске». Перед отъездом Юкико говорит Конану быть осторожнее с черной машиной, которая преследовала их. Акира отводит детей в свои апартаменты рядом со студией и приглашает своих товарищей по работе сыграть в маджонг. Пока все спят, они просыпаются от крика и находят продавца Фурумуру Норихиро, убитого ножом. Конан задается вопросом, как убийство было совершено в темноте, не издав ни звука, в захламлённой комнате. | |                      |                  |
| 336 | Тайна студии Тото (Часть 2) «Tōto Genzōsho no Himitsu (ко:хэн)» (東都現像所の秘密 (後編))                                                                                                   | 417-419 (41 том)     | 15 сентября 2003 |
| Полиция проводит расследование и обнаруживает, что камера Фурумуры была включена во время нападения и не обнаруживает никаких подозрительных звуков. Хотя полиция подозревает Акиру в убийстве, выясняется, что Акира и двое его коллег имеют мотивы на убийцу Фурумуру; Фурумура испортил их предыдущий фильм из-за его неосторожного обращения с негативами, из-за чего они потеряли большие деньги, чтобы переснять испорченные участки. Конан вызывает Агасу, чтобы раскрыть убийцу. | |                      |                  |
| 337 | Закулисье дела о падении с высоты «Tenraku Jiken no Ura-jijō» (転落事件の裏事情) | Филлер               | 13 октября 2003  |
| Мори и Конан возвращаются домой, когда становятся свидетелями борьбы двух мужчин из-за рюкзака. Позже один из мужчин упал со здания и скончался. Полиция допрашивает другого человека по имени Санбен. Он сказал, что его рюкзак был украден, когда он был в туалете, и он пытался забрать его у другого мужчины, Курина. Однако несчастный случай, оказывается убийством. | |                      |                  |
| 338 | Четыре Порше (Часть 1) «Yon-dai no Porushe» (4台のポルシェ (前編)) | 420-422 (41 том)     | 20 октября 2003  |
| Конан и Агаса решили привести в клинику очень больную Ай, но клиника оказалась заполненной, и им пришлось ждать не менее 2 часов до своей очереди. Затем они решили сначала пообедать в ближайшем торговом центре. На парковке торгового центра они замечают четыре порше, в одном из которых спит пьяный мужчина. Позже Конан и Агаса встречают Ран, Соноко и Джоди в ресторане, в то время как Ай отдыхает в машине Агасы. У Конана взяли интервью, телевизионная группа, и он решил вернуться в машину и увезти Ай, поскольку, его могли заметить люди из Организации по телевидению. Однако, когда он вернулся на автостоянку, мужчина в порше был найден мертвым, и Конану предстоит раскрыть дело. | |                      |                  |
| 339 | Четыре Порше (Часть 2) «Yon-dai no Porushe (ко:хэн)» (4台のポルシェ (後編)) | 420-422 (41 том)     | 27 октября 2003  |
| Ай и Агаса не могли покинуть торговый центр, так как выход был заблокирован полицией. Джоди замечает больную Ай в машине Агасы и вспоминает её из дела об угоне автобуса. Джоди подозревает, что знает настоящую личность Ай. Ознакомившись с функцией каждого типа автомобилей, Конан нашел уловку виновника. После того, как Конан раскрыл дело, Вермут показан в её комнате, и она, очевидно, знает, где находится Шерри. | |                      |                  |
| 340 | Секрет, сокрытый в уборной (Часть 1) «Toire ni Kakushita Himitsu» (トイレに隠した秘密 (前編))                                                                                               | 423-425 (41-42 тома) | 3 ноября 2003    |
| Ай очень мало знает о своих родителях и считает свою мать холодной и загадочной женщиной, прозванной Организацией Ангелом Ада. Профессор Агаса привел её и Конана в дом старого друга её отца, который также является профессором. Позже, после выхода из уборной, этот профессор убит, что заставляет Ай поверить в то, что за этим стоит Черная Организация. | |                      |                  |
| 341 | Секрет, сокрытый в уборной (Часть 2) «Toire ni Kakushita Himitsu (ко:хэн)» (トイレに隠した秘密 (後編))                                                                                      | 423-425 (41-42 тома) | 10 ноября 2003   |
| По следу яда Конан обнаруживает уловку, отравившую профессора. Конан раскрывает дело и извлекает секрет, который Акеми спрятала в ванной. Оказалось, что это был набор кассет, записанных Еленой, матерью Ай, на день рождения Ай каждый год вплоть до того, как ей исполнится 20 лет. | |                      |                  |
| 342 | Невеста в Хёйс-тен-Босе «Hausutenbosu no Hanayome» (ハウステンボスの花嫁) | Филлер               | 17 ноября 2003   |
| Соноко приглашает Ран и Конана на свадьбу Синъя Оога и Аканэ Катори в отеле Хьюс Тен Бош. По пути они встречают мастера по стеклу по имени Дзюнъити Такахаси, который сопровождает их в Хьюс Тен Бош в музей стекла. Бабушка Синъи, Тэ Оога, впечатленная знаниями Такахаси о стекле, приглашает его на ужин с семьей Оога. Той ночью родители Синъи передают Аканэ обручальное кольцо из семейной реликвии на свадьбу и приглашают Такахаси на свадьбу. Перед началом свадьбы кольцо пропало, а на его месте была фотография Аканэ на фоне гортензии Отакуса. Конан находит кольцо, вскоре Конан узнает, что Аканэ была похищена. | |                      |                  |
| 343 | Западня в супермаркете (Часть 1) «Konbini no Otoshiana» (コンビニの落とし穴 (前編)) | 426-428 (42 том)     | 1 декабря 2003   |
| Джоди собирается уйти, а Ран и Соноко, ошеломленные новостью, решают устроить ей прощальную вечеринку. Они заходят в магазин, котором работает их бывшая одноклассница по имени Ая, которую начальник обвиняет в воровстве. Им удается найти трех возможных подозреваемых. Ран пытается позвать Синъити или Конана за помощью, так как оба лучше умеют разгадывать загадки, но, Джоди останавливает её и говорит ей использовать собственное умозаключение. | |                      |                  |
| 344 | Западня в супермаркете (Часть 2) «Konbini no Otoshiana (ко:хэн)» (コンビニの落とし穴 (後編))                                                                                                | 426-428 (42 том)     | 8 декабря 2003   |
| Босс Аи угрожает уволить её и вызвать полицию, если дело не будет раскрыто, оставляя Ран в качестве её единственной надежды. Синъити звонит Ран, и она делится с ним своим выводом. | |                      |                  |
| 345 | Лицом к лицу с Черной Организацией: Две тайны в ночь под полной луной «Kuro no Soshiki to Makkou Shoubu Mangetsu no Yoru no Nigen Misuterii» (黒の組織と真っ向勝負満月の夜の二元ミステリー) | 429-434 (42 том)     | 5 января 2004    |
| Мори получает приглашение в круиз на Хэллоуин; круиз на Хэллоуин известен тем, что нанимают гостей для съемок в фильмах ужасов. Конан получает такое же приглашение из Вермута; приглашение, однако, адресовано Кудо Синъити, но в оглавлении написано «Эдогава Конан», что означает, что Вермут знает его настоящую личность; Джин отправляет туда Водку, что бы он наблюдал за Вермут. Во время круиза участники группы делятся на группы с командой дьявола, состоящей из Дракулы, Ведьмы и людей, замаскированных под оборотня, мумии, Медузы, монстра Франкенштейна и человека-невидимки. Во время вечеринки ведущий застрелен из арбалета, а к стрелке прикреплена карта от команды дьявола. Мумия - главный подозреваемый, поскольку у него нет алиби и его карта отсутствует. Человек-невидимка собирает гостей вечеринки на носу лодки, раскрывает свою личность Синъити и объявляет оборотня убийцей. Он показывает, что оборотень надел маску на мумию, чтобы установить собственное алиби, о чем свидетельствует выход оборотня из туалета мумии. В подтверждение этого Кудо указывает на тот факт, что Оборотень утверждал, что был занят, сосредоточившись на том, чтобы оставаться в образе, чтобы его можно было нанять на главную роль в фильме, но он пил сухой мартини, также известный как серебряная пуля, и тем самым опровергал его ложь. В качестве доказательства Синъити показывает, что на балконе, где был убит хозяин, были осколки стекла, а также осколки стекла в подошвах ботинок Оборотня. Оборотень признается и рассказывает, что Вермут держал его семью в заложниках и шантажировал его, чтобы он убил хозяина. В другом месте Хайбару подбирает Джоди, а их преследует доктор Арайде. Джоди противостоит Араиде на пирсе, который показывает, что он замаскированный Вермут. На вечеринке выясняется, что Кудо Синъити - замаскированный Хэйджи; это было сделано, чтобы отвлечь Вермут от отсутствия Конана; За этим наблюдает Водка и передаёт всё Джину. Хайбара оказывается замаскированным Конаном, и он пытается обезвредить Вермут. Однако настоящая Хайбара прибывает на причал и едва спасается от смерти благодаря своевременному появлению Ран. Появление Сюити Акаи побуждает Вермут взять Конана в заложники и бежать с места происшествия. Конан сообщает Вермут, что у него есть скрытое подслушивающее устройство, которое отправит все, что было сказано властям, в случае его смерти. Вермут использует сонный газ на Конане и говорит ему, что пока отложит свой план убийства Шери. Конан просыпается и обнаруживает, что устройство было уничтожено и никаких доказательств существования Черной организации не осталось. | |                      |                  |
| 346 | В поисках следа со штанов (Часть 1) «Oshiri no Māku o Sagase» (お尻のマークを探せ (前編))                                                                                                   | 435-437 (42-43 тома) | 12 января 2004   |
| Конан и Хайбара вместе с молодыми детективами идут домой из школы, обсуждая предыдущее событие, тем временем Ран и Соноко навещают Джоди, которая находится в больнице, восстанавливаясь после травмы. Джоди объясняет Ран и Соноко, что она агент ФБР, и рассказывает им импровизированную историю, чтобы скрыть тот факт, что жизнь Хайбары в опасности. После этого приходит начальник Джоди, и они говорят о включении Хайбары в программу защиты свидетелей. Когда Аюми оставила остальных, чтобы отправиться домой, она столкнулась с Призрачным убийцей, но при наличии множества свидетелей он скрылся с места происшествия. Единственная подсказка - это отметина на руке Аюми от предмета, который преступник уронил на землю и быстро подобрал. Позже выяснилось, что это символ автомобильной марки, такой же как и на машине Сато. | |                      |                  |
| 347 | В поисках следа со штанов (Часть 2) «Oshiri no Māku o Sagase (ко:хэн)» (お尻のマークを探せ (後編))                                                                                          | 435-437 (42-43 тома) | 19 января 2004   |
| В результате расследования были обнаружены трое подозреваемых, у всех троих есть машина этой модели, у них нет алиби на время атаки, и они заявили, что потеряли оригинального ключа (виновник не может предоставить его, поскольку он был окровавлен). Конан выясняет, кто виноват, и использует этот трюк, чтобы убедиться. Ай решила отказаться от программы защиты свидетелей. Джоди понимает, что она чувствует, и желает ей удачи. | |                      |                  |
| 348 | Любовь, призрак и всемирное наследие (Часть 1) «Ai to Yūrei to Chikyū Isan» (愛と幽霊と地球遺産 (前編))                                                                                     | Филлер               | 26 января 2004   |
| Ран, Конан и Когоро с Молодыми Детективами прибывают в гостиницу. Там они встречают еще одну туристическую группу и очень грубого человека. Во время ужина хозяин злится, читая статью, в которой говорится, что в таверне полно привидений, и поэтому она популярна. Позже дети отправляются на поиски призрака, Конан видит на улице рыдающую жену хозяина. Они присоединяются к патрулированию горожан, когда Аюми видит, что девочка зовет её, она идёт за ней, и теряется. Все ищут её, и находят спящей возле дерева у храма бога воды. Когда она говорит, что видела девочку, хозяйка гостиницы говорит ей, что её зовут Мами, и она верит в невиновность Эйдзи. Но владелец гостиницы говорит, что это невозможно, так как они умерли 10 лет назад! Он сердито отрицает, что Эйдзи является его сыном, и говорит, что они все устраивают шоу. Детективы решают провести расследование. Они обнаруживают дом Мами, но он заброшен. Они также узнают от Агасы, что Эйдзи покончил жизнь самоубийством, он подозревался в краже ювелирных изделий, из-за отпечатков пальцев, оставленных на месте преступления. Аюми ведет их к тому месту, где она видела, как Мами исчезает, и они находят там кусок новой ткани. Ночью они ловят человека наверху гостиницы, и когда хозяин пытается помешать ему убежать, он вонзает в его нож и убегает. В этот момент они слышат крик Ран и видят призрак Мами возле ножа. | |                      |                  |
| 349 | Любовь, призрак и всемирное наследие (Часть 2) «Ai to Yūrei to Chikyū Isan (ко:хэн)» (愛と幽霊と地球遺産 (後編))                                                                            | Филлер               | 2 февраля 2004   |
| Хозяин доставлен в больницу. Когоро просят расследовать это дело. Дети продолжают расследование и обнаруживают, что дорога, на которой был нож, ведет в тупик, а это означает, что преступник - это кто-то из деревни или один из туристов. На следующий день дети начинают искать то, что преступник искал на чердаке. Ай замечает, что они ясно видят место, где прошлой ночью напали на владельца, Нагакура, а это значит, что даже хозяин мог видеть, кто был на чердаке. Конан бросается к месту и находит там лаковое дерево, из-за чего хозяин упал в обморок. Они видят грубого туриста Кавадзи, окруженного сельскими жителями, и Ай говорит им, что Нагакура был частью группы, которая выступала за регистрацию деревни в качестве всемирного наследия, но была также другая группа против этого. Кавадзи - инспектор всемирного наследия, который приехал, чтобы определить, должна ли деревня быть внесена в список всемирного наследия, но он принимал взятки от разных деревень, а также просил взятки у Нагакуры. Кавадзи арестован как подозреваемый, поскольку его дом находился там, где напали на Нагакуру. Дети узнают от инспектора, что дома Нагакура и Отодзава поменялись местами. Конан обыскивает чердак заброшенного дома и находит украденные драгоценности. В ту ночь дети прячутся на чердаке и ждут преступника. Преступником оказывается Сакаки, пропавший оценщик драгоценностей. Он заставил Эйдзи, который был в долгу, помочь ему в ограблении, а также убил охранника, а затем и Эйдзи, чтобы скрыть свое преступление. | |                      |                  |
| 350 | Забытый мобильный телефон (Часть 1) «Wasurerareta Keitai Denwa» (忘れられた携帯電話 (前編))                                                                                                 | 438-440 (43 том)     | 9 февраля 2004   |
| Когоро ведет Конана в ресторан, где официантка по имени Азуза просит его помочь найти владельца потерянного мобильного телефона. Она говорит им, что на телефон звонили три раза, но она чувствует, что это может быть не владелец ячейки, так как в первый раз он сказал: «Извините, наверное, неправильный номер», во второй раз: «Ага, звонил. вы слышите что-нибудь прямо сейчас? " и в третий раз, совершенно другим тоном: «Эй, ты его девушка, да? Верни телефон, или я тебя убью!». После этого, испугавшись, она выключила телефон, но после повторного включения не получала звонков. Конан обнаруживает, что телефон не подключается. Азуса говорит ему, что клиент был в очках, полный, с косым пробором и продолжал играть в игры по телефону. Первый звонок последовал через час после его ухода, вскоре второй, а третий через 30 минут. Они обнаруживают, что имена и номера в списке контактов кажутся вымышленными и странными: у некоторых имен есть точка после них, а у некоторых нет; имена пишутся катаканой, а фамилии - кандзи; цифры - 10 цифр, начинающиеся с 1. Она также говорит им, что телефон был оставлен под сиденьем, с отключенной антенной, и она нашла его только потому, что он зазвонил. Наклейка с серийным номером на телефоне оторвана. Кроме того, покупатель сделал заказ на сумму ровно 3000 иен и попросил чек, не назвав своего имени. Инспектор Юми приходит с просьбой о помощи у Мори, говоря, что человек с чеком погиб накануне в результате несчастного случая. Она также говорит им, что мужчину сбил грузовик, когда он перебегал улицу, спеша в магазин по имени Пуаро. Он также носил с собой много чеков из магазинов. Конан предлагает узнать в телефонной компании имя и адрес жертвы, а также идентификатор звонящего. | |                      |                  |
| 351 | Забытый мобильный телефон (Часть 2) «Wasurerareta Keitai Denwa (ко:хэн)» (忘れられた携帯電話 (後編))                                                                                        | 438-440 (43 том)     | 16 февраля 2004  |
| В телефонной компании подтверждают три звонка, но они сделаны из разных мест. Имя и адрес человека спросили только во время последнего звонка, когда они услышали громкий звук и звонок был внезапно прерван. Юми сначала звонит на станцию Бейко, где им сообщают об опасно выглядящем человеке в длинном пальто, который не решаелся позвонить, и громкий шум может быть объявлением. Затем Юми звонит в спортивный магазин Аполон, куда приехал коротышка, у которого разрядился аккумулятор телефона, и громкий шум мог быть строительным шумом снаружи. На третьем месте ресторан Коломбо, куда позвонил постоянный клиент в солнечных очках, взяв сдачу. Здесь оказывается, что громкий шум исходит от предвыборной машины, которая сейчас повсюду. Юми просит его перезвонить, когда покупатель вернется. Конан обнаруживает, что большинство чисел очень близки друг к другу, предполагая, что они могут быть последовательны. Также отсутствуют числа от 1032 до 1100. Азуса предполагает, что они могут вывести даты с октября по ноябрь. Конан предполагает, что телефон был размещен таким образом, чтобы его было легко найти, когда он зазвонит, что предполагает, что он был предназначен для обмена с кем-то. Он предполагает, что жертва могла ошибиться в месте, поскольку он был новичком в этом районе, поэтому он спешил. Они пришли к выводу, что жертва могла ошибиться в названии магазина, поскольку в их основе лежали детективы. Они приезжают в Коломбо и, спросив владельца, обнаруживают, что покупатель спрашивал владельца, нашел ли он потерянный телефон. Конан усыпляет Когоро и раскрывает правду. | |                      |                  |
| 352 | Трагедия на рыболовном соревновании (Часть 1) «Fisshingu Taikai no Higeki» (フィッシング大会の悲劇 (前編))                                                                                  | Филлер               | 23 февраля 2004  |
| Ран и Конан были приглашены на турнир по рыбалке, который спонсировала компания отца Соноко. Услышав это, Молодые детективы тоже захотели поехать. Во время турнира они встретили участников Аюкаву Саори и Масубуnи Такуя, а также писателя-фрилансера Фунаки Тоcихико. На второй день турнира Фунаки был найден мертвым Ран и Соноко возле озера. | |                      |                  |
| 353 | Трагедия на рыболовном соревновании (Часть 2) «Fisshingu Taikai no Higeki» (フィッシング大会の悲劇 (後編))                                                                                  | Филлер               | 1 марта 2004     |
| Конан и Молодые детективы продолжили расследование. Позже они узнали, что Фунаки-сан был убит в другом месте. Тем временем Масубучи-сан подозревался инспектором Уортингтоном из-за отсутствия алиби. | |                      |                  |

### Сезон 13 (2004—2005)
| 354 | "Юный клиент (Часть 1)" "A Small Clien (Part 1)" «Chiisana Iraisha (Zenpen)» (小さな依頼者(前編)) | 401-403 (39 том)     | 8 марта 2004    |
| Семилетняя кинозвезда по имени Кадзуки Кинукава приходит в офис Мори, чтобы попытаться найти свою мать, которая бросила его в церкви. Его причина - сказать матери, что он не будет давать ей денег теперь, когда он знаменит. Конан замечает, что мать Кадзуки - служащая отеля в Атами, из-за старых грязных открыток, которые она ему отправляла. Кадзуки рассказывает, что он помнил, что у его матери была родинка возле груди. Писатель-фрилансер по имени Юширо Камошита регистрируется в отеле, поскольку он планирует найти мать Кадзуки и взять у нее интервью, чтобы подтвердить, действительно ли отец Кадзуки был убийцей. Позже в тот же день Камошита был задушен, но ему удалось сфотографировать на свой мобильный телефон, фрагмент убийцы, во время нападения. На снимке видно, что убийцей является женщина с родинкой на груди. Полиция собирает трех сотрудников-женщин без алиби на время убийства; У каждой из них есть родинка, но ни одна из них не находится рядом с грудью. | |                      |                 |
| 355 | "Юный клиент (Часть 2)" "A Small Clien (Part 2)" «Chiisana Iraisha (Kōhen)» (小さな依頼者(後編)) | 401-403 (39 том)     | 15 марта 2004   |
| Группа судебно-медицинских экспертов обнаружила, что Камошиту ударили по голове насадкой для душа, в результате чего он потерял сознание, а затем был задушен. Пока полиция смотрит видеозапись, найденную в комнате Камошиты, Конан замечает, что фильм закончился на две минуты раньше времени, указанного на коробке, и понимает, как совершается убийство. | |                      |                 |
| 356 | "Удивительная прогулка Кайто Кида по воздуху" "Kaitou Kid's Miraculous Midair Walk" «Kaitō Kiddo no Kyoui Kuuchuu Hokō» (怪盗キッドの驚異空中歩行)                                                            | 453-456 (44 том)     | 12 апреля 2004  |
| Дядя Соноко хочет поймать Кайто Кида, чтобы повысить свою известность. Кайто Кид прибывает на место происшествия и, левитирует в воздухе, чтобы исследовать сокровище, которое он украдет. Конан выясняет уловку, которую использовал Кайто Кид. Во второй раз Кайто Кид пытается украсть драгоценный камень, но выяснилось, что он использует ого для отвлечения внимания. Кайто Кид крадет драгоценность из дома и убегает на мотоцикле, когда Конан оказывается на пассажирском сиденье. Но Кайто Киду удается отбросить Конана и снова сбежать. | |                      |                 |
| 357 | "Любовь - весенняя иллюзия" "Sweetheart Is an Illusion of Spring" «Koibito wa Haru no Maboroshi» (恋人は春のまぼろし)                                                                                         | Филлер               | 26 апреля 2004  |
| Ран и Конан сталкиваются с Сачико, знакомой Ран, во время шоппинга. Она говорит, что покупает стейк на ужин с парнем, который её навещает. Позже Ран и Конан обнаруживают, что Сатико убита. Все подозревают парня Сатико, но был съеден только стейк Сатико, и не было никаких отпечатков, кроме отпечатков Сатико, ни на одном из предметов на столе. | |                      |                 |
| 358 | "История любви детективов полиции - 5 (Часть 1)" "Metropolitan Police Detective Love Story 5 (Part 1)" «Honchō no Keiji Koimonogatari 5 (Zenpen)» (本庁の刑事恋物語5(前編))                                   | 404-406 (40 том)     | 3 мая 2004      |
| Такаги и Сато на свидании в парке развлечений. Тем временем Сиратори вместе с несколькими офицерами находятся в парке развлечений и расследуют предполагаемую сделку с наркотиками с участием скрывающегося дилера по имени Асакичи Якура; В то же время они намеренно мешают свиданию Такаги. Ширатори приказывает одному из офицеров привести Молодых детективов в парк и передать их на попечение Такаги и Сато. Тем временем Такаги планирует подарить Сато кольцо в его зеленом рюкзаке и обнаруживает внутри пакет с героином; Он понимает, что во время поездки на американских горках взял не тот рюкзак. Они возвращаются к аттракциону и узнают от сопровождающего, что никто не возвращался рюкзаком. Конан понимает, что владелец сумки доставлял наркотики, не зная, что было внутри, что заставило Сато заподозрить причастность Якуры. Ремешок рюкзака показывает, что владелец носит его на левом плече, предполагая, что он левша, и идет в фотобудку, чтобы осмотреть пассажиров с ними на американских горках. Офицеры тем временем неправильно понимают разговор Сато, полагая, что Кеккон (血痕, букв. Пятно крови) имеет в виду Кеккон (結婚, букв. Брак), а Героин означает Хироэн (披露 宴, букв. Прием), и заставляя их поверить, что Такаги сделал предложение, что вынуждает их искать из рюкзака Такаги с кольцом. У фото-будки четверо подозреваемых - гольфист, бейсболист, футболист и пловец. На письме гольфиста видно, что он левша из-за размазывания чернил справа. | |                      |                 |
| 359 | "История любви детективов полиции - 5 (Часть 2)" "Metropolitan Police Detective Love Story 5 (Part 2)" «Honchō no Keiji Koimonogatari 5 (Kōhen)» (本庁の刑事恋物語5(後編))                                    | 404-406 (40 том)     | 10 мая 2004     |
| Они сталкиваются с игроком в гольф и обнаруживают, что он не владелец рюкзака. Конан исследует содержимое рюкзака и, понюхав масло из тряпки, раскрывает владельца. Конан объясняет, что из трех других спортсменов бейсболист использует масло для своей бейсбольной перчатки. Затем они ищут бейсболиста и, найдя его, следуют за ним на водное шоу. Когда Сато обнаруживает, что бейсболист встречается с Якурой, она пытается его задержать. Якуре удается вырваться из хватки Сато и убегать к колесу обозрения. Фейерверк и колесо обозрения заставляют Сато вспомнить травматический момент, который остановил её. Конану удается сбить Якуру в океан, а рюкзак и кольцо Такаги теряются вместе с ним. Полиция задерживает Якуру и, удовлетворившись потерей Такаги, уходят. Такаги утешает Сато и обещает, что не оставит её. | |                      |                 |
| 360 | "Загадочный весенний жук-носорог" "A Mysterious Spring Beetle" «Fushigi na Haru no Kabutomush» (不思議な春のかぶと虫)                                                                                         | Филлер               | 17 марта 2004   |
| Молодые детективы посещают зоомагазин и находят его хозяина, Минору Шираи, мертвым. Они находят жука-носорога и брошюры из музея насекомых в префектуре Гумма. Такаги отвозит Молодых детективов в музей, где они узнают, что грузовик с жуками-носорогами был укгнан. Конан расследует и понимает, что Шираи и его сообщник были ворами, а сообщник - убийцей. | |                      |                 |
| 361 | "Байка о призраке старшей школы Тэйтан (Часть 1)" "Teitan High School's Ghost Story (Part 1)" «Teitan Koukō Gakkou Kaidan (Zenpen)» (帝丹高校学校怪談(前編))                                                  | 457-459 (44-45 тома) | 24 марта 2004   |
| Соноко, Ран и Конан идут в школу, где они обнаруживают, что настоящий доктор Арайде вернулся. Он сообщает Конану, что Джоди сказала ему рассказать ему всё. Позже Соноко разглагольствует о духе погибшего ученика, терроризирующего школу, и рассказывает им истории, подтверждающие это утверждение. Позже стол с его именем на нем обнаруживается во дворе школы. Странно то, что идет дождь, а в грязи нет следов. | |                      |                 |
| 362 | "Байка о призраке старшей школы Тэйтан (Часть 2)" "Teitan High School's Ghost Story (Part 2)" «Teitan Koukō Gakkou Kaidan (Kōhen)» (小さな依頼者(後編))                                                       | 457-459 (44-45 тома) | 31 марта 2004   |
| Конан разоблачает виновника. | |                      |                 |
| 363 | "Городские вороны" "The City's Crows" «Tokai no Karasu» (都会のカラス) | Филлер               | 7 июня 2004     |
| Пожилая женщина найдена мертвой после того, как на неё упал горшок. Офицер Чиба отправляется на расследование, с виду несчастного случая, но Конан помогает ему выяснить, кто это на самом деле виноват. | |                      |                 |
| 364 | "Дело о синхроничности (Часть 1)" "Synchronicity Case (Part 1)" «Shinkuronishiti Jiken (Zenpen)» (シンクロニシティ事件(前編))                                                                                 | Филлер               | 14 июня 2004    |
| Мори нанят, чтобы следить за мужчиной. Он следует за ним и узнает о его покушении на женщину. Мужчина убегает, но падает со здания. Позже они узнают, что его брат-близнец умер одновременно с ним. Они решили, что это два отдельных случая, но Конан видит неладное, поскольку мужчина напал на женщину, которая не имеет к нему отношения. | |                      |                 |
| 365 | "Дело о синхроничности (Часть 2)" "Synchronicity Case (Part 2)" «Shinkuronishiti Jiken (Kōhen)» (シンクロニシティ事件(後編))                                                                                  | Филлер               | 21 июня 2004    |
| После допроса женщины, они узнают, что её парень был альфонсом и что он был замечен ранее разговаривающим с нападавшим. | |                      |                 |
| 366 | "Трагедия на волнорезе у всех на виду (Часть 1)" "The Tragedy of the Pier in Plain Sight (Part 1)" «Marumie Futō no Sangeki (Zenpen)» (丸見え埠頭の惨劇(前編))                                                | 460-462 (45 том)     | 5 июля 2004     |
| Молодые детективы отправляются на рыбалку, на волнорез, с доктором Агасой. Поскольку судно пришло за рыбаками, однин из рыбаков зовёт другого, но выясняется, что один из рыбоков отравлен. Остальные три товарища отравленного оказались подозреваемыми по обстоятельствам места преступления. | |                      |                 |
| 367 | "Трагедия на волнорезе у всех на виду (Часть 2)" "The Tragedy of the Pier in Plain Sight (Part 2)" «Marumie Futō no Sangeki (Kōhen)» (丸見え埠頭の惨劇(後編))                                                 | 460-462 (45 том)     | 12 июля 2004    |
| Конан исследует улики, и доказывает, кто виноват. Виновный рассказывает, что он сделал это из-за его измены своей жене (жертвы). Жена рассказывает, что он развелся с ней не потому, что изменял, а потому, что собирался взять кредит, чтобы начать свой бизнес, и если этот бизнес потерпит неудачу, он не хотел, чтобы коллекторы терроризировали его жену. Приходит Агаса и сообщает, что жертва полностью выздоровела, и сказал полиции, что это всё из-за ядовитой рыбы, и простит виновника, чтобы тот поймал рыбу для своей жены. | |                      |                 |
| 368 | "Ведьма в доме сладостей" "The Candy House the Witch Lives In" «Majo ga Sumu Okashi no Ie» (魔女が棲むお菓子の家)                                                                                             | Филлер               | 26 июля 2004    |
| Соноко ведет Конана и Ран в «Конфетный дом», магазин в стиле Гензеля и Гретель, специализирующийся на различных сладостях и конфетах. Там они знакомится с тремя мастерами, которые делают выпечку и пудинги: Маэда Гоу, Фудзино Ясуо и Моримото Томоми. За кулисами магазина стоит их босс, Сатико Хасигаки, которая строго контролирует сотрудником. Когда все остыло, Сатико находят забитой до смерти, её сотрудники теперь подозреваемые, но орудия убийства найти не удается. | |                      |                 |
| 369 | "Тревожная удачливость" "Lucky Man's Suspense" «Tsuiteru Otoko no Sasupensu» (ツイてる男のサスペンス) | Филлер               | 2 августа 2004  |
| Врач Ёкото Савада из Центральной больницы Бейка выигрывает в розыгрыше приз за третье место. Розыгрыш становится его третьим выигрышем за неделю. Когда Конан возвращается домой, он обнаруживает, что годовой запас пива, который выиграл доктор Савада, - ложь, поскольку розыгрыш отложили на месяц. На следующий день Молодые детективы узнают, что выигрыш в розыгрыше был подстроен высокой и стройной женщиной, изображающей из себя жену доктора, и, гуляя по улице, они подслушивают сплетни о других выигрышах доктора. Следуя по следу сплетен, они вскоре находят женщину, ответственную за слухи, по имени Акико Шиина и ее мотив. Конан отказывается от дела, чтобы заставить Детективов пойти домой, но возвращается ночью, чтобы помешать Акико убить доктора. | |                      |                 |
| 370 | "Суета вокруг игры"Running Away in a Game" «Nigemawaru Geemu Sofuto» (逃げ回るゲームソフト) | Филлер               | 9 августа 2004  |
| Конан и Молодые детективы посещают игровую компанию, где в конечном итоге получают диск, который, по их мнению, является новым изданием видеоигры. В конечном итоге за нимигонится президент игровой компании, но они не знают почему, пока они не просматривают диск, и наблюдают то, что подвергает их жизнь опасности. | |                      |                 |
| 371 | "Бег без препятствий (Часть 1)" "A Course Without Protest (Part 1)" «Mono Iwanu Kouro (Zenpen)» (物言わぬ航路(前編))                                                                                          | 463-465 (45 том)     | 23 августа 2004 |
| Мори, Ран и Конан вылетают на интервью со знаменитым бейсболистом. По пути они становятся свидетелями смерти игрока на улице. Конан подозревает мужчину, но его алиби безупречно. Конан также начинает подозревать, что этот человек является частью Черной организации. | |                      |                 |
| 372 | "Бег без препятствий (Часть 2)" "A Course Without Protest (Part 2)" «Mono Iwanu Kouro (Kōhen)» (物言わぬ航路(後編))                                                                                           | 463-465 (45 том)     | 30 августа 2004 |
| После расследования выясняется, что преступник совершил три полета на самолете, чтобы создать свое алиби. Конан понимает, что преступник не был связан с Черной организацией. | |                      |                 |
| 373 | "Ловушка ядовитого паука" "Poisonous Spider Trap" «Moudoku Kumo no Wana» (猛毒蜘蛛の罠) | Филлер               | 6 сентября 2004 |
| Конан и Молодые детективы знакомятся с Арахнологами. Одному из них звонят, и они спешат на объект, чтобы найти своего профессора, убитого ядовитым пауком. Конан обнаруживает, что паук был уже мертв до того, как Профессор вошел в контакт с ним, и на наушнике есть кнопка, указывающая на убийство. | |                      |                 |
| 374 | "Шифр из звёзд и сигарет (Часть 1)" "A Code of Stars and Tobacco (Part 1)" «Hoshi to Tabako no Angō (Zenpen)» (星と煙草の暗号(前編))                                                                          | 466-469 (45-46 тома) | 18 октября 2004 |
| Для астрономических наблюдений Конан и Молодые детективы направляются в пансионат в горах. Помимо владельца пансионата, там были ещё три человека, невеста пропавшего без вести и два сотрудника журнала, которых пригласил пропавший без вести. Когда они пошли на близлежащий холм, чтобы посмотреть на звезды, они обнаружили кости, и предсмертное послание. Мобильные телефоны не ловят, кабель телефона пропал, а колёса машин спущены. Ночью один из журналистов был убит, но он успел оставить предсмертное послание. | |                      |                 |
| 375 | "Шифр из звёзд и сигарет (Часть 2)" "A Code of Stars and Tobacco (Part 2)" «Hoshi to Tabako no Angō (Kōhen)» (星と煙草の暗号(後編))                                                                           | 466-469 (45-46 тома) | 25 октября 2004 |
| После расследования Конан подозревает Ямамуру, набирая номер на её телефоне. С помощью записей, выдаваемых клавиатурой телефона, маленький сыщик обнаруживает, что первая часть номера, по которому Вермут связывалась с Шефом, соответствует префиксу префектуры Тоттори. | |                      |                 |
| 376 | "Успеть до 15:00" "Time Limit at 3 o'clock" «Taimu Rimitto wa Juugo-ji!» (タイムリミットは15時!) | Филлер               | 1 ноября 2004   |
| Молодые Детективы отправляются в поход в сопровождении Агасы и Ран. Там они наблюдают спорящей пары, которая затем уходит, и они решают занять их место. Когда они установили палатку на месте пары. Пара возвращается, требуя вернуть им место, но после непродолжительного спора девушка уступает им его. Позже Ран накачивают наркотиками и похищают. Затем похититель попадет в ДТП на другом автомобиле. Конан выясняет, что парень нанял похитителя, чтобы убить его девушку, но он перепутал её с Ран из-за их палатки. Изучив некоторые улики, он понимает, что Ран находится у реки и что она утонет в 3 часа. | |                      |                 |
| 377 | "Тайна легенды о Момотаро (Часть 1)" "Momotaro Mystery Solving Tour (Part 1)" «Momotarō Nazotoki Tsuaa (Zenpen)» (桃太郎謎解きツアー(前編))                                                                   | Филлер               | 8 ноября 2004   |
| Молодые детективы вместе с доктором Агасой отправились в префектуру Окаяма, чтобы посетить музей. Там они встречают группу друзей детства, которые собрались, чтобы отметить свадьбу двоих из них. Детективы заметили контейнер, плавающий в воде, и обнаружили, что внутри находится секретное сообщение. Конан расшифровывает значение кода, относящегося к другому контейнеру. Затем Молодые детективы начинают охоту за сокровищами, которая внезапно прекращается, когда Аюми находит тело одного из членов группы рядом с одним из мест, где была капсула времени клуба. | |                      |                 |
| 378 | "Тайна легенды о Момотаро (Часть 2)" "Momotaro Mystery Solving Tour (Part 2)" «Momotarō Nazotoki Tsuaa (Kōhen)» (桃太郎謎解きツアー(後編))                                                                    | Филлер               | 15 ноября 2004  |
| Конан обнаруживает, что капсулы времени были созданы группой, когда они ходили в начальную школу, и что каждый из них закопал контейнер с мальчиком, который умер вскоре после этого, из-за несчастного случая. Внимательно изучив дело, Конан убежден, что две смерти связаны. Конан раскрывает дело, и последняя капсула раскрывает секрет группы, похоронившей капсулы времени, клуб «Персиковое дерево». | |                      |                 |
| 379 | "Дело о фурисодэ на горячих источниках (Часть 1)" "Case of the Long Sleeved Kimono at the Hidden Hot Spring on a Snowy Night (Part 1)" «Hitō Yuki Yami Furisode Jiken (Zenpen)» (秘湯雪闇振袖事件(前編))      | Филлер               | 22 ноября 2004  |
| Конан, Ран и Когоро отправляются в гостиницу с горячими источниками. Один из гостей, Харуми, просит Когоро расследовать дело пятилетней давности. Её подругу обвинили в продаже наркотиков, и в результате она покончила жизнь самоубийством. Харуми знает, что её подруга была невиновена, и считает, что двое других гостей были настоящими виновниками. Обе женщины найдены убитыми, но в обоих случаях это закрытая комната, напоминающая легендарное проклятие богини мести. Эма убита в храме, а вокруг нее лежат кимоно с длинными рукавами (Фурисодэ), а Аска найдена убитой в женском горячем источнике в окружении Поясов (Оби). | |                      |                 |
| 380 | "Дело о фурисодэ на горячих источниках (Часть 2)" "Case of the Long Sleeved Kimono at the Hidden Hot Spring on a Snowy Night (Part 2)" «Hitō Yuki Yami Furisode Jiken (Kōhen)» (秘湯雪闇振袖事件(後編))       | Филлер               | 29 ноября 2004  |
| Конан замечает, что следы за пределами алтаря слишком мелкие, и видит трещину в потолке перед горячим источником; из этих и других улик он выяснил, как преступник сфальсифицировал алиби. Конан выясняет личность виновного и их отношение к делу, случившемуся пять лет назад. | |                      |                 |
| 381 | "Чья же дедукция лучше? (Часть 1)" "Whose Reasoning Show (Part 1)" «Docchi no Suiri Shō (Zenpen)» (どっちの推理ショー(前編))                                                                                  | 441-444 (43 том)     | 6 декабря 2004  |
| Хейджи и Казуха делают неожиданный визит. Позже в ресторане Хейджи и Казуха спорят о том, что им стоит посетить завтра: театр или бейсбол. Итак, частный детектив Мори решает позволить раскрытию убийства выбрать событие, и все соглашаются. Хейджи и Конан против Мори, Ран и Казухи. | |                      |                 |
| 382 | "Чья же дедукция лучше? (Часть 2)" "Whose Reasoning Show (Part 2)" «Docchi no Suiri Shō (Kōhen)» (どっちの推理ショー(後編))                                                                                   | 441-444 (43 том)     | 13 декабря 2004 |
| Хейджи и Конан выяснили уловку Виновника, а также обнаружили, что у Казухи и Ран были проблемы с этим делом. Таким образом, Хейджи решает бросить матч для Казухи, но случайно раскрывает дело. Казуха говорит Ран, что на самом деле она не против, так как она просто хотела увидеть волнение Хейджи, когда он раскрывает дело. | |                      |                 |
| 383 | "Чудо на Косиэне! Дерзкий вызов незримому демону" "Miracle at Koshien Ball Park! The Defiants Face the Dark Demon" «Koushien no Kiseki! Mienai Akuma ni Makezu Kirai» (甲子園の奇跡!見えない悪魔に負けず嫌い) | 445-449 (43-44 тома) | 20 декабря 2004 |
| Этот специальный рождественский эпизод «Детектива Конана» представлен Хэйдзи Хаттори, Конаном Эдогава, Ран Мори и Кадзухой Тоямой. Хэйдзи выиграл пари в предыдущем эпизоде, чтобы пойти на бейсбольный матч, и поэтому было решено, что они все пойдут на финал по бейсболу в средней школе на стадионе Кошиэн. Но есть таинственный парень, готовый совершить там теракт. Хотя Конан и Хейджи пришли посмотреть на игру, чтобы развлечься и расслабиться. Однако неизвестный дает им шанс остановить его. Хейджи и Конан пытаются взломать коды, посланные таинственным человеком, прежде чем взорвется бомба. Ранее Конан и Хейджи были свидетелями проходящего мимо человека, и им показалось, что он уронил свой мобильный телефон, когда он намеренно оставил его там, чтобы «сыграть с ними в неизбежную игру», состоящую из загадочных текстовых сообщений. Чтобы раскрыть это дело и спасти бесчисленное количество жизней, Хейджи и Конану потребуется много справочной информации об одном из любимых занятий Японии - бейсболе. | |                      |                 |
| 384 | "Цель - Мори Когоро" "The Target Is Kogoro Mori!" «Hyouteki wa Mōri Kogoro» (標的は毛利小五郎) | Филлер               | 17 января 2004  |
| Мори становится жертвой убийцы, преследующей Кимуру. Мори случайно взял куртку в баре, и теперь убийца пытается убить его. Конан узнает, что Кимура не тот, кем кажется. Говорят, что Кимура на озере, и Мори отправляется на разведку. Там он, кажется, застрелен преступником, но на самом деле Конан установил манекен вместо Мори. Преступник рассказывает, что его мотивом была месть. | |                      |                 |
| 385 | "Диссонанс Страдивари (Прелюдия)" "Dissonance of the Stradivarius Violin (Overture)" «Sutoradibariusu no Fukyouwaon (Zensoukyoku)» (ストラディバリウスの不協和音(前奏曲))                                     | 470-474 (46 том)     | 24 января 2004  |
| Конан пытается выяснить номер телефона босса Черной организации. Мори приглашает внучка из богатой семьи, чтобы разрешить эти загадочные происшествия, которые случаются, когда кто-то пытается сыграть на Страдивари для его дедушки в его день рождения. В тот день уже произошло четыре инцидента, и он собирается повторить снова. Позже происходит пожар, и человек сгорает заживо. | |                      |                 |
| 386 | "Диссонанс Страдивари (Интерлюдия)" "Dissonance of the Stradivarius Violin (Interlude)" «Sutoradibariusu no Fukyouwaon (Kansoukyoku)» (ストラディバリウスの不協和音(間奏曲))                                  | 470-474 (46 том)     | 31 января 2004  |
| Выявлено, что домашние хозяйства уничтожаются один за другим в порядке шкалы концертов C. Выяснилось, что бабушка дома была эмоционально потрясена смертью сына; Каждую полночь она выходила из своей комнаты, неся Страдивари, как ребёнка. Той ночью она ломает скрипку и выпадает из окна. Выяснилось, что преступник прикрепил скотчем предмет, чтобы заманить её к окну, где она упала. | |                      |                 |
| 387 | "Диссонанс Страдивари (Постлюдия)" "Dissonance of the Stradivarius Violin (Last Tune)" «Sutoradibariusu no Fukyouwaon (Gosoukyoku)» (ストラディバリウスの不協和音(後奏曲))                                    | 470-474 (46 том)     | 7 февраля 2004  |
| Конан выясняет, что это был настоящий Страдивари, который заманил бабушку. Он раскрывает, что виноватым был Кёсукэ. Конан спрашивает у него мелодию песни по телефонным номерам и узнает, что номер Босса Черной Организации - песня Семь детей». | |                      |                 |
| 388 | "Когоро напивается в Сацуме (Часть 1)" "Kogoro Gets Drunk in Satsuma (Part 1)" «Satsuma ni You Kogorou (Zenpen)» (薩摩に酔う小五郎(前編))                                                                     | Филлер               | 14 февраля 2004 |
| Когоро был приглашен Кагосимой для участия в ток-шоу, чтобы продвигать Сётю, а позже его пригласил Такакума Сётю попробовать их сакэ. Тацумура хочет увеличить производство сакэ за счет механизации производственного процесса за счет качества. Фумико берет Когоро на экскурсию по городу и просит его отклонить предложение Тацумуры выступить представителем. Позже обнаруживается, что Тацумура отсутствует; на полу кровь и есть свидетельства того, что его ударили тупым предметом и похитили. Проходит два дня, и по анонимной наводке полиция обнаруживает мертвого Тацумура в своей машине в парке. | |                      |                 |
| 389 | "Когоро напивается в Сацуме (Часть 2)" "Kogoro Gets Drunk in Satsuma (Part 2)" «Satsuma ni You Kogorou (Kōhen)» (薩摩に酔う小五郎(後編))                                                                      | Филлер               | 21 февраля 2004 |
| Конан, Когоро и полиция продолжают искать ключи к раскрытию дела. Конан узнает больше о Тацумуре, нынешнем владельце, Сатоси, и истории компании от одного из сотрудников. Сатоси не хотел увольнять Тацумуру, потому что он отвечал за спасение компании много лет назад. Конан узнает, что Фумико раньше была медсестрой, и что она удостоверилась, что Тацумура прошел обследование за день до того, как его похитили. Все собираются, чтобы послушать вывод Когоро, и Конан раскрывает уловку виновника. | |                      |                 |

### Сезон 14 (2005—2006)
| 390 | "История любви детективов полиции 6 (Часть 1)" "Metropolitan Police Detective Love Story 6 (Part 1)" «Honchou no Keiji Koimonogatari 6 (Zenpen)» (本庁の刑事恋物語6(前編))                                                       | 450-452 (44 том)     | 21 февраля 2004  |
| Юми подслушивает, что для повышения Такаги отправит его в какое-то далекое место, где он останется там до тех пор, пока дело не будет раскрыто. Судя по всему, дело касается большого количества людей в преступной организации, где он, как ожидается, будет находиться там три года. Позже Молодые детективы, идя домой, заметили странного бегуна. Такаги, Сато и Тёсукэ привлекаются к делу об убийстве. Молодые детективы находят их и опознают бегуна как подозреваемого. Когда они просматривают, все видеозаписи подозреваемого, доказывают его алиби, на время убийства, но Молодые детективы уверены, что он был бегуном. Более того, алиби подтверждается офицером Чиба, поскольку это его сосед по комнате. | |                      |                  |
| 391 | "История любви детективов полиции 6 (Часть 2)" "Metropolitan Police Detective Love Story 6 (Part 2)" «Honchou no Keiji Koimonogatari 6 (Kōhen)» (本庁の刑事恋物語6(後編))                                                        | 450-452 (44 том)     | 7 марта 2004     |
| Конан обнаруживает, что подозреваемый обманул чувство времени Тибы, и раскрывает преступление. После этого Такаги почти делает предложение Сато, но Мэгурэ говорит ему, что Тёсукэ Такаги отправляется по делу. Позже они отводят Молодых детективов в караоке. | |                      |                  |
| 392 | "Загадочная разница в росте 20 см" "The Mysterious Height Difference of 20cm" «Nazomeku Shinchousa 20 cm» (謎めく身長差20cm) | Филлер               | 14 марта 2004    |
| На прогулке с Ран, Конан сталкивается с Такаги, который объясняет, что Кацугоро Китамура, президент строительной компании, найден мертвым в результате ножевого ранения. Подозреваемый, Юити Минамида, находится под стражей, пока полиция пытается выяснить, как было совершено убийство. Угол наклона ножа на теле предполагает, что Китамура был убит кем-то ниже него; Минамида на 20 см выше Китамуры, что технически невозможно. Конан дает тонкие намеки, позволяющие Такаги раскрыть убийство. | |                      |                  |
| 393 | "Дело, выглядящее как похищение" "A Kidnapping Case... So It Seems" «Yuukai...Rashii Jiken» (誘拐...らしい事件) | Филлер               | 21 марта 2004    |
| Мотоциклист разбивается возле детективного агентства Мори. Мотоциклист мертв, но они находят чемодан с 300 000 иен и записку, в которой говорится, что деньги являются выкупом. По записке они могут определить только фамилию похищенного, но они также находят сердечное лекарство и, позвонив в различные больницы, находят семью. Поговорив с семьей и собрав улики, они узнают, что у мотоциклиста был сообщник. | |                      |                  |
| 394 | "Невероятное приключение в чудесном особняк (Завязка)" "Big Adventure in the Eccentric Mansion: The Seal" «Kibatsu na Yashiki no Daibouken (Fuuinhen)» (奇抜な屋敷の大冒険(封印編))                                              | 475-478 (46 том)     | 18 апреля 2004   |
| Агаса, Хайбара, Конан и Молодые детективы отправляются в поход. Во время кемпинга они находят в пруду фонарь с какой-то надписью внутри. Они показывают фонарь Конану, который определяет, что это код для поиска большого алмаза. Фонарь также скрывает труп на дне пруда. Обыскав тело, они узнают, что это был охотник за сокровищами, которого насмерть забил другой человек, искавший сокровища. Они также находят камень в форме слезы с надписью кандзи «воспаление» и записную книжку. В записной книжке предполагается, что он был убит своим партнером, и что Кайто Кид также ищет сокровища. Профессор Агаса возвращается в лагерь, чтобы вызвать полицию. | |                      |                  |
| 395 | "Невероятное приключение в чудесном особняк (Особняк Каракури)" "Big Adventure in the Eccentric Mansion: The Mechanism" «Kibatsu na Yashiki no Daibouken (Karakurihen)» (奇抜な屋敷の大冒険(絡繰編))                             | 475-478 (46 том)     | 25 апреля 2004   |
| Конан, Хайбара и дети решают войти в дом, который принадлежал Кичиемону, кукольнику и архитектору загадки. Дом наполнен всевозможными ловушками, жертвой которых чуть не становится Гента. Продолжая обыскивать дом, они встречают другого охотника за сокровищами и в конечном итоге падают через люк в подвал. К счастью, их спас огромный футбольный мяч Конана. В подвале они находят могилу Китиэмона, кучу человеческих останков и старуху. Первый охотник за сокровищами неохотно сообщает, что он нашел зеркальный артефакт, и Конан показывает камень в форме слезы. Они продолжают искать меч, который является последней частью головоломки. | |                      |                  |
| 396 | "Невероятное приключение в чудесном особняк (Раскрытие)" "Big Adventure in the Eccentric Mansion: The Resolution" «Kibatsu na Yashiki no Daibouken (Kaiketsuhen)» (奇抜な屋敷の大冒険(解決編))                                   | 475-478 (46 том)     | 2 мая 2004       |
| Старуху чуть не порубили четыре вращающихся лезвия, когда она наступила на ловушку. Конан понимает, что если кто-то встанет в нужном месте, лезвия не причинят вреда, и что у одного из лезвий есть ручка, позволяющая ему повернуться к мечу. В мече есть последняя подсказка, которая ведет всех обратно к пруду. Мицухико случайно обнаруживает, что алмаз находится на дне пруда. | |                      |                  |
| 397 | "Остро-горько-сладкий суп" "Spicy, Bitter, Sweet Soup" «Karaku Nigaku Amai Shiru» (辛く苦く甘い汁) | Филлер               | 9 мая 2004       |
| Женщина, Фуми Одзава, найдена мертвой в своей ванной около 9 часов утра, по всей видимости, покончившей жизнь самоубийством, повесившись на тонкой проволоке. Её друг Эцуко Айкава утверждает, что это было убийство. Судмедэксперт считает, что смерть наступила в период с 18 до 20 часов. Мури исследует место происшествия и видит, что она назначает визит к дантисту на день своего «самоубийства». Конан находит порошкообразное вещество, ускользает с образцом и, когда спрашивает продавца об этом, она говорит, что это крахмал катакури - загуститель со свойствами сахара. Изучая финансовые показатели компании Одзавы, полиция обнаруживает долг в 30 миллионов иен, который, по их мнению, она присвоила, и её начальника / бойфренда Рёта Симидзу, который отсутствовал в тот же день, когда она умерла, и получил электронное письмо от Одзавы в 17:45. вчера может быть связь. | |                      |                  |
| 398 | "Просьба от странной семьи (Часть 1)" "The Weird Family's Commission (Part 1)" «Kimyou na Ikka no Irai (Zenpen)» (奇妙な一家の依頼(前編))                                                                                        | 479-482 (46-47 тома) | 16 мая 2004      |
| Ран отправляет сообщение на телефон Синъити, но обнаруживает, что телефон Конана также получил сообщение, заставляющее её подозревать Конана в том, что он Синъити. Женщина по имени Томоко Кирия нанимает Когоро для поиска её мобильного телефона, который содержит сообщения о её романе. Она пыталась позвонить на свой телефон, и кто-то всегда вешает трубку. Она подозревает, что телефон у её свекра, зятя или мужа. После допроса троих Томоко звонит на свой телефон, находит его и отправляется к Когоро. Направляясь домой, Конан узнает из новостей, что Томоко была найдена мертвой в своей машине после того, как его ударили ножом и избили. | |                      |                  |
| 399 | "Просьба от странной семьи (Часть 2)" "The Weird Family's Commission (Part 2)" «Kimyou na Ikka no Irai (Kōhen)» (奇妙な一家の依頼(後編))                                                                                         | 479-482 (46-47 тома) | 23 мая 2004      |
| Конан показывает, что человек, у которого есть мобильный телефон, явно неопытен с ним. Поскольку сотовые телефоны не были популяризированы еще десять лет назад, тем, у кого был телефон, был Эйсуке. Конан показывает, что один из троих скрывает Эйсуке. Полиция исключает, что отец и муж убийцы, и оставили Шигехиде Кирию, зятя, в качестве подозреваемых. Позже той ночью Ран хватает телефон Конана, когда он оставляет его в машине, и проверяет, есть ли там сообщение, которое она отправила Синъити. | |                      |                  |
| 400 | "Подозрения Ран" "Ran's Suspicions" «Giwaku wo Motta Ran» (疑惑を持った蘭) | 483 (47 том), филлер | 30 мая 2004      |
| Ран включает мобильный телефон Конана и обнаруживает, что там есть четырехзначный код. Она вспоминает время, когда «Синъити формировал слова с помощью хираганы и чисел на номерных знаках. Синъити видит машину с незаконным номерным знаком, так как машинам не разрешается использовать хирагана «ши» или «он», и сообщает об этом в полицию. Полиция задерживает преступников до того, как они ограбили банк». Ран использует слово «Шерлок», которое представляет собой числа 4869, и открывает телефон Конана. Ран подозревает, что Конан удалил её сообщения, и возмущается письмом только для того, чтобы получить телефонный звонок от раздраженного Синъити. Появляется Конан, просит свой телефон и возвращается в свою комнату, где выясняется, что он использовал предварительно записанное сообщение, чтобы позвонить Ран в случае, если она приблизится к раскрытию его секрета. Затем Конан дает Рану свой номер телефона и соглашается с опасностями, которые могут возникнуть при этом. | |                      |                  |
| 401 | "Ограбление ювелирного на глазах полицейского (Часть 1)" "Red-Handed Jewel Robber (Part 1)" «Houseki Goutou Genkouhan (Zenpen)» (宝石強盗現行犯(前編))                                                                           | 484-486 (47 том)     | 6 июня 2004      |
| Молодые детективы встречают Такаги в ювелирном магазине, и вскоре после этого становятся свидетелями ограбления магазина. Они преследуют его до ближайшей крыши, с которой он спрыгивает, убивая себя. Конан замечает несколько подозрительных вещей в инциденте, что заставляет полицию полагать, что дело было не так просто, как могло показаться на первый взгляд, включая тот факт, что фургон, на который он упал, использовался бывшим боссом преступника. В конце концов, Конан понимает, что это было убийство и кто его совершил. | |                      |                  |
| 402 | "Ограбление ювелирного на глазах полицейского (Часть 2)" "Red-Handed Jewel Robber (Part 2)" «Houseki Goutou Genkouhan (Kōhen)» (宝石強盗現行犯(後編))                                                                            | 484-486 (47 том)     | 13 июня 2004     |
| Молодые детективы и Конан раскрывают дело и показывают полиции, что они были неправы почти во всем, что произошло. | |                      |                  |
| 403 | "Загадочное поместье ангелов (Часть 1)" "The Mysterious Angel's Mansion (Part 1)" «Fushigi na Tenshi no Yakata (Zenpen)» (不思議な天使の館(前編))                                                                                | Филлер               | 20 июня 2004     |
| Молодые детективы и Конан встречают Юрико, девочку-сироту. Она потенциальная наследница состояния своего прадеда, но сначала она должна разгадать загадку. Токей, секретарь этого человека, поручает ей искать помощи у Молодых детективов, и все они собираются в особняке. В 21:00 он объявляет загадки: «Когда бык теряет рога и его хвост становится его головой. Ангел спустится и сыграет на роге. Эта мелодия - мое сокровище». У них есть ровно 24 часа, чтобы разгадать загадку. Конан решает первую часть загадки и находит черный камень, но они попадают в ловушку, которая оставляет их в лабиринте. | |                      |                  |
| 404 | "Загадочное поместье ангелов (Часть 2)" "The Mysterious Angel's Mansion (Part 2)" «Fushigi na Tenshi no Yakata (Kōhen)» (不思議な天使の館(後編))                                                                                 | Филлер               | 27 июня 2004     |
| Молодые детективы повторяют легенду о Минотавре и Тесее, используя пряжу из своей одежды, чтобы перемещаться по лабиринту. В конце концов они находят выход за 3 часа до конца срока. У Конана есть предположение, и он использует прожектор и черный камень, чтобы отбросить тень, ведущую к сокровищу. Токей и Молодые детективы раскапывают клад и находят гору золота и фотографию старика и его внучки. Затем выясняется, что Токей, который служил старику, который, очевидно, был связан с якудза, является отцом Юрико. | |                      |                  |
| 405 | "Мужчина который пошёл звать скорую" "Man Who Went to Call For An Ambulance" «Kyuukyuusha wo Yobi ni Itta Otoko» (救急車を呼びに行った男)                                                                                        | Филлер               | 4 июля 2004      |
| Однажды мужчина на пробежке находит труп. Он вызывает скорую помощь, но, беспокоясь о жизни мужчины, решает бежать до ближайшей автобусной остановки. Из-за своих действий он считается главным подозреваемым. Такаги с помощью Конана раскрывает дело. Он доказывает невиновность человека и ловит виновного. | |                      |                  |
| 406 | "Волшебная логика Конана и Хайдзи (Трюк)" "Conan and Heiji's Reasoning Magic: The Trick" «Konan Heiji no Suiri Majikku (Shikakehen)» (コナン•平次の推理マジック(仕掛編))                                                         | 487-490 (47 том)     | 11 июля 2004     |
| Конан, Хэйдзи, Ран и Казуха присутствуют на волшебном шоу Дого Хосикавы. Все становится серьезно, когда Дого входит в куб воды с цепями и что-то идет не так, что побуждает Ран и Казуху броситься на сцену, чтобы разбить его. Дого показавается невредимым, показывая, что это было частью трюка. В качестве награды за заботу Ран и Казуха приглашаются на вечеринку с Дого, где они встречают Тенко Химемия, Рики Ханда и Мари Масакаге, жену легендарного волшебника мистера Масакаге. Упоминается ряд известных магов, а Дого, Рики и Тенко когда-то были учениками Масакаге, прежде чем он исчез 10 лет назад. Все, что от него осталось, - это его волшебные записи и журналы, которые хранятся в архивной комнате в очень жутком узком коридоре. Тенко объявляет о своем следующем фокусе под названием «Сжигание ведьмы», в котором она привязана к кресту, сожжена, а затем снова появляется из пепла. Она уходит освежиться перед обедом, но не возвращается. Дого, Казуха и Ран идут её искать. Они проходят через жуткий коридор, и свет гаснет. Когда включается свет, они находят окровавленный труп Тенко, который, кажется, появляется из ниоткуда, в конце коридора. | |                      |                  |
| 407 | "Волшебная логика Конана и Хэйдзи (Особняк)" "Conan and Heiji's Reasoning Magic: The Mansion" «Konan Heiji no Suiri Majikku (Yakatahen)» (コナン•平次の推理マジック(館編))                                                       | 487-490 (47 том)     | 18 июля 2004     |
| Зверское убийство Тенко расследуется. По словам Дого, Казухи и Ран, её труп появился перед ними после отключения электроэнергии. Конан и Хейджи обнаруживают, что архивная комната разрушена. Основываясь на доказательствах, представленных перед ними, убийца ворвался в дом в поисках секретной информации о фокусе Масакаге в архивной комнате, но был замечен Тенко и убил её. Снаружи обнаружены следы и сломанные ветки, указывающие путь к побегу убийцы. Ни у кого из подозреваемых не было мотива убивать Тенко. Хейджи говорит Конану, что он злится, по какой-то причине, видя Казуху с другим мужчиной, тогда Конан называет Хейджи ребенком. В прошлом Масакаге поймал вора, пытающегося украсть информацию о его уловке, но отпустил человека; он рассказал жене, но не назвал иго имени. Когда Казуха заявляет, что тень вазы была единственной вещью, которая изменилась после восстановления света, Конан и Хейджи понимают, как было совершено убийство. | |                      |                  |
| 408 | "Волшебная логика Конана и Хэйдзи (Раскрытие)" "Conan and Heiji's Reasoning Magic: The Resolution" «Konan Heiji no Suiri Majikku (Kaiketsuhen)» (コナン•平次の推理マジック(解決編))                                              | 487-490 (47 том)     | 1 августа 2004   |
| Конан и Хейджи раскрывают преступление. | |                      |                  |
| 409 | "Похищение во время представления (Часть 1)" "The Simultaneous Stage Advance and Kidnapping (Part 1)" «Douji Shinkou Butai to Yuukai (Zenpen)» (同時進行舞台と誘拐(前編) (前編))                                                 | Филлер               | 8 августа 2004   |
| Таманосукэ и его труппа готовят шоу, но отец Ренге Катаока, актриса, запрещает своей дочери посещать шоу. Таманосукэ попадает в беду и просит Ран заменить девушку, пока тот не сможет убедить её отца позволить ей играть. Через несколько дней она не появилась, и он решает убедить её отца в её актерской игре. Оказавшись там, он обнаруживает, что девушку похитили. | |                      |                  |
| 410 | "Похищение во время представления (Часть 1)" "The Simultaneous Stage Advance and Kidnapping (Part 2)" «Douji Shinkou Butai to Yuukai (Kōhen)» (同時進行舞台と誘拐(前編) (後編))                                                  | Филлер               | 15 августа 2004  |
| Время шоу приближается, Таманосуке решает сыграть шоу без Ренге Катаока, актрисы, заменив Ран в роли девушки до конца шоу. Таким образом, Конану удается узнать, кто похитил девушку, и освободить её как раз вовремя, чтобы дать ей возможность сыграть свою роль в шоу. | |                      |                  |
| 411 | "Храм с тории. Удивительный шифр (Часть 1)" "The Shinto Shrine Torii's Surprising Code (Part 1)" «Jinja Torii Bikkuri Angou (Zenpen)» (神社鳥居ビックリ暗号(前編))                                                               | 491-493 (48 том)     | 22 августа 2004  |
| Молодые детективы отправляются в поход в горный лес в поисках жуков-оленей. Там Конан получает фотографию Ран в купальнике от Соноко. Позже Конану звонят Ран и Соноко, которые рассказывают «Синъити», что грабитель пытался украсть сумку Соноко. Поскольку это связано с убийством, Конан исследует фотографию, отправленную Соноко, чтобы узнать о сообщении о смерти. Находясь в этом, он помогает Молодым детективам разгадывать один из кодов Агасы. | |                      |                  |
| 412 | "Храм с тории. Удивительный шифр (Часть 2)" "The Shinto Shrine Torii's Surprising Code (Part 2)" «Jinja Torii Bikkuri Angou (Kōhen)» (神社鳥居ビックリ暗号(後編))                                                                | 491-493 (48 том)     | 29 августа 2004  |
| Позже Конан разгадывает оба кода и узнает, что Ран и Соноко едут с убийцей. Преступник пытается убить их, но Ран бьёт его своим Каратэ. Позже фотография Ран, сделанная Конаном, удалена Хайбарой, и Молодые детективы говорят, что они просили Хайбару сделать это, и что он не должен иметь доступа к таким материалам. | |                      |                  |
| 413 | "Загадка наполовину идеального преступления" "The Mystery of the Half-Completed Crime" «Kanzen Hanbun Hanzai no Nazo» (完全半分犯罪の謎)                                                                                         | Филлер               | 5 сентября 2004  |
| Когоро приглашен продюсером детективного шоу, чтобы поделиться своими историями. Пока он там, происходит убийство. Жертва - один из двух главных сценаристов шоу. Главный подозреваемый - новичок, третий сценарист, который принес кофе продюсеру и сценаристам. Жертва ненавидела его и несколько раз пыталась уволить из шоу, так что мотив легко установить. Единственная проблема - выяснить, как он заставил жертву выбрать отравленный кофе. | |                      |                  |
| 414 | "Юные сыщики в погоне за синей птицей" "The Detective Boys Blue Bird Chase" «AoiTori wo Ou Tanteidan» (青い鳥を追う探偵団) | Филлер               | 12 сентября 2004 |
| Конана и молодых детективов приглашает их одноклассница Юка Конно, прийти к ней домой. В её доме они встречают Синъю Сакагути, человека, который состоит в отношениях с матерью Юки, и ему сказали позаботиться о Юке. Юка показывает Конану своего питомца волнистого попугайчика по имени Чичи. Она объясняет, что у самцов волнистого попугайчика восковица голубая, а у самки коричневая, а у Чичи - коричневый цвет; Юка также отмечает, что Чичи выглядит меньше, чем обычно. Хайбара сообщает, что Сакагути купил для Юки нового питомца, так как Чичи пропала. На следующий день молодые детективы спрашивают Сакагути о местонахождении Чичи. Сакагути объясняет, что он нашел Чичи мертвым в клетке, поэтому он заменил птицу, чтобы не огорчать Юку из-за её смерти. Они начинают подозревать Сакагуичи и приходят к выводу, что он испытывал испаряющийся яд на птице. | |                      |                  |
| 415 | "Злой дух, появляющийся в день буцумецу (Преступление)" "The Evil Spirit Appears on An Unlucky Day: The Case" «Butsumetsu ni Deru Akuryou (Jikenhen)» (仏滅に出る悪霊(事件編))                                                   | 494-498 (48 том)     | 10 октября 2004  |
| Человека преследует призрак, поскольку экзорцизм не сработал, они хотят, чтобы Когоро раскрыл дело. Подсказка - карта, которая говорит, что пятый призрак убьет их, если они не покаются в своих грехах. С момента отправки этой карты мастер установил дверь, для доступа на верхний этаж которой требуется пин-код и сканирование отпечатков пальцев. Хозяин, дама и установщик двери - друзья, которые скрывают грех. Все несчастные случаи происходят в день Буцуметсу, день смерти Будды и самый неудачный день на Земле. В тот день установщик был найден повешенным на балконе третьего этажа. Хозяина не было дома, поэтому дверь нельзя было открыть. | |                      |                  |
| 416 | "Злой дух, появляющийся в день буцумецу (Расследование)" "The Evil Spirit Appears on An Unlucky Day: The Suspicion" «Butsumetsu ni Deru Akuryou (Giwakuhen)» (仏滅に出る悪霊(疑惑編))                                            | 494-498 (48 том)     | 17 октября 2004  |
| После этого хозяина находят мертвым от сердечного приступа. Конан понимает, что он, должно быть, видел что-то невозможное, вызывая у него такой ужас. | |                      |                  |
| 417 | "Злой дух, появляющийся в день буцумецу (Расследование)" "The Evil Spirit Appears on An Unlucky Day: The Solution" «Butsumetsu ni Deru Akuryou (Kaiketsuhen)» (仏滅に出る悪霊(解決編))                                           | 494-498 (48 том)     | 24 октября 2004  |
| Они решают разузнать об четырех рабочих особняка вместе с аварией, произошедшей тринадцать лет назад. Конан понимает, что замешан близнец, который должен был быть давно мертв, и это напугало менеджера. Выяснилось, что на наручных часах умирающей жертвы было указано место крушения лодки. | |                      |                  |
| 418 | "Дом с чердаком в Бэйке" "Home of Beika's Grenier" «Beikachō Gurunie no Ie» (米花町グルニエの家) | Филлер               | 31 октября 2004  |
| По соседству сдается в аренду небольшой трехэтажный дом, и Молодые детективы решают пойти мимо него по дороге из школы. На следующий день они обнаруживают, что дом был продан пожилой паре, и Конан находит их подозрительными. | |                      |                  |
| 419 | "Меч Ямата-но ороти (Часть 1)" "Sword of the Eight-Headed Serpent (Part 1)" «Yamata Oorochi no Ken (Zenpen)» (八岐大蛇の剣(前編))                                                                                                | Филлер               | 7 ноября 2004    |
| Конан, Ран и Когору отправляются в мифическую деревню Идзумо. там они встречаются с Эйко Эзуми, сотрудницей Великого Храма, и узнают, что она входит замуж за бизнесмена Кодзи Ванибучи - основателя и президента его собственной компании. Позже они встречают её друга детства, Рёсукэ Фукуму. На следующий день Ванибучи находят мертвым, а его Меч Восьмиглавой Змеи пропадает. У полиции есть 4 подозреваемых. | |                      |                  |
| 420 | "Меч Ямата-но ороти (Часть 2)" "Sword of the Eight-Headed Serpent (Part 2)" «Yamata Oorochi no Ken (Kōhen)» (八岐大蛇の剣(後編))                                                                                                 | Филлер               | 14 ноября 2004   |
| Конан доказывает, что алиби Эйко и Рё должны были защитить друг друга. Рё находит кулон Эйко на месте преступления и думает, что это была она, а Эйко думала, что это Рё из-за его алиби, что он был там, где она на самом деле была, на вокзале, но она его не видела. Затем выясняется, что Иситоби и Фудзи пошли в дом Эйко, чтобы убедить Ванибути пощадить их бизнес. Эйко понимает, что ее кулон исчез в ту же ночь. Алиби Иситоби подтверждается, когда полиция обнаруживает, что ему предъявлено обвинение в Пьянстве. В регистратуре храма Конан замечает кое-что, что помогает ему понять, кто виноват. | |                      |                  |
| 421 | "Первая любовь цвета гинкго (Часть 1)" "Gingko-Colored First Love (Part 1)" «Ichou Iro no Hatsukoi (Zenpen)» (イチョウ色の初恋(前編))                                                                                            | 410-412 (40 том)     | 21 ноября 2004   |
| Молодые детективы случайно находят письмо от первой любви Агасы. Очевидно, они должны были встречаться каждые десять лет, но не смогли, потому что Агаса не смог разгадать код из письма. Молодые детективы намеревались решить эту проблему и найти «памятное место», используя подсказку, данную в письме. Улики приводят их в зоопарк. | |                      |                  |
| 422 | "Первая любовь цвета гинкго (Часть 2)" "Gingko-Colored First Love (Part 2)" «Ichou Iro no Hatsukoi 6 (Kōhen)» (イチョウ色の初恋(後編))                                                                                           | 410-412 (40 том)     | 28 ноября 2004   |
| После того, как Конан повторно исследует намек, он понимает, что это были звуки животных, произнесенные англичанами. Найдя её, она уходит, притворяясь, что не знает Агасу, полагая, что Молодые детективы были его внуками и что она вторгалась в его счастливую семью. | |                      |                  |
| 423 | "Юные сыщики и 4 гусеницы-брата" "Detective Boys and the Four Aomushi Brothers" «Tantei-dan to Aomushi Yon-kyoudai» (探偵団と青虫4兄弟)                                                                                          | Филлер               | 5 декабря 2004   |
| Молодые детективы увидели оливковое дерево, на котором живет семейство гусениц. В том же районе было совершено убийство, и мальчик, несмотря на то, что видел лицо убийцы, не дает свидетельских показаний полиции. Конан, разговаривая с мальчиком, не может понять, почему мальчик не хочет разговаривать с властями. | |                      |                  |
| 424 | "Сообщение с фото от Пьеро" "The Photograph Mail From a Clown" «Piero kara no Shashin Meeru» (ピエロからの写真メール) | Филлер               | 19 декабря 2004  |
| Мори и Конан проверяют костюмы для того дня, когда Мори будет старшим пожарным. Позже они встречают людей на костюмированной вечеринке. По пути домой они находят полицейскую машину перед домом и встречают людей из магазина костюмов ранее, понимая что хозяин был убит. | |                      |                  |
| 425 | "Люди в черном наносят удар! Черная организация наступает на пятки." "Black Impact! The Moment the Black Organization Reaches Out!" «Burakku Inpakuto! Soshiki no Te ga Todoku Shunkan» (ブラックインパクト! 組織の手が届く瞬間) | 499-504 (48-49 тома) | 9 января 2005    |
| Когоро просят помочь репортеру новостей Рене Мизунаси, которой каждую субботу в течение двух месяцев испытывает постоянные издевательства хулигана. Конан ставит передатчик за дверью. В субботу Конан сообщает, что шутник - мальчик, который использовал дверной звонок, чтобы разбудить Рену для её репортажа в субботу утром. Направляясь домой, Конан забывает свое устройство и возвращается в квартиру Рены, чтобы забрать его. Однако устройство прилипло к обуви Рены. Конан подслушивает разговор Рены и понимает, что она разговаривает с Джином. Конан подслушивает, что Черная организация планирует убить человека по имени Ясутеру Домон, кандидата на пост в палату представителей, Шууги-Ин. Конану с помощью Джоди Старлинг удается предотвратить убийство, включив разбрызгиватели, и таким образом вынуждает снайперов отказаться от своей миссии. Пока Черная Организация преследует машину Домона, ФБР удается перехватить машину Рены и схватить её. Тем временем Джин находит передатчик на туфлях Рены и приходит к выводу, что он принадлежит Когоро. Когда члены Черной организации, Корн и Кьянти готовятся открыть огонь по Когоро, их прерывают снайперские выстрелы Сюити Акаи. Организация сбегает, и Джин приходит к выводу, что это было подстроено ФБР. | |                      |                  |
| 426 | "Любовное письмо для Ран" "Love Letter to Ran" «Ran he no Rabu Retaa» (蘭へのラブレター) | Филлер               | 16 января 2005   |
| Ран получает анонимное «любовное» письмо, которое обеспокоило Конана. Ран не может решить, стоит ли ей встретиться с этим человеком или нет. Затем Ран, Конан и Соноко помогают женщине, что затем приводит к спасению жизни мужчины. Мужчина однажды послал этой даме любовное письмо и поблагодарил её за то, что она пришла в тот день, хотя она отвергла его. Ран решает пойти на встречу с человеком, отправившим письмо. | |                      |                  |

### Сезон 15 (2006—2007)
| 427 | " Сверхсекретный путь в школу (Часть 1)" "The Super Secret Road to School (Part 1)" «Chōhimitsu no Tsūgakuro (Zenpen)» (超秘密の通学路(前編))                                                                | 505-507 (49 том)     | 23 января 2006   |
| Мицухико сообщает молодым детективам, что Сёко Амемия, девочка, сильно напоминающая Хайбару, пропала. Конан рассматривает возможность того, что Черная организация похитила её. Они узнают, что родители Амемии уехали на похороны на неделю, и что Амемия была замечена направляющейся в магазин. Конан узнает, что Амемия купила большую бутылку сока, молоко и канцелярский нож. | |                      |                  |
| 428 | "Сверхсекретный путь в школу (Часть 2)" " "The Super Secret Road to School (Part 2)" «Chōhimitsu no Tsūgakuro (Kōhen)» (超秘密の通学路(後編))                                                                | 505-507 (49 том)     | 30 января 2006   |
| Из-за странного поведения Амемии молодые детективы направляются в гараж, где находят котят, за которыми ухаживала Амемия. Не сумев найти Амемию, они исследуют территорию вокруг гаража и понимают, что недавно произошла автомобильная авария. Осмотрев больницы, они находят Амемию выздоравливающей в клинике Томоаки Араиде. | |                      |                  |
| 429 | "Время, которое уже не вернуть (Часть 1)" "The Two Who Can't Return Anymore (Part 1)" «Mō Modorenai Futari (Zenpen)» (もう戻れない二人(前編))                                                                | 508-510 (49 том)     | 6 февраля 2006   |
| Ран и Соноко приглашают своего нового одноклассника Эйске Хондо посетить Когоро. В этот момент клиент по имени Ацуши Мисуми просит Когоро найти его девушку Ами. Судя по её последним словам, они понимают, что Ами ждет Мисуми в том месте, где они впервые встретились. Мисуми отвёз их в префектуру Гунма, где они находят Ами мертвой в запечатанной машине. Мисуми врывается в машину. Они обнаруживают, что Ами умерла от отравления угарным газом, и приходят к выводу, что это самоубийство. Конан понимает, что это было убийство, и считает, что убийца - Мисуми. | |                      |                  |
| 430 | "Время, которое уже не вернуть (Часть 2)" "The Two Who Can't Return Anymore (Part 2)" «Mō Modorenai Futari (Kōhen)» (もう戻れない二人(後編))                                                                 | 508-510 (49 том)     | 13 февраля 2006  |
| После расследования Конан понимает, как было совершено убийство. | |                      |                  |
| 431 | "История любви детективов полиции 7 (Часть 1)" "Metropolitan Police Detective Love Story 7 (Part 1)" «Honchō no Keiji Koimonogatari 7 (Zenpen)» (本庁の刑事恋物語7(前編))                                    | 511-514 (50 том)     | 20 февраля 2006  |
| Мори, Ран и Конан сталкиваются с Такаги в кафе, который поддался на уговоры Тибы и пришёл на групповое свидание. Там же они встречают Сато которую уговорила Юми. После напряженного свидания с двумя незнакомцами Конан понимает из разговора, что мальчик, один дома, в опасности. Когда они прибыли в дом, мальчика похитили. Похититель оставляет электронное письмо с требованием денег. | |                      |                  |
| 432 | " История любви детективов полиции 7 (Часть 2)" "Metropolitan Police Detective Love Story 7 (Part 2)" «Honchō no Keiji Koimonogatari 7 (Kōhen)» (本庁の刑事恋物語7(後編))                                    | 511-514 (50 том)     | 27 февраля 2006  |
| Такаги внезапно куда-то убегает. Конан раскрывает, кто похититель. | |                      |                  |
| 433 | "Конан - странный ребенок" "Conan-A Strange Child" «Konan Hen na Ko» (コナン変な子) | Филлер               | 6 марта 2006     |
| Когоро и Конан навещают известного писателя по имени Осаму Умедзу, чтобы подписать его книгу. Позже они замечают, что секретарь Осаму, Миками Туру, бежит в дом Осаму. Они узнают от Миками, что Осаму не отвечает на телефонные звонки. В квартире Осаму находят мертвым, в руках у него перевёрнутый Сякку из тиса. Помощник и сын Осаму подозреваются в убийстве. | |                      |                  |
| 434 | "Заслуга умной собаки Кулы" "The Great Dog Coeur's Triumph" «Meiken Kūru no Otegara» (名犬クールのお手柄) | Филлер               | 10 апреля 2006   |
| Конан и Ран проходят мимо собачьего парка, где подружились с двумя парами, у каждой из которых есть собаки; один, ирландский сеттер, зовут Мусаси, а другой, Золотистый ретривер Кёр. Йорико Накатани, сосед хозяев Мусаси, пара Цуцуми, просит Когоро выяснить, почему собака Мусаси ведёт себя с ней агрессивно. Конан и Ран говорят ей, что, по их мнению, она чем-то расстроила собаку, из-за чего она ушла. На следующий день свекровь Накатани, по-видимому, была убита Мусаши, так как, следы от его зубов обнаружили на её горле. Когда Кер находит глиняную лепку собачьей челюсти, Конан выясняет, как совершается убийство. | |                      |                  |
| 435 | "Сенсационное интервью Юных сыщиков (Часть 1)" "Information Gathered About the Detective Boys (Part 1)" «Tantei-dan ni Chūme Shuzai (Zenpen)» (探偵団に注目取材(前編))                                       | 515-517 (50 том)     | 17 апреля 2006   |
| Независимый писатель приходит написать рассказ о молодых детективах. Они идут вместе со своим учителем в квартиру писателя, но по прибытии обнаруживают, что его забили до смерти. Конан сразу замечает, что с одной из кнопок автоответчика вытерта кровь, а также кровь на дверной ручке. Он предполагает, что преступник мог оставить сообщение, чтобы установить алиби. Хайбара предупреждает Конана, чтобы тот не выставлял ум напоказ, потому что он привлечет внимание, поэтому он пытается вести Такаги и Мегуре к подсказкам в своей обычной детской манере. С другой стороны, Молодые детективы чувствуют, что детские выходки Конана делают их незрелыми. | |                      |                  |
| 436 | "Сенсационное интервью Юных сыщиков (Часть 2)" "Information Gathered About the Detective Boys (Part 2)" «Tantei-dan ni Chūme Shuzai (Kōhen)» (探偵団に注目取材(後編))                                        | 515-517 (50 том)     | 24 апреля 2006   |
| Три из четырех сообщений на автоответчике являются подозрительными, но в каждом происходит что-то, что помогает им проверить время и место звонка. В первом Харука оставляет жертве сообщение с проигрывателем на заднем плане. Во втором они слышат проводника поезда, у которого проблемы с аллергией. В третьем во время разговора звонящий спрашивает у кого-нибудь дату и время. Конан с помощью других Мальчиков-детективов намекает полиции, пока они не понимают, что только одно из алиби могло быть сфальсифицировано. | |                      |                  |
| 437 | "Уэто Ая и Синъити. Обещание данное 4 года назад" "Ueto Aya and Shinichi - The Promise from 4 Years Ago" «Ueto Aya to Shinichi Yonenmae no Yakusoku» (上戸彩と新一 4年前の約束)                              | Филлер               | 8 мая 2006       |
| Ая, которая дала обещание Синъити, возвращается, чтобы попросить помощи в поиске знакомой бабушки. | |                      |                  |
| 438 | "В погоне за рыбьим сообщением" "The Fish Mail Pursuit" «Osakana Mēru no Tsuiseki» (お魚メールの追跡) | 523-524 (51 том)     | 15 мая 2006      |
| Официантка кафе Пуаро, Азуса Эномото, сообщила, что получила странные сообщения от мальчика, предполагающие, что он может быть похищен или заперт в месте без еды и воды. Единственный способ найти его - прочитать его текстовые сообщения. | |                      |                  |
| 439 | "И пусть никого не станет" "And It'd Be Nice If Everybody Disappeared" «Soshite Daremo Inakunarebaī» (そして誰もいなくなればいい)                                                                            | Филлер               | 22 мая 2006      |
| Мужчина по имени Сасамото чуть не погиб в результате падения шлакоблока. Он считает, что это его старый друг по колледжу, Хикаге, погибший 3 года назад, который прислал роман с пророчеством об убийстве, в котором он убивает своих трех друзей из колледжа. Один из друзей, Несу, уже был обнаружен убитым в парке, и поэтому двое оставшихся друзей ищут помощи Когоро. | |                      |                  |
| 440 | "Запредельный трюк с машиной" "The Stunt Car's Utmost Limit" «Kyokugen no Kaa Sutanto» (極限のカースタント)                                                                                                  | Филлер               | 29 мая 2006      |
| Молодые детективы посещают съёмки каскадёрских сцен Яибы в маске. Режиссер Синдзи Фукамачи и помощник режиссера Хидехико Накасато ругают каскадера Кенго Рикииси за опасный трюк с машиной. Кенго не согласен с их словами. Кенго надоело, что режиссер говорит ему больше не делать опасных трюков, и в слепой ярости, пытается выполнить трюк. Добравшись до вершины, Кенго не выбрался и погиб от удара. Конан видит, что ремень безопасности ослаблен, что означает, что Кенго пытался выбраться, но что-то помешало ему выбраться. | |                      |                  |
| 441 | " Смертельное «ам»" "Final "Ahh" «Saigo no Ān» (最期のアーン) | Филлер               | 5 июня 2006      |
| Когоро и Конан приходят в квартиру, чтобы расследовать смерть человека по имени Ямамото. Предполагается, что это самоубийство в качестве доказательства того, что он засунул пистолет в рот и выстрелил. Его друг подозревается в убийстве его, так как покинул место преступления, не вызвав полицию. Когда Когоро кормят клубникой, Конан понимает, кто убийца. | |                      |                  |
| 442 | "Парень, которого остановила балка" "The Man Obstructing the Steel Frame" «Tekkotsu ni Habamareta Otoko» (鉄骨に阻まれた男)                                                                                  | Филлер               | 12 июня 2006     |
| Художника по имени Дайдзиро Манака чуть не убило падающей балкой. Пока он лежит в больнице, Такаги и молодые детективы перебирают его сумку и находят его лицензию, веревку, пару перчаток и предсмертную записку. Дайдзиро просыпается, и когда Такаги спрашивает его о сумке, он утверждает, что у него амнезия, но Конан замечает, что он лжет. | |                      |                  |
| 443 | "Поиски моллюсков и тяжелый вздох (Часть 1)" "Shell Gathering and a Sigh (Part 1)" «Tameiki Shiohigari (Zenpen)» (ため息潮干狩り(前編))                                                                      | 525-527 (51 том)     | 26 июня 2006     |
| Молодые детективы на пляже собирают моллюсков. Там они встречают группу студентов колледжа на аналогичной экскурсии. Позже, одиного из студентов найодят мертвым в результате отравления в машине, в которой они ехали. | |                      |                  |
| 444 | "Поиски моллюсков и тяжелый вздох (Часть 2)" "Shell Gathering and a Sigh (Part 2)" «Tameiki Shiohigari (Kōhen)» (ため息潮干狩り(後編))                                                                       | 525-527 (51 том)     | 3 июля 2006      |
| Студент умер из-за цианида, присутствующего в его бутылке с зеленым чаем. Конан убежден, что это убийство, и с помощью молодых детективов собирает доказательства, подтверждающие его теорию. | |                      |                  |
| 445 | "Секрет русской голубой" "Secret of the Russian Blue" «Roshian Burū no Himitsu» (ロシアンブルーの秘密) | 528-529 (51 том)     | 10 июля 2006     |
| Мужчина просит Когоро решить закодированное текстовое сообщение с телефона его дочери, поскольку она отказалась сообщить ему значение текстового сообщения. Тем временем Эри оставила своего русского голубого котенка, Горо, на попечение Когоро. Пока Когоро пытается расшифровать сообщение, Горо ему всячески помогает. | |                      |                  |
| 446 | "Наглухо заколоченное окно (Часть 1)" "The Sealed Western-Style Window (Part 1)" «Fūin-sareta Yōsō (Zenpen)» (封印された洋窓(前編))                                                                          | 530-532 (51 том)     | 24 июля 2006     |
| Соноко, Ран, Эйске и Конан шли пешком к горной вилле Соноко, когда они обнаружили, что мост, ведущий к домику, обрушился из-за плохого ремонта. Вне досягаемости сигналов мобильного телефона они отправились на соседнюю виллу, чтобы попросить использовать домашний телефон, и узнали, что он недавно был куплен музыкальной группой «Доркус» как логово для сочинения новой музыки. Участники группы рассказали, что купили виллу очень дешево, так как предполагалось, что в ней обитают привидения. Первоначально продавец построил его вместе со своим старшим братом. Через некоторое время старший брат заявил, что в дом вторгся злой дух. Несмотря на то, что он заколотил одно из оконных окон на втором этаже, которое, как он утверждал, использовалось злоумышленниками, старший брат впал в отчаяние. Один из слуг утверждал, что видел открывшееся запечатанное окно, за которым смотрело лицо. Вскоре после этого жена старшего брата была найдена повешенной в запертой комнате. Затем последовало самоубийство старшего брата. Младший брат решил избавиться от собственности. Ожидая, когда сестра Соноко, Аяко, заберет их, Ран и ее друзья прогулялись по вилле. Эйске внезапно объявил, что видит лицо, выглядывающее из запечатанного окна, которое таинственным образом приоткрылось. Они ворвались в дом и обнаружили, что один из участников группы висел мертвым в той же комнате, что и жена старшего брата, и в том же стиле запертой комнаты. | |                      |                  |
| 447 | "Наглухо заколоченное окно (Часть 2)" "The Sealed Western-Style Window (Part 2)" «Fūin-sareta Yōsō (Kōhen)» (封印された洋窓(後編))                                                                           | 530-532 (51 том)     | 31 июля 2006     |
| Инспектор Мисао Ямамура прибыл для расследования. Конан также пытается собрать подсказки, чтобы помочь, но ограничивается тем, что он может сделать, когда Эйске начинает наблюдать за ним. Конану приходится использовать другую тактику, чтобы он не казался ему подозрительным. | |                      |                  |
| 448 | "Дело о «Сайре из Мэгуро»" "Meguro's Sanma Case" «Meguro no Sanma Jiken» (目黒の秋刀魚事件) | Филлер               | 14 августа 2006  |
| Когору, Конан и инспектор Мегурэ идут в ракуго, где Когору попытается выиграть приз «Все, что ты можешь пить». Они делают остановку у ресторана известного актера ракуго, Ичимацу. После спектакля Ичимацу получает ножевое ранение и отправляется в больницу. Доказательства указывают на то, что виновником была Мегуро Мия, но затем появляется бывший ученик Ичимацу, Манрагутей Кисабуро, утверждающий, что он зарезал Ичимацу. Пока они оба пытаются осудить себя, Конан выясняет, кто виноват. | |                      |                  |
| 449 | "История любви детективов полиции. Поддельная свадьба" "Metropolitan Police Love Story - Fake Wedding" «Honchō no Keiji Koimonogatari Itsuwari no Uedingu» (本庁の刑事恋物語 偽りのウエディング)             | 535-537 (52 том)     | 21 августа 2006  |
| Такаги и Миямото изображают из себя жениха и невесту, чтобы поймать серийного убийцу и грабителя, который угрожал убить настоящих жениха и невесту. Когда Тиба сообщает, что обгоревший труп одного из гостей свадьбы был найден у реки, Мегурэ делает вывод, что жертву убил серийный убийца, чтобы получить приглашение на свадьбу. На свадьбу приходит загадочное видео от друга жениха. После просмотра видео Мегурэ подозревает, что убийца уже находится в часовне, и Конан предлагает невесте встретиться с гостями, чтобы найти грабителя, который ворвался в её дом. Невеста сообщает, что подозрительных гостей трое: фотограф, инструктор по сноуборду и интернет-администратор. Жених настаивает на продолжении свадьбы, несмотря на протесты Мегурэ. | |                      |                  |
| 450 | "Трюк против магии (Часть 1)" "Trick vs. Magic (Part 1)" «Torikku vs Majikku (Zenpen)» (トリックvsマジック(前編))                                                                                            | Филлер               | 28 августа 2006  |
| Знаменитый иллюзионист нанимает Когоро, чтобы следить за своими сотрудниками, так как он считает, что один из них может убить его. В своем первом акте он лежит на ложе из шипов, и его ударяют другим, что беспокоит Конана и Когоро, пока он не оказывается живым. Следующий трюк проходит не так хорошо, и он оказывается в ловушке в резервуаре с водой, вход в который был закрыт. К тому времени, когда его открывают, уже слишком поздно. | |                      |                  |
| 451 | " Трюк против магии (Часть 2)" "Trick vs. Magic (Part 2)" «Torikku vs Majikku (Kōhen)» (トリックvsマジック(後編))                                                                                            | Филлер               | 4 сентября 2006  |
| Конан выискивает улики в надежде найти настоящего виновника. Недалеко от сцены Конан получил некоторые подсказки, чтобы разрешить дело. После получения информации он узнает, кто стоит за трюком, и раскрывает истинного вдохновителя смерти мага. | |                      |                  |
| 452 | "Призрак Компиры" "The Mysterious Person From the Konpira Troupe" «Konpira-za no Kaijin» (こんぴら座の怪人)                                                                                                  | Филлер               | 11 сентября 2006 |
| Конан, Ран, Мури и Соноко едут на Сикоку, чтобы увидеть, как кабуки играет Призрак Конпиры. Это спектакль по мотивам «Призрака оперы». Есть запросы на смену героини, появление фантома и умышленное покушение на героиню, как и в Призраке Оперы. Руководитель декорации убит, а председатель и спонсор арестованы по косвенным уликам. | |                      |                  |
| 453 | "Дружба и судьба на предпоказе" "Private Showing of Fate and Friendship" «Innen to Yūjō no Shishakai» (因縁と友情の試写会)                                                                                   | 533-534 (52 том)     | 23 октября 2006  |
| Мужчина покупает билет в фильм, который является продолжением фильма, который он и его друзья видели в прошлом. Он отдает свой билет одному из своих друзей, затем уходит, но подсказки, которые он оставил, заставляют Конана понять, что он планирует покончить жизнь самоубийством, тем самым подстав своего друга. | |                      |                  |
| 454 | "Перевернутая концовка (Часть 1)" "The Overturned Conclusion (Part 1)" «Hikkurikaetta Ketsumatsu (Zenpen)» (ひっくり返った結末(前編))                                                                        | 538-540 (52 том)     | 30 октября 2006  |
| Манда, известного автора, встречает его редактор, которому нужна его рукопись. Он говорит ему, что почти готов, и редактор идет и ждет в коридоре отеля. Манда крадется в маскировке и идет к дому Харамото, человека, который писал для Манды. Харамото дает Манде сценарий, а затем рассказывает ему о своём детективе, с которым он планирует дебютировать, когда Манда представит его нужным людям. Манда убивает Харамото вазой и крадет детектив, прежде чем вернуться в свой номер в отеле. | |                      |                  |
| 455 | "Перевернутая концовка (Часть 2)" "The Overturned Conclusion (Part 2)" «Hikkurikaetta Ketsumatsu (Kōhen)» (ひっくり返った結末(後編))                                                                         | 538-540 (52 том)     | 6 ноября 2006    |
| Гента бьет бейсбольным мячом в окно дома Харамото и разбивает вазу. Они заходят внутрь, чтобы извиниться, и находят Харамото мертвым. Конан понимает, что жертва должна была знать убийцу, и Манда ведет себя подозрительно, особенно когда он прерывает домработницу, когда она упоминает детектив, над которым работал Харамото. | |                      |                  |
| 456 | "Детективы, которые я полюбил" "The Mystery I Loved" «Ore ga Aishita Misuterī» (俺が愛したミステリー) | Филлер               | 13 ноября 2006   |
| В квартире происходит убийство. Жертва - известный писатель-детективов. Некто, выдав себя персонажем авторского детективного романа, лишил автора жизни. Были опознаны двое подозреваемых: охранник особняка, который любит выпить, несмотря на то, что автор велел ему этого не делать, и редактор издательства, который утверждал, что автор был жив, когда вышел из комнаты. | |                      |                  |
| 457 | "Красный платок Соноко (Часть 1)" "Sonoko's Red Handkerchief (Part 1)" «Sonoko no Akai Hankachi (Zenpen)» (園子の赤いハンカチ(前編))                                                                         | 541-543 (52 том)     | 20 ноября 2006   |
| Соноко привела Ран и Конана, посетить место в сельской местности, которое использовалось в качестве места для съемок хорошо принятого романтического сериала, где главный герой привязал красный платок к ветке дерева, чтобы встретиться с возлюбленной. Успех сериала превзошел все ожидания, и сонная сельская местность стала популярным туристическим местом, где женщины-посетители повязывали красные платки по всему лесу, разрушая план Соноко по соблазну Макото на романтическое свидание. Затем они встретили человека, который утверждал, что является частью съемочной группы, и фанат поручил ему найти точное местоположение дерева с оригинальным красным платком из сериала. Вскоре после этого он был обнаружен зарезанным на указанном месте. | |                      |                  |
| 458 | "Красный платок Соноко (Часть 2)" "Sonoko's Red Handkerchief (Part 2)" «Sonoko no Akai Hankachi (Kōhen)» (園子の赤いハンカチ(後編))                                                                          | 541-543 (52 том)     | 27 ноября 2006   |
| Расследование убийства сузилось до трех подозреваемых, недавно прибывших в соседнюю гостиницу. Конан установил виновника и причину убийства. | |                      |                  |
| 459 | "Чудовищно правильный мужчина" "A Mysterious Man - Overly Strict with Regulations" «Kaijin Gachigachi Kisoku Otoko» (怪人ガチガチ規則男)                                                                     | Филлер               | 4 декабря 2006   |
| Клуб молодых детективов посетил слишком строгого человека. Однако, позже увидели, что слишком строгий мужчина обвиняется в убийстве женщины. | |                      |                  |
| 460 | "Грандиозный поединок 1-го «Б»" "Class 1-B's Great Operation!" «Ichi-nen B-Gumi Daisakusen!» (1年B組大作戦!)                                                                                                 | 548-549 (53 том)     | 15 января 2007   |
| Учитель Молодых детективов решает дать классу психологический тест. Учитель вызывает Конана, поэтому класс должен решить задачу без него. Они решают её с помощью двух молчаливых одноклассников. Оказалось, что это был план познакомить новых учеников с остальным классом. | |                      |                  |
| 461 | "Пропавшая страница" "The Missing Page" «Kieta Ichi Pēji» (消えた1ページ) | Филлер               | 22 января 2007   |
| Молодые детективы готовят книжный отчет, когда Аюми замечает, что последняя страница её книги, «Приключения Алека», была оторвана. Конан и Аюми решают найти Цукасу Наито, того, кто брал книгу последним. Позже Молодые детективы обнаруживают, что был украден ценный камень Сайрай Сэки (再来 石, букв. «Камень возврата»). Конан понимает, что Цукаса, должно быть, украл камень, полагая, что это тот же камень из Приключений Алека, Futabi no Ishi (再 び の 石, букв. Снова Камень), из-за того же кандзи, и хочет использовать его, чтобы вернуть потерянный объект. Молодые детективы исследует дом Цукасы и обнаруживает кусок разорванной страницы, подтверждающий подозрения Конана. Они находят фотографию Цукасы и его матери на пляже и закодированное сообщение за фотографией, предположительно, это местоположение пляжа. Молодые детективы следуют за подсказками и прибывают на пляж, где обнаруживают, что Цукаса пытается использовать камень, чтобы воскресить свою мертвую мать. Приходит отец Цукасы и обнимает его, заставляя его понять, что его мать ушла навсегда. Вечером того же дня Детективы и Цукаса возвращают камень в школу. | |                      |                  |
| 462 | "Тень Чёрной Организации. Юный свидетель" "The Shadow of the Black Organization (The Young Witness)" «Kuro no Soshiki no Kage Osanai Mokugekisha» (黒の組織の影 幼い目撃者)                                  | 550-552 (53 том)     | 29 января 2007   |
| Рок-звезда по имени Року Итакаги пропал без вести последние несколько дней. Мальчик по имени Такуми Хаширатани утверждает, что в день Нового года он стал свидетелем того, как мужчина нес Итакаги в сумке и сбросил его с моста. Такуми утверждает, что у этого человека была темная машина, гвоздь в руке, и что он видел на заднем плане гигантский светящийся молот. Когоро сначала настроен скептически, но понимает, что Такуми говорит правду, когда новости подтверждают, что тело Итакаги было найдено в сумке, плавающей в реке. Судя по показаниям Такуми, Когоро, Ран, Конан и Эйске ищут мост, через который было брошено тело. | |                      |                  |
| 463 | "Тень Чёрной Организации. Загадочная иллюминация" "The Shadow of the Black Organization (The Strange Illumination)" «Kuro no Soshiki no Kage Kimyō na Shōmei» (黒の組織の影 奇妙な照明)                      | 550-552 (53 том)     | 5 февраля 2007   |
| В ходе расследования они узнают, что на логотипе группы Итакаги была змея, пронзенная гвоздми. После допроса татуировщика они узнают, что татуировка была новой и сделали её только три человека. После дальнейшего расследования они выяснели, что татуировка находится на правой руке водителя из-за транспортного потока на мосту, и что единственный способ, которым Такуми мог увидеть свою руку, - это если бы руль находился с правой стороны машины. Они понимают, что реклама в сочетании с освещением здания создавала силуэт перевернутого молотка; Используя эти знания, они могут точно определить, где виновник сбросил тело с моста. | |                      |                  |
| 464 | "Тень чёрной организации: загадка большого вознаграждения" "The Shadow of the Black Organization (The Mystery of the Big Reward)" «Kuro no Soshiki no Kage Nazo no Kōgaku Hōshū» (黒の組織の影 謎の高額報酬) | 553-555 (53-54 тома) | 12 февраля 2007  |
| Эйске просит Когоро расследовать тайну и считает, что это преступление, связанное с Лигой рыжих; Эйске рассказывает, что мужчине платят много денег за то, чтобы он заменил мусор из соседнего вывоза мусором с предыдущего дня вывоза. Когоро берет с собой Ран, Конана и Эйске, чтобы исследовать окрестности. Они сталкиваются с Такаги, который объясняет, что женщина по имени Канейо Фунемото недавно была убита по соседству после выстрела в затылок, когда она находилась дома. Её сын, Тодзи Фунемото, говорит, что странная иностранка расспрашивала его о несчастном случае, свидетелем которого он был, и считает, что она убила его мать. Конан понимает, что женщина - это Вермут, и что Черная Организация теперь должна знать, что Рена Мизунаси в настоящее время госпитализирована в коме. | |                      |                  |
| 465 | "Тень чёрной организации: жемчужный звездопад" "The Shadow of the Black Organization (Shining Star of Pearl)" «Kuro no Soshiki no Kage Shinju no Nagareboshi» (黒の組織の影 真珠の流れ星)                    | 553-555 (53-54 тома) | 19 февраля 2007  |
| После тщательного расследования Конан усыпляет Когоро и обнаруживает, что виновником является прикованный к инвалидной коляске муж Каньо, Тацухито Фунемото. Конан показывает, что Тацухито заставил Каньо выглянуть наружу, сказав ей, что там была падающая звезда, и выстрелил в неё. Затем он сфальсифицировал ограбление, спрятав её жемчужное ожерелье, используя его как бобы Сэцубун, и попросил его горничную пропылесосить их. Конан объясняет, что схема вывоза мусора заключалась в том, чтобы Тацухито мог позже получить вакуумный пакет и заложить жемчуг. В качестве доказательства убийства Конан показывает, что лук был на ручке его инвалидного кресла, который он получил от кухонной резиновой перчатки; Конан показывает, что отпечатки пальцев и порох на перчатке осудят его за убийство. Тацухито признается и показывает, что его жена одержимо тратила деньги на спонсирование вечеринок и что она планировала разместить вторую ипотеку на дом и развестись с ним, чтобы оставить его в долгах. | |                      |                  |